# Президентские выборы в России (2018)
Выборы президента России в соответствии с постановлением Совета Федерации состоялись 18 марта 2018 года. Согласно Конституции Российской Федерации глава государства избран на шестилетний срок путём равного и прямого всеобщего тайного голосования.
До участия в выборах ЦИКом было допущено восемь кандидатов: Сергей Бабурин (выдвинут «Российским общенародным союзом»), Павел Грудинин (выдвинут КПРФ), Владимир Жириновский (выдвинут ЛДПР), Владимир Путин (выдвинут инициативной группой в порядке самовыдвижения), Ксения Собчак (выдвинута «Гражданской инициативой»), Максим Сурайкин (выдвинут от партии «Коммунисты России»), Борис Титов (выдвинут «Партией Роста»), Григорий Явлинский (выдвинут партией «Яблоко»).
По данным, представленным ЦИК РФ, победу в первом туре одержал действующий президент России Владимир Путин с результатом 76,69 % голосов от принявших участие в голосовании, тем самым он был избран на второй срок подряд (и на четвёртый в общем, если учитывать его президентские сроки с 2000 по 2008 год). Обозреватели ОБСЕ отмечали, что процесс голосования сопровождался ограничениями в области основных свобод, таких как свобода собраний и свобода выражения мнений, а также в отношении регистрации кандидатов. Эти ограничения сказались на политическом участии, сведя к минимуму пространство для конкуренции. По данным видеозаписей с участков для голосования, по крайней мере в 11 регионах РФ выборы были полностью сфальсифицированы, поскольку на участках не было миллионов людей, которые якобы приняли участие в голосовании по официальным данным.

## Изменение даты проведения выборов
Согласно п. 2 ст. 5 Федерального закона № 19-ФЗ «О выборах Президента Российской Федерации» в редакции, действовавшей на момент проведения предыдущих выборов, «днём голосования на выборах президента Российской Федерации является второе воскресенье месяца, в котором проводилось голосование на предыдущих общих выборах президента Российской Федерации и в котором четыре года тому назад был избран президент Российской Федерации». Очередным таким днём оказывалось 13 марта 2016 года. Однако 8 марта 2012 года вступила в силу редакция (от 19 июля 2009 года), меняющая формулировку «четыре года тому назад» на «шесть лет тому назад», то есть датой проведения выборов должно было стать 11 марта 2018 года.

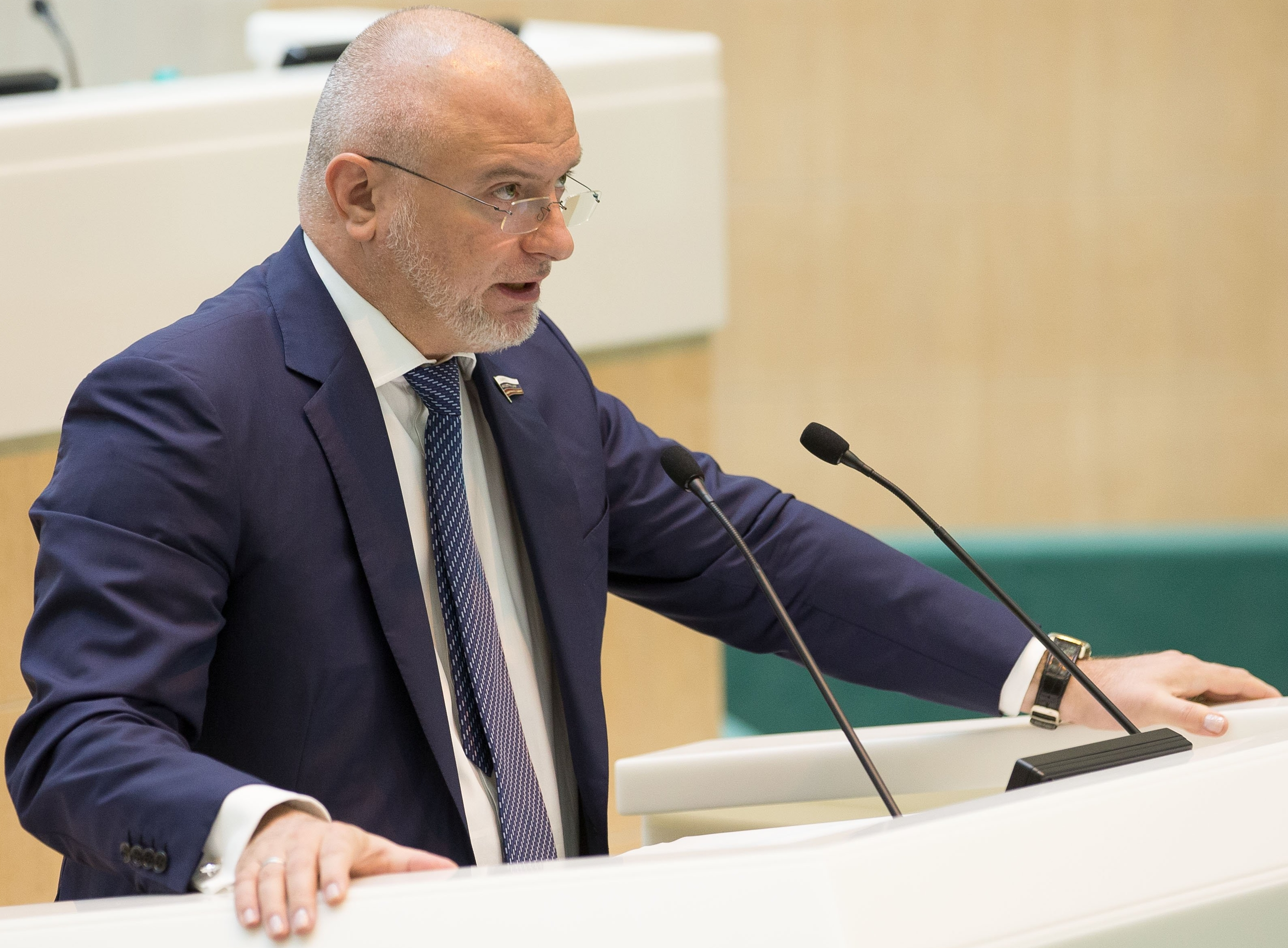
Один из авторов закона «О внесении изменений в Федеральный закон „О выборах Президента Российской Федерации“» Андрей Клишас

3 марта 2017 года члены Совета Федерации Андрей Клишас и Анатолий Широков, а также депутат Государственной думы Михаил Шеремет внесли в нижнюю палату российского парламента Законопроект Федерального закона № 114572-7 «О внесении изменений в Федеральный закон „О выборах Президента Российской Федерации“» (об уточнении процедуры назначения наблюдателей и обеспечении принципа гласности), содержащий пакет поправок в избирательное законодательство, согласно которому в новом виде п. 7 ст. 5 ФЗ «О выборах Президента РФ» излагается следующим образом:
Если воскресенье, на которое должны быть назначены выборы Президента Российской Федерации, совпадает с днём, предшествующим нерабочему праздничному дню, или это воскресенье приходится на неделю, включающую нерабочий праздничный день, либо это воскресенье в установленном порядке объявлено рабочим днём, выборы назначаются на следующее воскресенье.
Согласно этому законопроекту выборы должны быть перенесены с воскресенья второй недели марта 2018 года, включающей в себя Международный женский день (согласно ст. 112 ТК РФ являющийся нерабочим праздничным днём), на следующее воскресенье, то есть на 18 марта 2018 года.
24 мая 2017 года Государственная дума Федерального собрания Российской Федерации приняла эти поправки в третьем и окончательном чтении, 31 мая законопроект одобрен Советом Федерации, а 1 июня подписан президентом Российской Федерации.
15 декабря 2017 года Совет Федерации официально назначил дату выборов — на 18 марта 2018 года.
Дата голосования совпала с четвёртой годовщиной аннексии Крыма Российской Федерацией. Это вызвало подозрения в намеренном изменении сроков с целью увеличения явки и количества голосов за Владимира Путина.

### Предположения и предложения о переносе даты выборов, высказываемые ранее
Евгений Гонтмахер в своей статье для газеты «Ведомости» высказал предположение о том, что перенос парламентских выборов 2016 года с декабря на сентябрь свидетельствует о намерении власти перенести президентские выборы на весну 2017 года. Также в ноябре 2016 года о возможном переносе выборов на 2017 год высказывался руководитель ЦК КПРФ Геннадий Зюганов.
Выступая 19 июня 2015 года на Петербургском международном экономическом форуме, глава «Комитета гражданских инициатив» Алексей Кудрин высказал мнение о целесообразности проведения досрочных президентских выборов в марте 2016 года, раскритикованное впоследствии членами всех представленных в Госдуме партий. Комментируя это предложение, глава президентской администрации Сергей Иванов заявил, что причин для переноса выборов на более ранний срок он не видит.

## Ключевые даты
- 15 декабря 2017 года[28] (за 90—100 дней до даты выборов[29]) — назначение выборов Советом Федерации
- Решение о назначении выборов официально опубликовано 18 декабря[22]
- После публикации решения о назначении выборов, не позднее 21 декабря производится опубликование списка политических партий, имеющих право выдвигать своих кандидатов на пост президента[30][31]
- На протяжении 20 дней после публикации решения о назначении выборов (с 18 декабря 2017 по 7 января 2018 года) — самовыдвижение кандидатов, представление в ЦИК ходатайства о регистрации группы избирателей (не менее чем из 500 человек) и иных документов[31][32]
  - К моменту предоставления документов выдвигаемый кандидат обязан закрыть иностранные счета и вклады, прекратить хранение денег и ценностей в иностранных зарубежных банках, прекратить использование иностранных финансовых инструментов[33][34]
  - ЦИК РФ регистрирует группу избирателей (или отказывает в её регистрации) не позднее 5 дней после подачи документов[35]
- На протяжении 25 дней после публикации решения о назначении выборов (с 18 декабря до 12 января 2018 года[31]) — выдвижение кандидатов на съездах политических партий, представление в ЦИК решения съезда о выдвижении кандидата и иных документов[36]
  - К моменту предоставления документов выдвигаемый кандидат обязан закрыть иностранные счета и вклады, прекратить хранение денег и ценностей в иностранных зарубежных банках, прекратить использование иностранных финансовых инструментов[37][38]
  - ЦИК РФ регистрирует кандидатов, выдвинутых партией, (или отказывает в регистрации) в срок не позднее 5 дней после подачи документов (до 6—15 января)[39]
- Кандидаты проводят сбор 300 тысяч (для самовыдвиженцев) или 100 тысяч (для кандидатов от непарламентских партий) подписей избирателей[40] и подготавливают иные документы. Подписные листы и иные документы подаются в ЦИК не ранее 80 дней и не позднее 45 дней до даты выборов (не позднее 18 часов 31 января[41])[42]
  - Проверка соблюдения порядка выдвижения кандидата проводится ЦИК в течение не более чем 10 (20) дней[43], также проводится проверка не менее 20 % подписных листов[43]. В срок не более 10 дней после получения всех документов кандидата происходит его регистрация или отказ в регистрации[44]
- до 28 декабря — уточнение списка избирательных участков и их границ[31]
- до середины-конца января 2018 года — образование избирательных участков[31][45]
- не позднее 22 января — формирование территориальных избирательных комиссий[31]
- не позднее 1 февраля 2018 года — формирование участковых избирательных комиссий[31][46]
- с 17 февраля по 17 марта 2018 года — проведение предвыборной агитации на телевидении, радио и в печатных СМИ[31]
- не позднее 7 марта 2018 года — публикация (в том числе и в интернете) предвыборных программ политических партий, выдвинувших кандидатов, представление их копий в ЦИК[31]
- до 12 марта (в случае вынуждающих обстоятельств — до 16 марта) 2018 года кандидат имеет право снять свою кандидатуру[31]
- до 12 марта 2018 года партия имеет право отозвать выдвинутого ею кандидата[31]
- до 12 марта 2018 года разрешена публикация результатов опроса общественного мнения, прогнозов результатов выборов[31]
- 17 марта 2018 года — «день тишины»[47]
- 18 марта 2018 года — день голосования[48]
- 23 марта[49] (до 1 апреля[31]) 2018 года — официальное опубликование результатов выборов

## Организация выборов

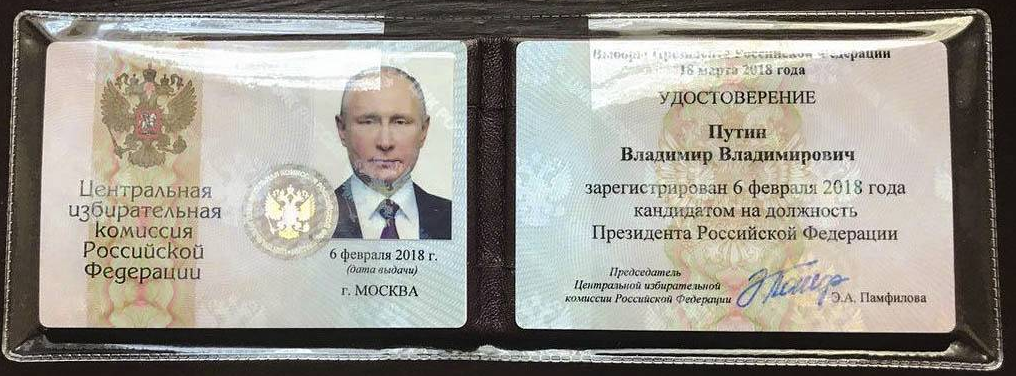
Удостоверение кандидата в президенты Российской Федерации Владимира Путина

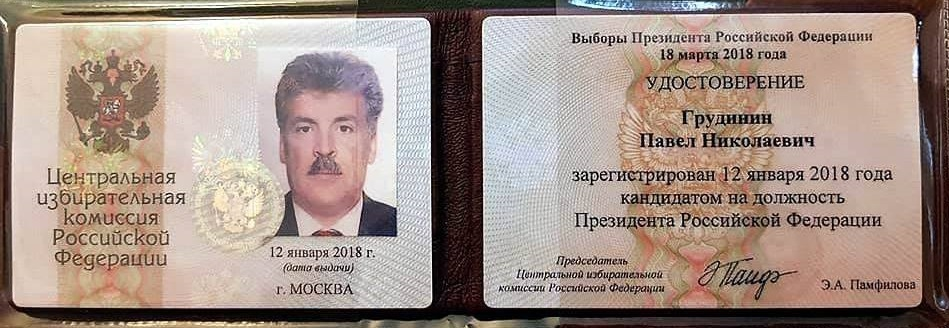
Удостоверение кандидата в президенты Российской Федерации Павла Грудинина

Организацией и проведением выборов занимается Центральная избирательная комиссия Российской Федерации (ЦИК РФ) — независимый коллегиальный федеральный государственный орган из 15 членов с правом решающего голоса (основной состав). Действующий на момент выборов основной состав был сформирован в марте 2016 года сроком на 5 лет.
Основной состав ЦИК России (на момент выборов):
- Элла Памфилова (председатель),
- Александр Кинёв,
- Василий Лихачёв,
- Евгений Шевченко,
- Борис Эбзеев,
- Николай Левичев,
- Евгений Колюшин,
- Сергей Сироткин,
- Валерий Крюков,
- Валерий Гальченко,
- Антон Лопатин,
- Майя Гришина,
- Сиябшах Шапиев,
- Александр Клюкин,
- Николай Булаев.

Расширенные временные члены (на момент выборов):
- Ирина Жеребина — от кандидата Сергея Бабурина[51],
- Павел Крученков — от кандидата Павла Грудинина[52],
- Игорь Моховиков — от кандидата Владимира Жириновского[53],
- Тимур Валеев — от кандидата Ксении Собчак[54],
- Станислав Шкаев — от кандидата Бориса Титова[54],
- Елена Дубровина — от кандидата Григория Явлинского[54].

Члены ЦИК с правом совещательного голоса (на момент выборов):
- Евгений Забарчук — назначен кандидатом Владимиром Путиным,
- Константин Мазуревский — назначен партией «Единая Россия»,
- Сергей Чикирев — назначен партией КПРФ,
- Анастасия Коптелова — назначена партией ЛДПР,
- Алла Алексеева — назначена партией «Справедливая Россия»[55].

По прошествии 4 месяцев Элла Памфилова была награждена Путиным орденом «За заслуги перед Отечеством» III степени, награды получили и ряд других членов ЦИК. Вручал награды заместитель главы администрации президента С. В. Кириенко. Награждение было подвергнуто критике из-за большого числа нарушений во время предвыборной кампании и самих выборов.

## Государственное финансирование
На проведение президентских выборов 2018 года в общей сложности было потрачено 17,69 млрд рублей. Это на 1,9 млрд больше, чем на прошлых выборах.
Из них на организацию видеонаблюдения ушло 2,7 млрд рублей.
В соответствии со статьёй 33 Федерального закона № 95-ФЗ от 11.07.2001 «О политических партиях» партия, выдвинувшая кандидата в президенты, который набрал на выборах более 3 % голосов, получает единовременную выплату в размере не менее 20 рублей за каждый полученный этим кандидатом голос.

## Отмена открепительных удостоверений
С 2017 года в России отменены открепительные удостоверения. Чтобы проголосовать на выборах 2018 года не на своём, а на другом конкретном избирательном участке, нужно было с 31 января по 12 марта 2018 года с помощью портала госуслуг, в МФЦ или любой территориальной или участковой избирательной комиссии оформить соответствующее заявление. Его можно было подать только один раз. Однако и с оформленным заявлением избиратель имел право проголосовать по месту регистрации.

## Процедура выдвижения кандидатов
Согласно Федеральному закону «О выборах Президента Российской Федерации», президентом может быть избран гражданин России не моложе 35 лет, постоянно проживающий в России не менее 10 лет. Существуют также некоторые другие ограничения для избрания (например, ограничение срока правления, недееспособность, наличие непогашенных судимостей по тяжким и особо тяжким преступлениям, действие наказания по некоторым административным статьям, нахождение в местах лишения свободы, наличие иностранного гражданства и прочие), которые перечислены в статье 3 Федерального закона о президентских выборах.
Существуют два способа принять участие в выборах:
| Способ выдвижения                                      | Способ выдвижения                             | Описание |
| ------------------------------------------------------ | --------------------------------------------- | --- |
| Как самовыдвиженец                                     | Как самовыдвиженец                            | Гражданин Российской Федерации может выдвинуть свою кандидатуру, но при условии поддержки его выдвижения группой избирателей. Такому кандидату для регистрации сначала необходимо создать и зарегистрировать в ЦИК группу избирателей в количестве не менее 500 граждан Российской Федерации, обладающих активным избирательным правом. Затем, чтобы быть допущенным к выборам, ему надо собрать и представить в Центральную избирательную комиссию не менее 300 тысяч подписей избирателей (причём количество представленных подписей может превышать количество необходимых подписей, но не более, чем на 5 % (соответственно, каждый самовыдвиженец может предоставить в ЦИК до 315 тыс. подписей), а на один субъект Российской Федерации должно приходиться не более 7500 подписей, если сбор подписей избирателей осуществляется среди избирателей, постоянно проживающих за пределами территории Российской Федерации, общее количество этих подписей не может быть более 7500). |
| Как кандидат от зарегистрированной политической партии | Партия представлена в Государственной Думе    | Регистрация кандидата, выдвинутого политической партией, представленной в Государственной Думе Федерального Собрания Российской Федерации согласно результатам ближайших выборов, может осуществляться на основании решения политической партии о выдвижении кандидата без сбора подписей избирателей при условии, что указанное официальное опубликование состоялось раньше представления в Центральную избирательную комиссию Российской Федерации документов, необходимых для регистрации кандидата. На основании указанного решения без сбора подписей избирателей осуществляется также регистрация кандидата, выдвинутого политической партией, списки кандидатов которой были допущены к распределению депутатских мандатов (спискам кандидатов которых переданы депутатские мандаты в соответствии с законом субъекта Российской Федерации, предусмотренным п. 17 ст. 35 Федерального закона «Об основных гарантиях избирательных прав и права на участие в референдуме граждан Российской Федерации») в действующих на день официального опубликования (публикации) решения о назначении выборов президента Российской Федерации законодательных (представительных) органах государственной власти не менее чем в одной трети субъектов Российской Федерации. |
| Как кандидат от зарегистрированной политической партии | Партия не представлена в Государственной Думе | Кандидатам от тех партий, которые не представлены в Государственной Думе текущего созыва, чтобы быть допущенным к выборам, требуется собрать в поддержку выдвинутого ею кандидата не менее 100 тысяч подписей избирателей, причём на один субъект Российской Федерации должно приходиться не более 2500 подписей избирателей. Если сбор подписей избирателей осуществляется среди избирателей, постоянно проживающих за пределами территории Российской Федерации, общее количество этих подписей не должно превышать 2500 подписей. |

## Кандидаты
| Кандидат, возраст, субъект выдвижения            | Кандидат, возраст, субъект выдвижения | Кандидат, возраст, субъект выдвижения | Политические должности | Кампания   | Дата регистрации |
| ------------------------------------------------ | ------------------------------------- | ------------------------------------- | --- | ---------- | ---------------- |
| Сергей Бабурин (59) Российский общенародный союз |                                       |                                       | Народный депутат России (1990—1993) Депутат Государственной Думы (1993—2000, 2003—2007) Председатель партии «Российский общенародный союз» (с 2011)                    | (веб-сайт) | 7 февраля 2018   |
| Павел Грудинин (57) КПРФ                         |                                       |                                       | Депутат Московской областной думы (1997—2011) Председатель Совета депутатов городского поселения Видное (2017—2019)                                                    | (веб-сайт) | 12 января 2018   |
| Владимир Жириновский (71) ЛДПР                   |                                       |                                       | Депутат Государственной Думы (1993—2022) Заместитель председателя Государственной Думы (2000—2011) Председатель ЛДПР (1992—2022)                                       | (веб-сайт) | 29 декабря 2017  |
| Владимир Путин (65) Самовыдвижение               |                                       |                                       | Президент России (2000—2008, с 2012) Председатель Правительства России (1999—2000, 2008—2012) Председатель партии «Единая Россия» (2008—2012) Директор ФСБ (1998—1999) | (веб-сайт) | 6 февраля 2018   |
| Ксения Собчак (36) Гражданская инициатива        |                                       |                                       | Член Координационного совета российской оппозиции (2012—2013) Член политсовета партии «Гражданская инициатива» (с 2017)                                                | (веб-сайт) | 8 февраля 2018   |
| Максим Сурайкин (39) Коммунисты России           |                                       |                                       | Председатель ЦК партии «Коммунисты России» (с 2012) | (веб-сайт) | 8 февраля 2018   |
| Борис Титов (57) Партия Роста                    |                                       |                                       | Председатель «Партии Роста» (с 2016) Уполномоченный по защите прав предпринимателей в России (с 2012)                                                                  | (веб-сайт) | 7 февраля 2018   |
| Григорий Явлинский (65) Яблоко                   |                                       |                                       | Председатель партии «Яблоко» (1993—2008) Депутат Государственной Думы (1993—2003) Депутат Законодательного собрания Санкт-Петербурга (2011—2016)                       | (веб-сайт) | 7 февраля 2018   |

### Регистрация кандидатов

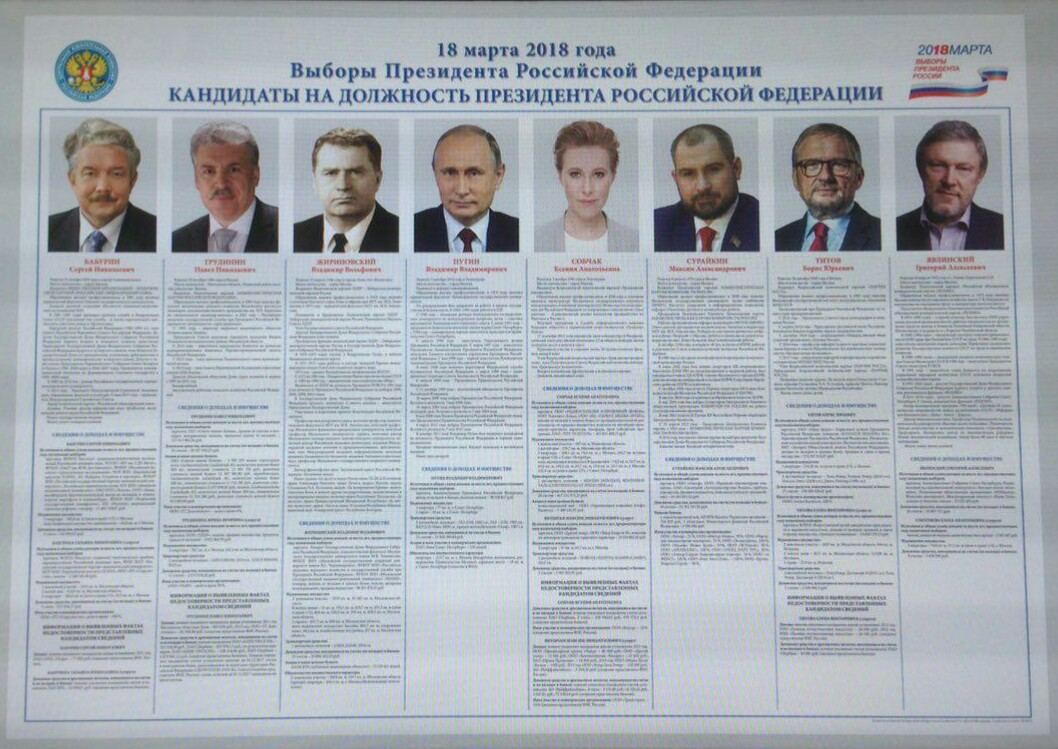
Плакат с информацией о кандидатах, висевший на каждом избирательном участке

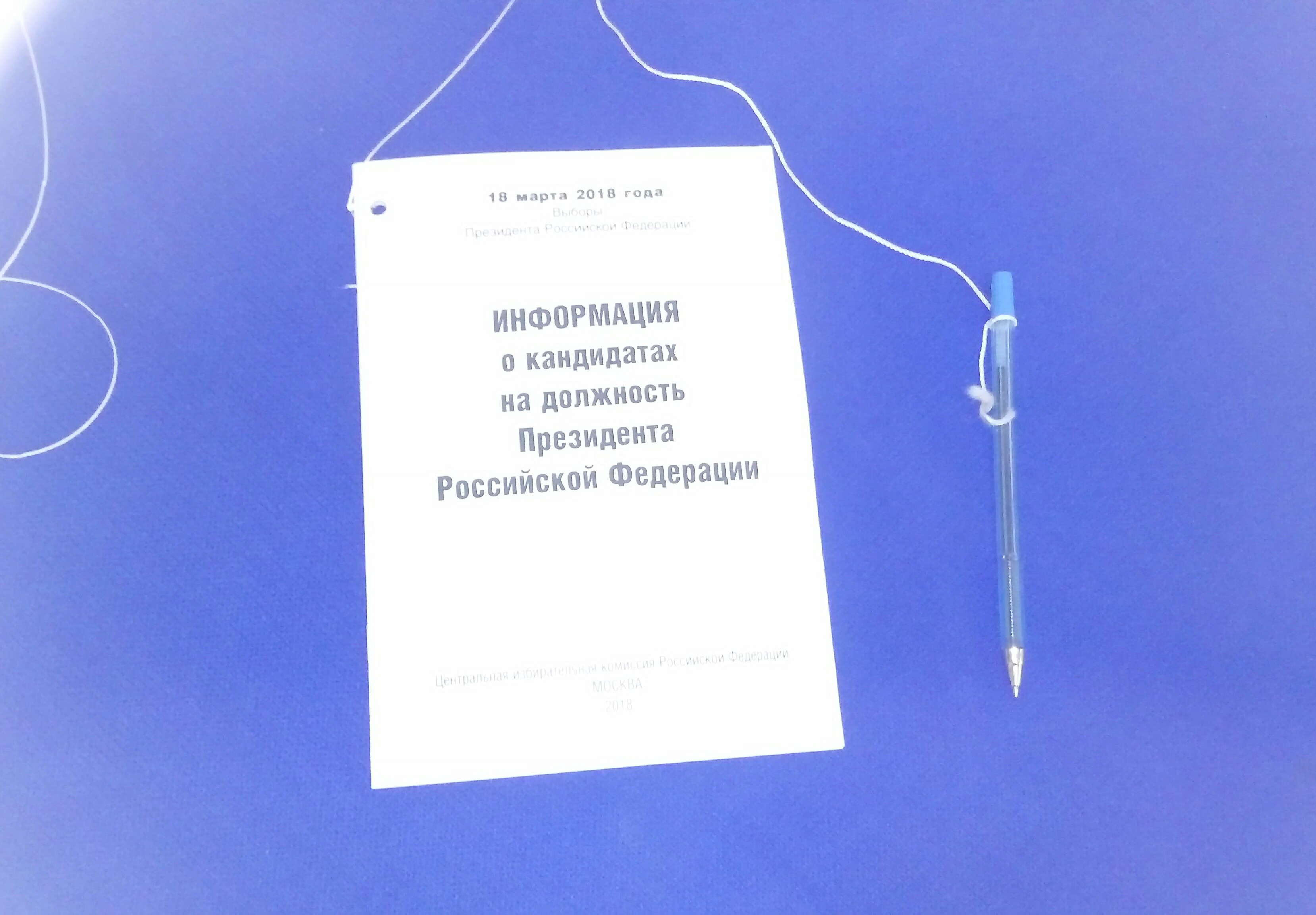
Книжка с данными о кандидатах на одном из избирательных участков

С 18 декабря 2017 года по 12 января 2018 года в ЦИК поступили уведомления о проведении мероприятий, связанных с выдвижением кандидатов на должность президента Российской Федерации, от 70 субъектов выдвижения: от 24 политических партий и 46 самовыдвиженцев (на 2018 год — рекордное число выдвиженцев среди всех президентских кампаний России). Однако в конечном итоге только 22 партии, 2 парламентских и 20 непарламентских, выдвинули своего кандидата (одного из кандидатов юридически выдвигали две партии) и только 15 самовыдвиженцев выдвинули свои кандидатуры, проведя собрания инициативных групп избирателей. В итоге, к выборам было допущено восемь кандидатов (выделены в следующей таблице жирным шрифтом):
| Кандидаты, выдвинутые политическими партиями и инициативными группами | Кандидаты, выдвинутые политическими партиями и инициативными группами                                                                                         | Кандидаты, выдвинутые политическими партиями и инициативными группами | Кандидаты, выдвинутые политическими партиями и инициативными группами                                                                                 | Кандидаты, выдвинутые политическими партиями и инициативными группами | Кандидаты, выдвинутые политическими партиями и инициативными группами |
| Кандидат                                                              | Деятельность/должность (на момент выдвижения) | Субъект выдвижения                                                    | Статус | Дата выдвижения                                                       | Дата регистрации                                                      |
| --------------------------------------------------------------------- | --- | --------------------------------------------------------------------- | --- | --------------------------------------------------------------------- | --------------------------------------------------------------------- |
| Эльвира Агурбаш                                                       | Первый вице-президент фирмы «Мортадель» | «Альянс зелёных»                                                      | Отказано, так как подписи не представлены в установленные сроки                                                                                       | 21 декабря 2017                                                       | —                                                                     |
| Сергей Бабурин                                                        | Главный научный сотрудник ИСПИ РАН, лидер РОС | «Российский общенародный союз»                                        | Зарегистрирован | 22 декабря 2017                                                       | 7 февраля 2018                                                        |
| Антон Баков                                                           | Председатель политсовета Монархической партии России, предприниматель                                                                                         | Монархическая партия России                                           | Снял кандидатуру с выборов | 23 декабря 2017                                                       | —                                                                     |
| Олег Булаев                                                           | Секретарь ЦК «Коммунистической партии социальной справедливости», депутат Волгоградской городской думы                                                        | Коммунистическая партия социальной справедливости                     | Снял кандидатуру с выборов | 12 января 2018                                                        | —                                                                     |
| Татьяна Воловик                                                       | Временно неработающая | Самовыдвижение                                                        | Отказано в регистрации из-за нарушений в проведении инициативной группы избирателей                                                                   | 24 декабря 2017                                                       | —                                                                     |
| Ирина Волынец                                                         | Председатель Национального родительского комитета, сопредседатель партии «Народ против коррупции»                                                             | «Народ против коррупции»                                              | Отказано в связи с несоблюдением претендентом требований законодательства и отсутствием необходимых документов                                        | 30 декабря 2017                                                       | —                                                                     |
| Ирина Волынец                                                         | Председатель Национального родительского комитета, сопредседатель партии «Народ против коррупции»                                                             | Народная партия России                                                | Сняла кандидатуру с выборов | 12 января 2018                                                        | —                                                                     |
| Ирина Гагитэ                                                          | Солистка филиала Мариинского театра во Владикавказе | Российская Социалистическая партия                                    | Сняла кандидатуру с выборов |                                                                       | —                                                                     |
| Айна Гамзатова                                                        | Заместитель директора по дополнительному образованию РПА Минюста России                                                                                       | Самовыдвижение                                                        | Отказано в регистрации из-за нарушений в проведении инициативной группы избирателей                                                                   | 30 декабря 2017                                                       | —                                                                     |
| Екатерина Гордон                                                      | Гендиректор ООО «Агентство Оптимальных Юридических Решений»                                                                                                   | Партия Добрых дел                                                     | Сняла кандидатуру с выборов | 23 декабря 2017                                                       | —                                                                     |
| Павел Грудинин                                                        | Директор ЗАО «Совхоз имени Ленина», председатель Совета депутатов городского поселения Видное                                                                 | КПРФ                                                                  | Зарегистрирован | 23 декабря 2017                                                       | 12 января 2018                                                        |
| Владимир Жириновский                                                  | Председатель ЛДПР, руководитель фракции ЛДПР в Госдуме РФ | ЛДПР                                                                  | Зарегистрирован | 20 декабря 2017                                                       | 29 декабря 2017                                                       |
| Михаил Козлов                                                         | Индивидуальный предприниматель | Партия социальной защиты                                              | Отказано, так как подписи не представлены в установленные сроки                                                                                       | 23 декабря 2017                                                       | —                                                                     |
| Марина Копёнкина                                                      | Гендиректор ООО «Центр молодости и долголетия» | Родная партия                                                         | Отказано в регистрации из-за отсутствия необходимых документов и по причине несвоевременного информирования Центризбиркома о проведении съезда партии | 11 января 2018                                                        | —                                                                     |
| Владимир Кузнецов                                                     | Гендиректор ООО «Мелодия» | Самовыдвижение                                                        | Отказано в связи с несоблюдением претендентом требований законодательства и отсутствием необходимых документов                                        |                                                                       | —                                                                     |
| Лаки Ли                                                               | Индивидуальный предприниматель | Самовыдвижение                                                        | Отказано в регистрации из-за нарушений в проведении инициативной группы избирателей                                                                   | 30 декабря 2017                                                       | —                                                                     |
| Наталья Лисицына                                                      | Машинист крана металлургического производства АО «Металлургический завод „Петросталь“»                                                                        | «РОТ ФРОНТ»                                                           | Отказано, так как подписи не представлены в установленные сроки                                                                                       | 27 декабря 2017                                                       | —                                                                     |
| Олег Лурье                                                            | Журналист | Самовыдвижение                                                        | Отказано в регистрации группы избирателей из-за наличия непогашенной судимости у выдвинутого кандидата                                                | 24 декабря 2017                                                       | —                                                                     |
| Владимир Михайлов                                                     | Директор ООО «Предприятие „ФЭСТ“», депутат Костромской областной Думы                                                                                         | Самовыдвижение                                                        | Отказано, так как подписи не представлены в установленные сроки                                                                                       | 25 декабря 2017                                                       | —                                                                     |
| Алексей Навальный                                                     | Индивидуальный предприниматель, председатель «Партии Прогресса», основатель «Фонда борьбы с коррупцией»                                                       | Самовыдвижение                                                        | Отказано в регистрации группы избирателей из-за наличия непогашенной судимости у выдвинутого кандидата                                                | 24 декабря 2017                                                       | —                                                                     |
| Станислав Полищук                                                     | Председатель «Партии Социальных Реформ» | Партия Социальных Реформ                                              | Снял кандидатуру с выборов | 23 декабря 2017                                                       | —                                                                     |
| Сергей Полонский                                                      | Предприниматель | Самовыдвижение                                                        | Отказано в регистрации из-за нарушений в проведении инициативной группы избирателей                                                                   | 24 декабря 2017                                                       | —                                                                     |
| Тристан Присягин                                                      | Общественник | Самовыдвижение                                                        | Отказано в связи с несоблюдением претендентом требований законодательства и отсутствием необходимых документов                                        |                                                                       | —                                                                     |
| Василий Пугачёв                                                       | Председатель комиссии по защите прав детей, молодёжи, молодых матерей, ветеранов, людей с ограниченными возможностями и пожилого возраста АНО «Сотвори добро» | Самовыдвижение                                                        | Отказано в связи с несоблюдением претендентом требований законодательства и отсутствием необходимых документов                                        |                                                                       | —                                                                     |
| Владимир Путин                                                        | Действующий президент Российской Федерации | Самовыдвижение                                                        | Зарегистрирован | 26 декабря 2017                                                       | 6 февраля 2018                                                        |
| Сираждин Рамазанов                                                    | Председатель правления «Социал-демократической партии России»                                                                                                 | Социал-демократическая партия России                                  | Правление выдвинувшей партии приняло решение о снятии кандидатуры                                                                                     |                                                                       | —                                                                     |
| Елена Семерикова                                                      | Председатель партии «Женский диалог», советник Председателя Совета Федерации                                                                                  | «Женский диалог»                                                      | Отказано в регистрации из-за нарушений в проведении съезда по выдвижению в кандидаты                                                                  | 20 декабря 2017                                                       | —                                                                     |
| Юрий Сидоров                                                          | Гендиректор ООО «Стройтранс», председатель Партии малого бизнеса России                                                                                       | Партия малого бизнеса России                                          | Отказано в регистрации из-за нарушений в проведении съезда по выдвижению в кандидаты                                                                  | 21 декабря 2017                                                       | —                                                                     |
| Ксения Собчак                                                         | Журналист, ведущая телеканала «Дождь» | «Гражданская инициатива»                                              | Зарегистрирована | 23 декабря 2017                                                       | 8 февраля 2018                                                        |
| Сергей Столпак                                                        | Пенсионер ФСБ РФ, председатель СНТСН «Родник» | Самовыдвижение                                                        | Отказано в связи с несоблюдением претендентом требований законодательства и отсутствием необходимых документов                                        |                                                                       | —                                                                     |
| Максим Сурайкин                                                       | Председатель ЦК партии «Коммунисты России» | «Коммунисты России»                                                   | Зарегистрирован | 24 декабря 2017                                                       | 8 февраля 2018                                                        |
| Борис Титов                                                           | Уполномоченный по защите прав предпринимателей в России, председатель «Партии Роста»                                                                          | «Партия Роста»                                                        | Зарегистрирован | 21 декабря 2017                                                       | 7 февраля 2018                                                        |
| Роман Худяков                                                         | Временно неработающий | «ЧЕСТНО»                                                              | Снял кандидатуру с выборов | 21 декабря 2017                                                       | —                                                                     |
| Виктор Черепнин                                                       | Предприниматель | Самовыдвижение                                                        | Отказано в связи с несоблюдением претендентом требований законодательства и отсутствием необходимых документов                                        |                                                                       | —                                                                     |
| Александр Чухлебов                                                    | Гендиректор ООО «Элоф Ханссон» | Самовыдвижение                                                        | Регистрация инициативной группы избирателей отменена Верховным судом по иску ЦИК в связи с выявлением наличия вида на жительство в Финляндии          | 24 декабря 2017                                                       | —                                                                     |
| Григорий Явлинский                                                    | Председатель Федерального Политического комитета партии «Яблоко»                                                                                              | «Яблоко»                                                              | Зарегистрирован | 22 декабря 2017                                                       | 7 февраля 2018                                                        |
| Андрей Яцун                                                           | Директор ООО «ИК „Доступное жильё“» | Самовыдвижение                                                        | Отказано в регистрации из-за нарушений в проведении инициативной группы избирателей                                                                   | 26 декабря 2017                                                       | —                                                                     |

### Объявлявшие о намерении выдвинуть кандидатуру
В СМИ в разное время появлялись заявления о намерении участвовать в президентской кампании, однако не все, кто сделал подобное заявление, совершили попытку выдвинуть свою кандидатуру в конечном итоге по тем или иным причинам. В частности, с подобными заявлениями выступали:
- В 2012 году о желании участвовать в выборах, если ему разрешит руководство Русской православной церкви, заявил актёр и сценарист Иван Охлобыстин[133].
- В 2013 году о желании выдвинуть свою кандидатуру заявлял националист Дмитрий Дёмушкин[134]. Однако в апреле 2017 года осуждён на 2,5 года по ст. 282 УК РФ[135], на момент возможности выдвинуть кандидатуру отбывал тюремный срок.
- Также в 2013 году заявил о подобного рода намерении организатор финансовой пирамиды МММ Сергей Мавроди[136].
- В июне 2017 года Степан Сулакшин, который был выдвинут на съезде возглавляемой им самим непарламентской «Партии нового типа»[137][138]. Но в декабре 2017 года заявил, что его команда столкнулась с «непреодолимыми препятствиями», обвинив, в частности, в провокациях со стороны властей. В результате чего принял решение не выдвигать инициативную группу, найдя подобное мероприятие «бессмысленным»[139].
- В 2016—2017 годах появлялась информация о том, что свою кандидатуру намерена выставить поэтесса Алина Витухновская[140][141][142]. 25 декабря 2017 года, согласно записи в официальной группе «ВКонтакте» выдвижения своей кандидатуры, отказалась от участия, сославшись на то, что выборы «оказались слиты недальновидными, либо назначенными сверху „лидерами протеста“ — Алексеем Навальным и Ксенией Собчак»[143].
- В феврале 2017 года общественный и политический деятель, лидер движения «Артподготовка» Вячеслав Мальцев также объявлял о том, что выдвинет свою кандидатуру[144]. Но в начале 2017 года покинул пределы РФ, опасаясь уголовного преследования[145].
- В июне 2017 намерение высказал председатель «Объединения перевозчиков России» Андрей Бажутин[146][147]. 2 января 2018 года пытался провести собрание инициативной группы по своему выдвижению в Махачкале, однако вместо положенных 500 человек на собрание пришло 25, в результате чего собрание было сорвано[148], дальнейших попыток по выдвижению не предпринимал.
- В сентябре 2017 года намерение изъявил политтехнолог, великий мастер Великой ложи России Андрей Богданов, участвовавший в президентских выборах 2008 года[149]. Также стал одним из инициаторов проведение праймериз движения «Третья сила» с целью отбора кандидатов для участия в выборах, часть участников предпринимала попытки выдвинуть свои кандидатуры (в дальнейшем все сняли свою кандидатуры), однако часть выдвинутой десятки не стала выдвигать свою кандидатуру: сам Богданов, председатель «Партии ветеранов России» Ильдар Рязапов, представитель «Народного альянса» Ольга Анищенко, президента Фонда «Миротворец» Андрея Гетманов, бизнесмен, писатель, председатель федерального совета всероссийской политической партии «ЧЕСТНО» Алексей Золотухин[150].
- В сентябре 2017 года заявил о президентских амбициях общественный деятель и бывший руководитель Православного корпуса движения «Наши» Борис Якеменко[151][152], однако, по собственным словам, в рамках кампании не смог организовать сбор инициативной группы и был вынужден отказаться от участия[153].
- В ноябре 2017 года намерение выдвинуть свою кандидатуру заявлял актёр, музыкант, художник Сергей Пахомов[154].
- В декабре 2017 в порядке самовыдвижения заявила о планах выставить предприниматель Лариса Ренар[155], подала уведомление о проведении собрания инициативной группы избирателей[86], но собрание так и не было проведено.
- Также в декабре 2017 года о таком рода намерении заявлял руководитель Национальной пенсионной ассоциации и попечительного совета реабилитационного центра для людей с инвалидностью «Солнечный круг» Анатолий Рабинович[156], подал уведомление о проведении собрания инициативной группы избирателей[86], но собрание так и не было проведено.
- 20 декабря 2017 года появилась информация о поступлении в ЦИК уведомления по проведению собрания инициативной группы по выдвижению вице-президента Всероссийского общества слабовидящих Тахира Исламова[86]. 26 декабря он подтвердил своё намерение выдвигать свою кандидатуру[157]. Однако 28 декабря заявил о том, что отказывается выдвигать свою кандидатуру из-за дороговизны кампании. Также заявил, что поддержит кандидатуру Владимира Путина[158].

## Предвыборная кампания

### Агитация в СМИ
14 февраля 2018 года Центральная избирательная комиссия России предложила Первому каналу приостановить показ фильма Оливера Стоуна «Интервью с Путиным», который телеканал начал показывать накануне, вставив его в вечернюю вещательную сетку, однако при этом Председатель ЦИК Элла Памфилова объявила об отсутствии признаков агитации в этом фильме. Этому предшествовало обращение главы партии «Яблоко» Эмилии Слабуновой в ЦИК России с требованием прекратить показ фильма Стоуна про Путина по Первому каналу, так как это, по мнению партии, является незаконной предвыборной агитацией. В партии отметили, что размещение этого фильма не оплачено из избирательного фонда Путина, а показ проходит до начала разрешённого срока агитации в СМИ. В это же время на предвыборном сайте кандидата в президенты РФ Ксении Собчак объявилось направление жалобы её адвокатом в ЦИК по факту нарушения закона о выборах из-за повторного показа на Первом канале этого фильма.
Пресс-секретарь президента России Дмитрий Песков, говоря о показе фильма Стоуна 13 февраля, заявил, что Кремль не вправе каким-либо образом вмешиваться в редакционную политику телевизионных каналов и не делает этого. Первый канал отменил показ оставшейся заключительной серии интервью.
Агитационный период в СМИ начался 17 февраля, за 28 дней до дня голосования, и продлился до полуночи с 16 на 17 марта, когда наступил «день тишины». Каждому кандидату полагалось по одному бесплатному часу эфирного времени на 5 телеканалах (Первый, «Россия 1», «Россия 24», «ТВ Центр», ОТР) и 3 радиостанциях (Радио России, «Маяк», «Вести FM») плюс время по итогам жеребьёвки. Партии, выдвинувшие кандидатов, также имели право на час безвозмездного эфира. От этого права отказались партии «Российский общенародный союз» (выдвинула Сергея Бабурина) и «Коммунисты России» (кандидат Максим Сурайкин).

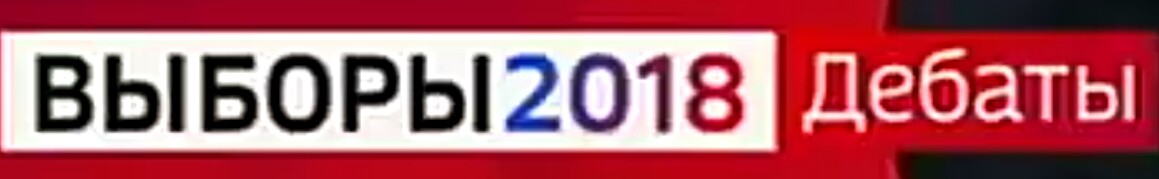
Логотип предвыборных дебатов на телеканале «Россия 1»

26 февраля 2018 года начались предвыборные дебаты.
28 февраля 2018 года на дебатах (т/к «Россия 1», ведущий Владимир Соловьёв) Жириновский обзывал Собчак. В ответ она облила обидчика водой из стакана, после чего Жириновский оскорбил Собчак с использованием нецензурной брани. Впоследствии адвокаты Собчак и Центральная избирательная комиссия направили жалобы в генпрокуратуру на поведение главы ЛДПР. Жириновский намеревался подать заявление на оппонентку за «мелкое хулиганство» (ст. 20.1 КоАП РФ). На Дальнем Востоке, в отличие от остальной части России, скандальную передачу показали в прямом эфире и с нецензурной бранью. В Москве выпуск посмотрели на 50 % зрителей больше, чем обычно собирают программы Соловьёва в будни.
1 марта 2018 года Павел Грудинин покинул студию дебатов на Первом, назвав их «базаром», «балаганом» и «криками с мест». «Дебаты — это когда ты споришь с соперником. [А здесь только] вопросы и ответы — это интервью», — заявил он, добавив, что ранее кандидаты направили письмо руководству канала с предложением изменить формат дебатов, но оно было проигнорировано. В этот же день кандидат сказал, что больше не намерен лично участвовать в дебатах, и вместо него это будут делать его доверенные лица.
15 февраля 2018 года прошла жеребьёвка по распределению бесплатной печатной площади в газетах России: Российская газета, Парламентская газета, «Вечерняя Москва», «Красная звезда», «Башкортостан», «Республика Башкортостан», «Кызыл тан», «Омет», Крымская газета, «Приват-аукцион», Чаваш херараме («Чувашская женщина»), Самраксен халате (Молодёжная газета), Толон («Заря»), «Тихоокеанская звезда», Приморская газета. Никто из кандидатов не отказался от участия в ней.

### Кампании кандидатов, допущенных до участия в выборах

#### Владимир Путин

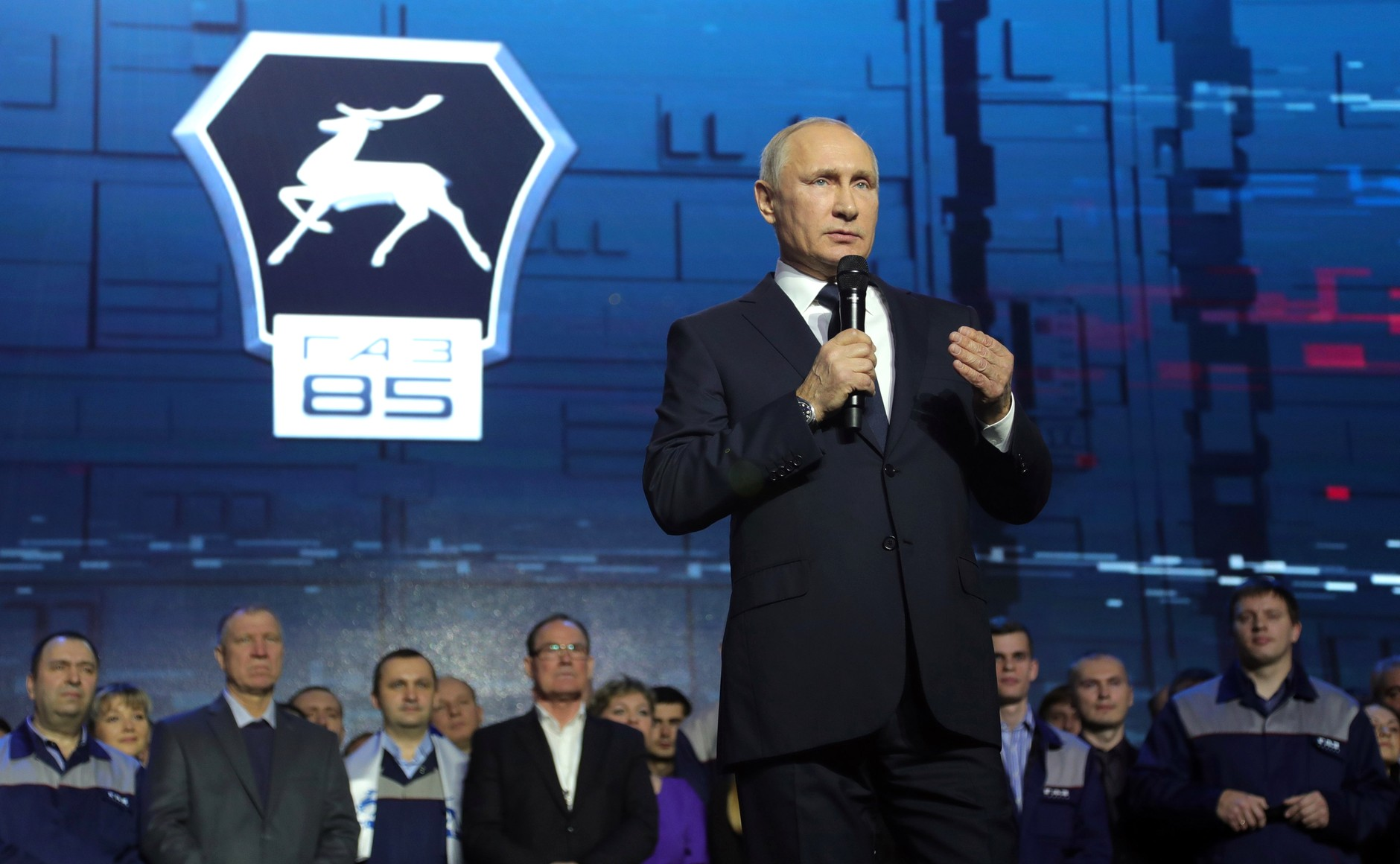
Путин заявляет о своём выдвижении на четвёртый срок. Нижний Новгород, «ГАЗ», 6 декабря 2017 года

Путин был избран президентом в 2012 году (до 2018 года), согласно Конституции России он имеет право на очередное переизбрание. До декабря 2017 года было неясно, будет ли Путин идти на переизбрание. Некоторые политологи полагали, что Путин не собирается выдвигаться, поэтому он отказался отвечать на вопросы о своём выдвижении. Некоторые назвали преемником Владимира Путина губернатора Тульской области Алексея Дюмина. Другие, наоборот, полагали, что Путин будет участвовать в выборах, но объявят его как можно позже, чтобы провести короткую кампанию.
Предполагалось, что Путин объявит о своей номинации 14 декабря 2017 года на своей ежегодной пресс-конференции. Однако в начале декабря 2017 года некоторые эксперты заявили, что Путин объявит о своём участии в выборах 6 декабря во время награждений «Волонтёр России 2017». Пресс-секретарь Путина Дмитрий Песков, комментируя эти сообщения, сказал, что Путин может объявить о выдвижении в любой день. 6 декабря, после вручения наград лучшим волонтёрам России, Путин заявил, что в ближайшее время он примет решение о том, участвовать ли в выборах. Спустя несколько часов, поговорив с рабочими автомобильного завода ГАЗ, Путин объявил, что снова баллотируется на пост президента.

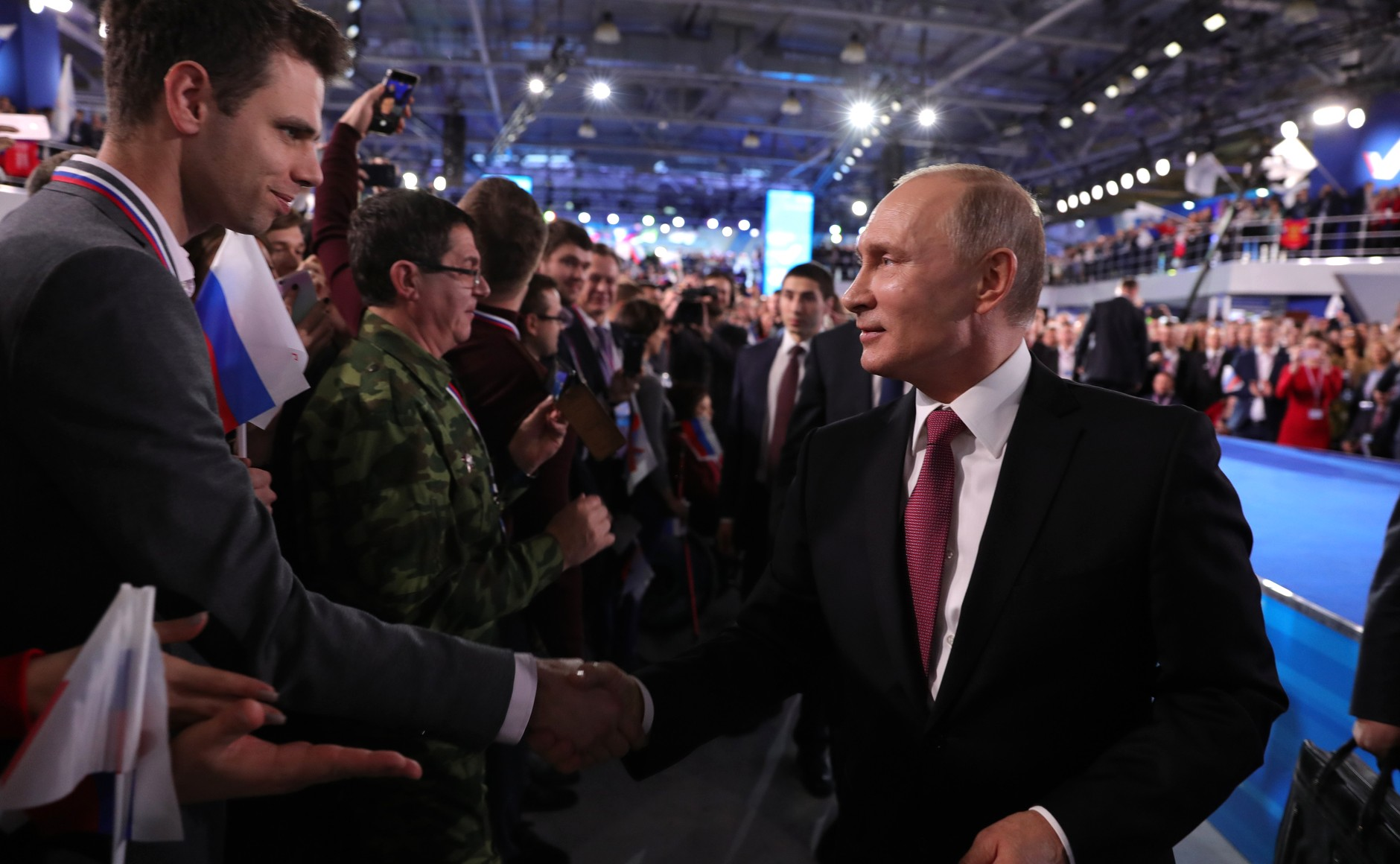
Путин на форуме ОНФ, 19 декабря 2017 года

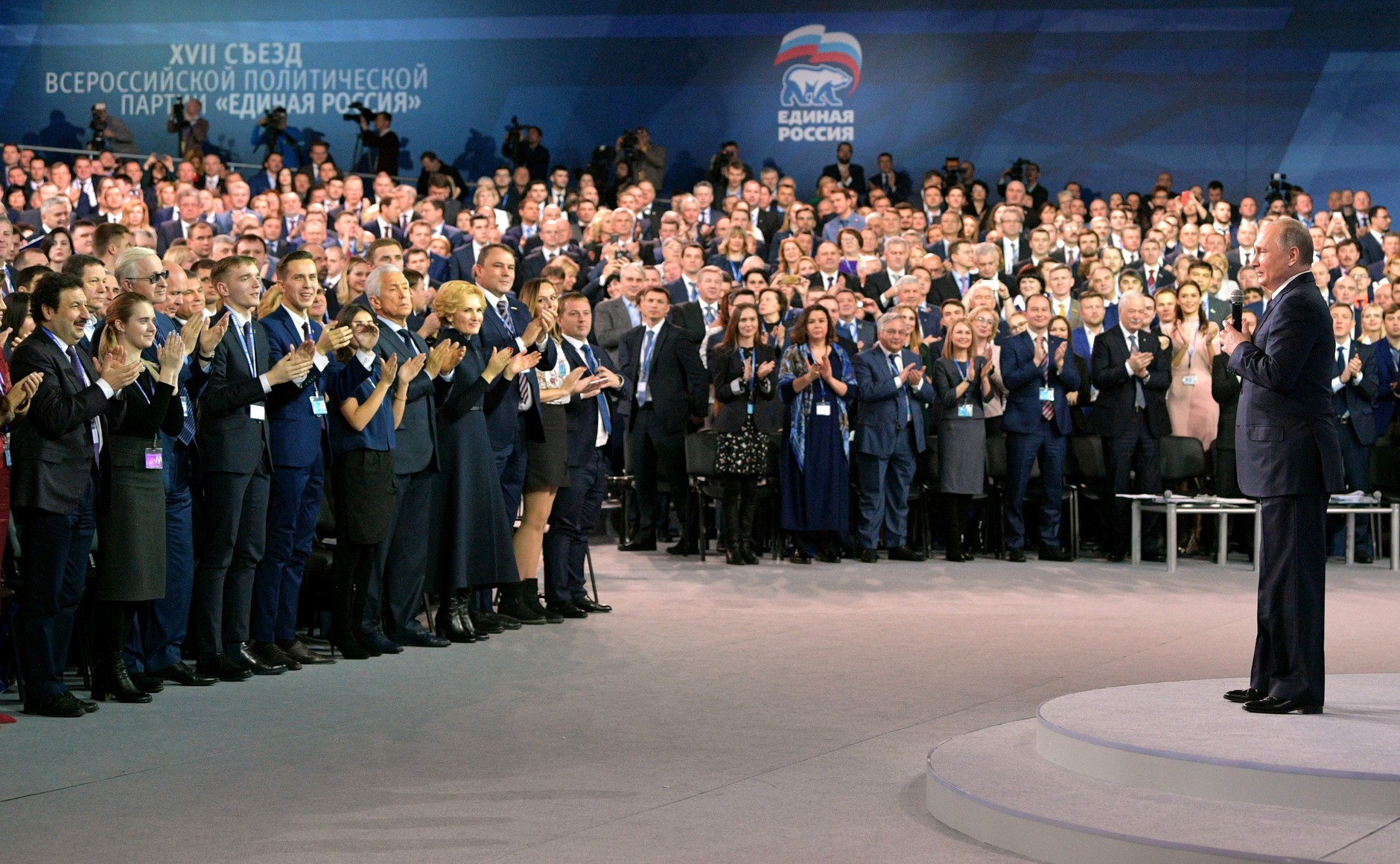
Владимир Путин на XVII съезде «Единой России», 24 декабря 2017 года

На выборах 2012 года Путин был номинирован партией «Единая Россия», которую он возглавлял в то время. Путин объявил, что он будет выдвигаться самостоятельно 14 декабря 2017 года на своей ежегодной пресс-конференции. Это уже третий раз, когда он будет выдвигаться, как самовыдвиженец. Ему придётся собрать не менее 300 000 подписей в его поддержку, только после этого он будет допущен на выборы.
Официальное выдвижение Путина состоялось 26 декабря 2017 года на собрании его инициативной группы. В инициативную группу вошли 668 человек, в том числе бывший министр экономики Александр Шохин, спортсмен и политик Александр Карелин, ректор Московского государственного университета Виктор Садовничий, директор Бакулевского научного центра сердечно-сосудистой хирургии Лео Бокерия, член Совета Федерации и генеральный секретарь «Единой России» Андрей Турчак, президент «Опоры России» Александр Калинин, соучредитель «Лаборатории Касперского» Наталья Касперская, лидер партии «Справедливая Россия» Сергей Миронов, а также члены Государственной Думы и Совета Федерации.
27 декабря 2017 года Путин предоставил документы для участия в выборах в Центральную избирательную комиссию. 28 декабря ЦИК зарегистрировала инициативную группу и позволила ему начать сбор подписей.
5 января 2018 года начался сбор подписей в поддержку Владимира Путина. Для участия в выборах необходимо было предоставить от 300 000 до 315 000 подписей. В каждом субъекте Российской Федерации необходимо было собрать не более 7500 подписей. Их сбором занялись представители «Единой России», ОНФ и организации «Волонтёры Победы».
К 12 января Путин собрал необходимое количество подписей и даже превысил это число почти на 100 000. Сторонники Путина решили продолжить сбор подписей. Всего в ходе кампании собралось около 1,6 млн подписей. Около 315 000 подписных листов были представлены в ЦИК 29 января. Ко 2 февраля 2018 года подписи были обработаны — 232 подписи были признаны недействительными.
Спонсорами кампании Владимира Путина стали региональные фонды, поддерживающие «Единую Россию».
6 февраля зарегистрирован кандидатом в президенты России.
Хоккеистом Александром Овечкиным 2 ноября 2017 года было основано общественное движение «Putin Team» («Команда Путина») в поддержку Владимира Путина, к которому присоединились многие российские спортсмены, актёры, музыканты и общественные деятели: Евгений Малкин, Елена Исинбаева, Сергей Карякин, Сергей Тетюхин, Николай Расторгуев, Полина Гагарина, Илья Ковальчук, Нюша, Андрей Мерзликин, Павел Буре, Евгений Плющенко, Николай Басков, Сергей Крикалёв, Михаил Галустян и др. Любой может присоединиться к команде на веб-сайте движения.
Выдвижение Владимира Путина на четвёртый президентский срок также поддержали (помимо «Единой России») такие партии, как «Справедливая Россия», «Города России», «Гражданская платформа», «Гражданская сила», «Партия Великое Отечество», «Зелёные», «Партия труда», «Партия свободных граждан», «Партия пенсионеров», «Патриоты России», «Родина» и «Женский диалог».
13 февраля 2018 года ЦИК сообщил об отказе избирательного штаба кандидата Владимира Путина от бесплатного эфира для дебатов на федеральных телеканалах и радиостанциях, при этом сохранив за собой право на подобные эфиры на региональных СМИ (338 телеканалов и 280 радиостанций).
В отличие от других кандидатов, В. В. Путин не представил предвыборную программу в виде отдельного документа; роль его программного заявления играло послание Федеральному Собранию 1 марта. Охватив в этом послании и в ходе избирательной кампании в целом широкий круг проблем, Путин тем не менее не довёл до россиян своё намерение в случае избрания немедленно осуществить повышение пенсионного возраста в стране, что является вопросом колоссальной важности для всего населения. В послании вообще не было слов о каких-либо предстоящих изменениях в области пенсионного законодательства, а за несколько дней до выборов РИА Новости опубликовало заметку, в которой заверялось, что пенсионный возраст не должен меняться до 2030 года.
Летом, уже после объявления о пенсионной реформе, свыше 60 % россиян расценили уход Путина от данной темы до 18 марта как тактический шаг ради сохранения поста президента за собой. Издание Форбс нашло следующие слова: «…настоящим цинизмом было полное умалчивание о предстоящей реформе во время… выборов весной… главный вопрос был… обойдён, а затем внезапно вброшен уже после победы Путина… это совершенно недостойно лидера великой державы …получается какая-то профанация выборов…».
3 марта 2018 года в «Лужниках» (Москва) прошёл митинг-концерт в поддержку Владимира Путина «За сильную Россию».

#### Сергей Бабурин
В предвыборную программу Сергея Бабурина входили планы по отставке правительства Дмитрия Медведева. По его мнению, это позволило бы стране выйти из кризиса. На посту президента Бабурин намеревался провести конституционную реформу, наладить системы здравоохранения и образования. Бабурин отменил бы ЕГЭ и вернул советскую систему обучения. Он также обещал ужесточить визовый режим «со странами-поставщиками нелегальной и массовой неквалифицированной рабочей силы», способствовать развитию Крыма «как законной территории России», уделять особое внимание культурной сфере, принять меры по сдерживанию роста тарифов ЖКХ, если бы стал главой государства.
Сергей Бабурин был выдвинут на съезде возглавляемой им партии «Российский общенародный союз» 22 декабря 2017 года. 24 декабря он подал регистрационные документы, однако ЦИК выявил нарушения и отклонил их. 29 декабря Бабурин снова предоставил документы, и они были одобрены. 30 января 2018 года кандидат сдал 105 тысяч подписей в Центральную избирательную комиссию (всего было собрано 120 тысяч), а 7 февраля его официально зарегистрировали.

#### Павел Грудинин
На протяжении полугода между КПРФ и Постоянно действующим совещанием Национально-патриотических сил России (ПДС НПСР) велись переговоры о выдвижении единого кандидата на предстоящих президентских выборах. ПДС НПСР предложило пятёрку кандидатов в кандидаты на пост президента страны. По результатам интернет-праймериз по определению единого кандидата в президенты России от левых сил, проведённого по инициативе координатора «Левого фронта» Сергея Удальцова, во втором голосовании Грудинин одержал победу, опередив Юрия Болдырева (другими кандидатами были Сергей Глазьев, Захар Прилепин, Валерий Рашкин, Константин Сёмин, Сергей Шаргунов). 22 декабря 2017 года II съезд Национально-патриотических сил России выдвинул Юрия Болдырева кандидатом на пост президента России, а Павла Грудинина на пост премьер-министра. 23 декабря 2017 года, по итогам тайного голосования, Грудинин выдвинут кандидатом на пост президента России от КПРФ (303 делегата съезда проголосовали «за» и 11 — «против»). Лидер КПРФ Геннадий Зюганов лично предложил кандидатуру Грудинина, которая была единогласно поддержана ЦК КПРФ, и возглавил его предвыборный штаб. На президентские выборы Павел Грудинин идёт с программой КПРФ: «Десять шагов к достойной жизни».
КПРФ в письме к президенту РФ Владимиру Путину, главе ЦИК Элле Памфиловой и дирекциям «Первого канала» и телеканала «Россия 1» обвинила последние СМИ в «шельмовании» и «контрпропаганде» против своего кандидата. Накануне в эфире этих телеканалов вышли критические материалы о декларации Грудинина, также его персоне посвятил целую серию статей сайт Life. По данным «Медиалогии», за период с 4 декабря 2017 года по 25 января 2018 года Грудинин занимал четвёртое место по упоминанию на федеральных телеканалах среди кандидатов (253 сюжета), и первое место по негативным упоминаниям (11 сюжетов). Согласно исследованию движения «Голос», о кандидате от КПРФ телеканалы говорили 20 % всего посвящённого президентским выборам времени, из которого 77 % было негативным (в то время как о Владимире Путине негативных упоминаний не было вообще, а из посвящённого ему сюжетов 59 % были положительными).
Вскоре после выдвижения Павел Грудинин стал активным участником телепередач на главных федеральных телеканалах, таких как «Первый» и «Россия 1», где впервые провёл дебаты с одним из своих соперников в президентской гонке Владимиром Жириновским.
12 января 2018 года ЦИК России официально зарегистрировал П. Н. Грудинина в качестве кандидата на должность президента Российской Федерации.
19 января Павел Грудинин начал поездки по регионам.
Согласно опросу ФОМ от 14 января 2018 года, из знавших о Павле Грудинине 34 % опрошенных, 15 % относилось к нему положительно, 3 % — отрицательно. В опросе от 21 января положительно относилось 11 %, отрицательно — 6 %. Согласно опросу Центра исследований политической культуры России (ЦИПКР) (аналитическая организация КПРФ) от 25 января 2018 года, 11 % от всех опрошенных проголосовали бы за Грудинина на президентских выборах, если бы выборы «состоялись завтра».
7 марта 2018 года стало известно, что информация о не закрытых вовремя иностранных счетах Павла Грудинина (примерно на 1 000 000 долларов США) будет помещена на информационные плакаты, которые будут висеть на всех избирательных участках.
10 марта 2018 года в Москве прошёл митинг сторонников Грудинина «За честные выборы». Организаторы рассчитывали на приход 5000 человек, однако явились только 700.

#### Владимир Жириновский
Владимир Жириновский объявил о своём участии в президентских выборах 28 октября 2016 года. В случае его избрания Жириновский обещал внести поправки в Конституцию России и радикально изменить политику страны. В частности, Жириновский обещал отменить федеральную структуру России и вернуть губернии, переименовать пост «президента России» в «Верховного правителя России» и восстановить Россию в границах СССР на 1985 год. В марте 2017 года Жириновский обещал объявить всеобщую амнистию, если он будет избран президентом.
29 декабря 2017 года зарегистрирован кандидатом в президенты России.
19 февраля 2018 года Владимир Жириновский представил часть «теневого кабинета», который бы он назначил в случае своей победы. В частности, в состав правительства Жириновского вошли бы губернатор Смоленской области Алексей Островский (в качестве Председателя правительства), Алексей Диденко и Сергей Натаров (как заместитель Председателя Правительства), Людмида Козлова (как министр социальных дел), Сергей Абельцев (министр внутренних дел), Леонид Слуцкий (министр иностранных дел), Ярослав Нилов (министр труда), Михаил Дягтерёв (министр туризма), а также оппонент Владимира Жириновского на выборах — Павел Грудинин (в качестве министра сельского хозяйства).
В общей сложности Кабинет министров включает более 50 человек, в дополнение к членам Либерально-демократической партии, трём заместителей премьер-министра, зарезервированных для других парламентских партий, а также от 3 до 5 вакансий для представителей других партий и представителей профессионалов.

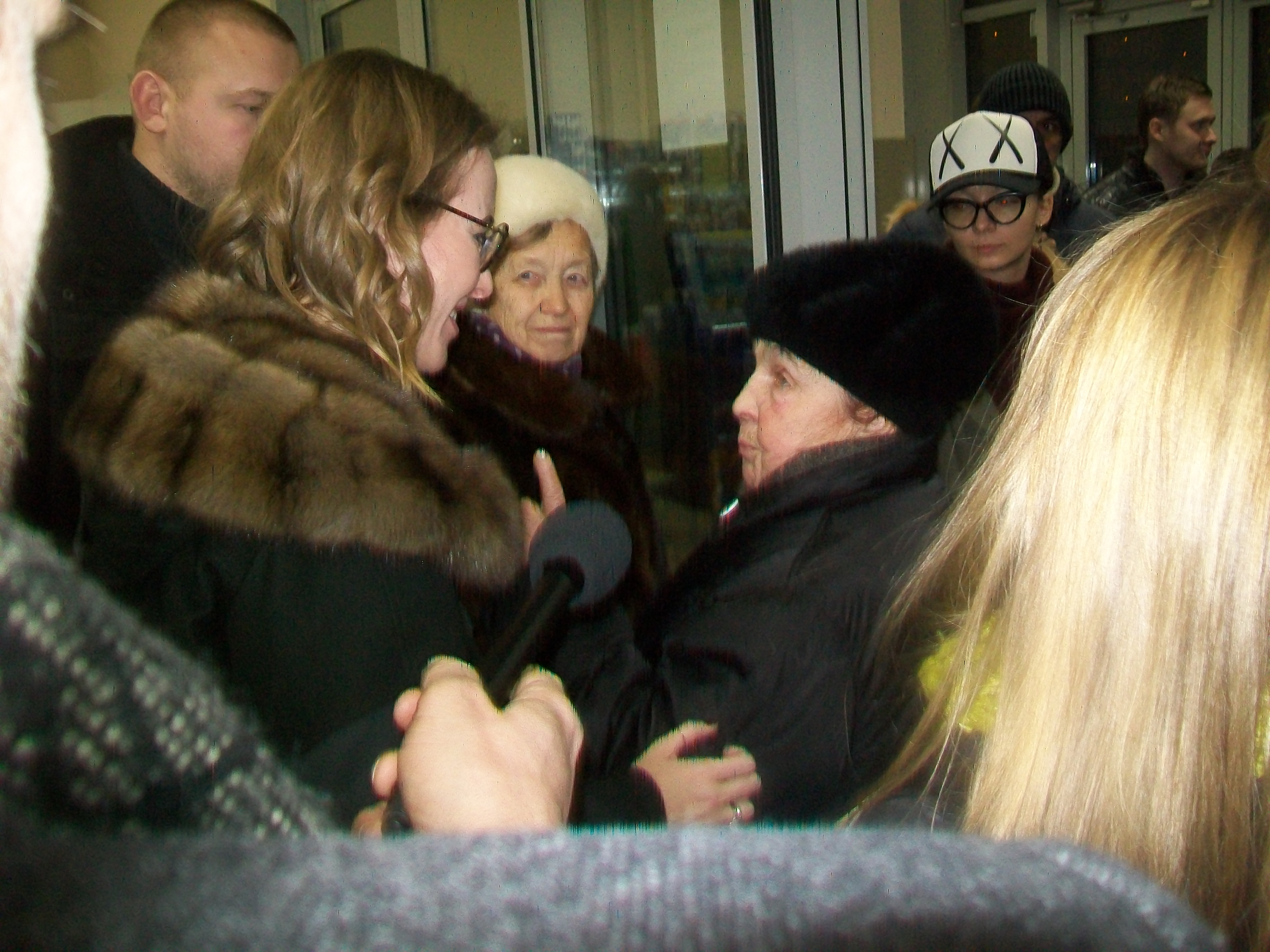
Ксения Собчак на встрече с екатеринбургскими пенсионерами, 16 декабря 2017 года

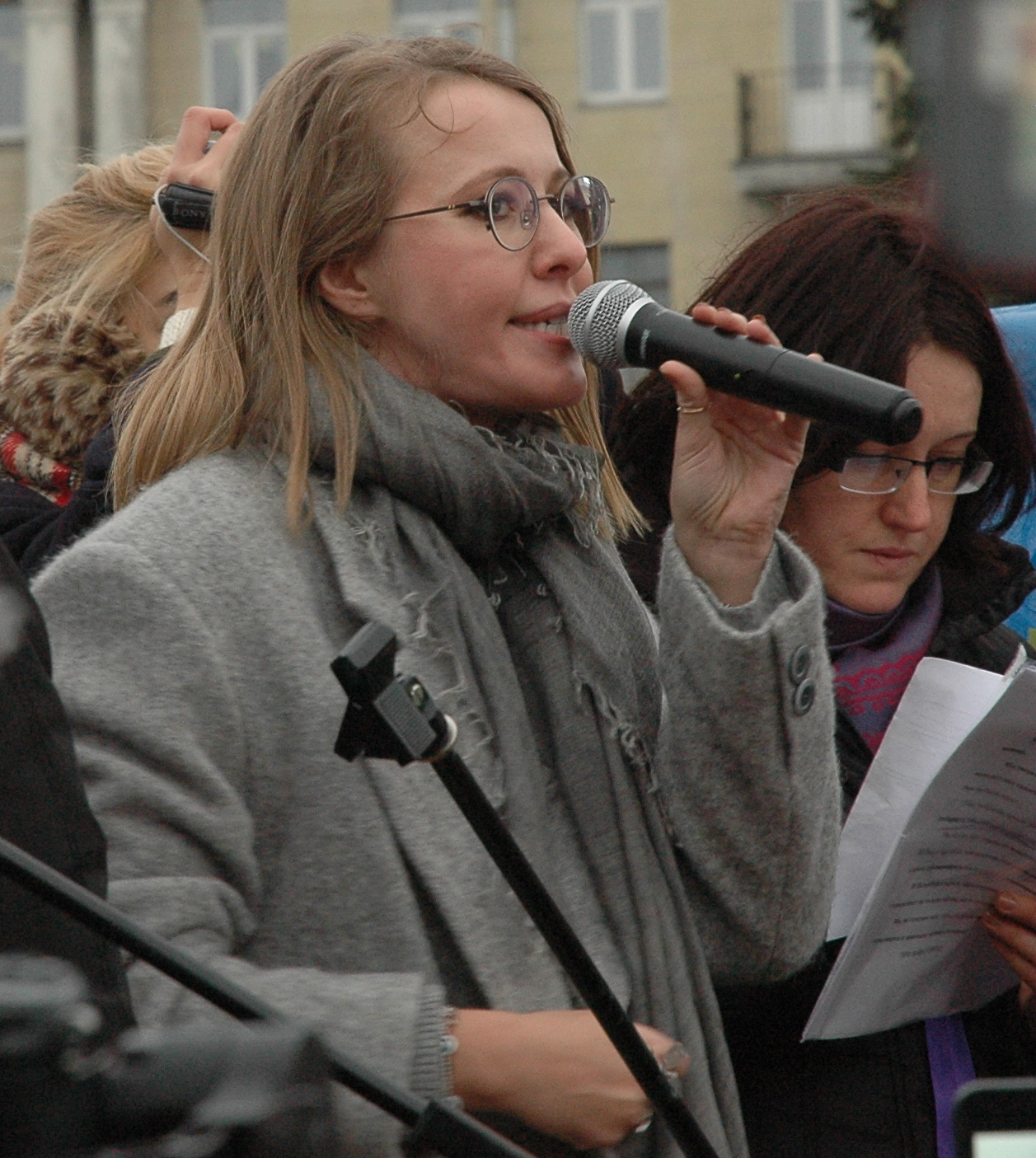
Ксения Собчак на встрече с петербургскими избирателями в ноябре 2017 года

#### Ксения Собчак
Ксения Собчак описывает себя как патриота, однако считает, что по большей части патриотизм в России сегодня искусственен. Про патриотизм в Израиле она пишет: «Израиль, на мой взгляд, — гимн силе человеческого духа… Патриотизм, не навязанный сверху, а рождающийся внутри человека… Это чувство важности твоей жизни для государства [в Израиле] создаётся ещё множеством маленьких, как будто незаметных действий… И эти маленькие детали стоят гораздо дороже всех духоподъёмных речей на Первомай и День Победы. И я сижу, слушаю и чувствую горечь от того, что в моей родной стране всего этого нет».
Ксения Собчак высмеивает отсутствие женского представительства в промышленности и политике. «Почти 500 тяжёлых профессий в России официально закрыты для женщин, но среди всех остальных зарплата женщины почти на 30 % меньше, чем у мужчин. Среди наиболее важных компаний в стране женщины составляют около 5 %… В любом случае половина населения страны заслуживает женского голоса впервые за 14 лет в этих якобы мужских играх».
Ксения Собчак заявила, что безусловное возвращение Крыма в состав Украины невозможно. Однако она также сказала, что, аннексировав Крым в 2014 году, Россия нарушила Будапештский меморандум 1994 года; а 24 октября 2017 года заявила, что «по этим соглашениям мы согласились, что Крым является украинским, что для меня является самым важным». Собчак подчеркнула, что она не рассматривала вопрос с Крымом. «Я считаю, что эти вещи нужно обсуждать, очень важно обсудить их… искать способы выхода». Ксения также добавила: «…самое главное, что Россия и Украина должны делать теперь, — это восстанавливать дружбу любой ценой». Одновременно она предложила провести новый референдум о статусе Крыма после «широкой и равноправной кампании».
Объявила о намерении выдвинуться 18 октября 2017 года.
В ходе её избирательной кампании в крупнейших городах России, таких как Ростов-на-Дону (29 ноября 2017), Санкт-Петербург (2 декабря 2017), Нижний Новгород (6 декабря 2017), Саратов (12 декабря 2017) и Екатеринбург (16 декабря 2017), произошли открытия избирательных штабов с участием Собчак.
Ксения Собчак собрала 140 тысяч подписей из которых было подано 105 тысяч в ЦИК.
Зарегистрирована кандидатом 8 февраля 2018 года.
14 февраля 2018 года стало известно, что Ксения подала заявление в Верховный суд с требованием отменить регистрацию Владимира Путина в качестве кандидата на пост президента. В обращении она указала, что Путин «не имеет права выдвигаться и быть зарегистрированным в качестве кандидата в президенты РФ», поскольку уже трижды занимал эту должность. В нём также говорится, что в 2012 году Путин договорился с Дмитрием Медведевым о «временной уступке должности президента РФ с обязательством вернуть её обратно по истечении оговоренного срока». Такая договорённость, по мнению Собчак, является «злоупотреблением правом путём обхода закона». 16 февраля 2018 года ВС РФ отказался удовлетворить этот иск.
8 марта 2018 года провела одиночный пикет у здания Государственной думы с требованием отправить в отставку депутата Леонида Слуцкого, которого обвинили в домогательствах ряд журналисток.

#### Максим Сурайкин
В первые сто дней своего президентства Сурайкин собирался:
- дать публичную клятву у мавзолея Ленина в том, что «он сделает всё возможное для возвращения страны на путь социализма, восстановления власти Советов»,
- отправить в отставку правительство Дмитрия Медведева (за исключением министра обороны и министра иностранных дел),
- инициировать процесс подготовки новой Конституции на основе Конституций 1936 и 1977 годов,
- издать указ «О национализации собственности частных и юридических лиц, участвовавших в присвоении общенародной собственности в 1991—1993 годах», а чтобы реализовать его — распустить Федеральное собрание и ввести в стране чрезвычайное положение, «предусматривающее, в частности, запрет на выезд из страны лиц, замещавших с 1991 года по настоящее время государственные должности, начиная с должности советника государственно-гражданской службы РФ третьего класса»,
- обнулить процентную ставку рефинансирования,
- приостановить действие всех коммерческих банков и передать их активы ЦБ,
- запретить производство ГМО,
- ликвидировать ОАО «РЖД» и восстановить на его базе Министерство путей сообщения,
- запретить деятельность всех частных авиакомпаний, ввести внешнее управление в ПАО «Аэрофлот» для обеспечения фиксированных тарифов на пассажирские перевозки,
- обязать все религиозные организации вернуть в собственность государства любое недвижимое имущество, ранее принадлежавшее государству и переданное церкви после 1991 года и лишить их всех налоговых льгот,
- восстановить праздник Октябрьской революции 7 ноября,
- признать ДНР и ЛНР[261].

В декабре 2016 года стало известно, что партия «Коммунисты России» собирается выдвинуть кандидата на пост президента.
28 мая 2017 года Пленум Центрального Комитета «Коммунистов России» принял решение о выдвижении кандидатом в президенты Максима Сурайкина.
24 декабря 2017 года Максим Сурайкин был официально выдвинут на съезде партии «Коммунистов России». В тот же день он подал в Центральную избирательную комиссию.
Сурайкин собрал более 230 тысяч подписей за своё выдвижение, но чуть меньше 105 тысячи подписей было подано в ЦИК.
8 февраля 2018 года зарегистрирован кандидатом на должность президента Российской Федерации.

#### Борис Титов
По словам Титова, основной задачей участия в выборах является продвижение экономической программы «Партии Роста», которая была подготовлена столыпинским клубом и представлена президенту Владимиру Путину в мае 2017 года. Во время кампании Титов и его команда намерены путешествовать по стране для продвижения программы.
21 декабря 2017 года Титов был официально выдвинут его партией. Он подал в ЦИК документы, необходимые для регистрации на следующий день. Документы Титова были одобрены ЦИК 25 декабря, что означало, что он мог бы начать сбор подписей. Партия начала сбор подписей в начале января 2018. Титов собрал 150 тысяч подписей из которых 105 тысяч подано в ЦИК, кандидат зарегистрирован 7 февраля 2018.

#### Григорий Явлинский

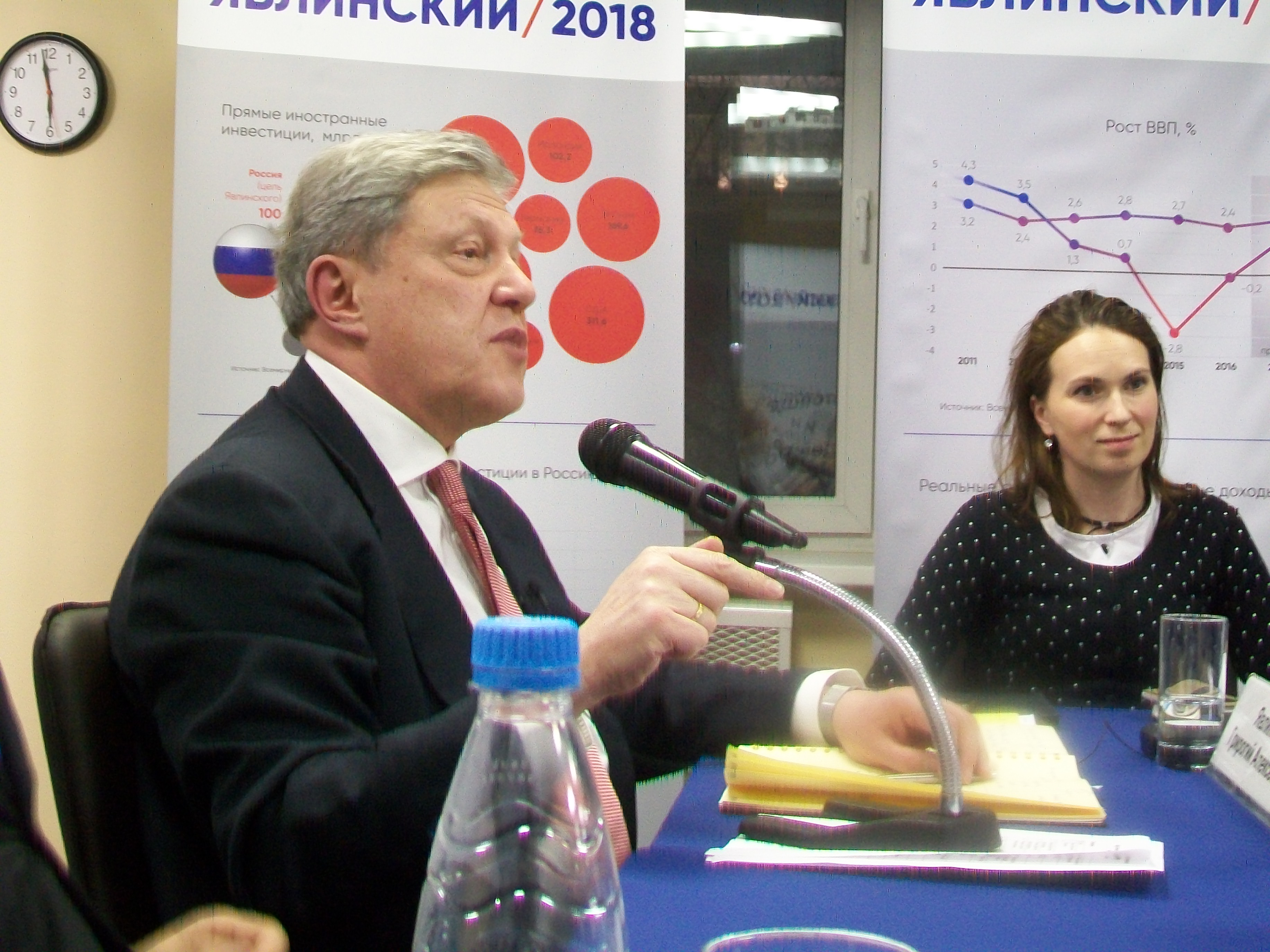
Явлинский на конференции партии «Яблоко» в Екатеринбурге, 12 декабря 2017 года

Программа Явлинского называлась «Дорога в будущее» и включала в себя планы на первые 100 дней его пребывания в должности президента. Среди его двух главных приоритетов — соблюдение прав человека в России и создание сильной экономики.
Явлинский заявил, что одной из его главных целей будет борьба с нищетой. Он хочет дать три акра земли бесплатно каждой российской семье, чтобы была возможность построить там дом и развивать землю.
Явлинский не поддерживает аннексию Крыма Российской Федерацией и считает, что должен быть проведён референдум в спорном регионе и что Россия должна провести конференцию с Организацией Объединённых Наций и Украиной для определения статуса полуострова после признания событий 2014 года нарушением международного права. Явлинский в основном рассматривает Крым как часть Украины и заявляет следующее: «Любая форма насильственного вмешательства во внутренние дела Украины, а также подстрекательство и пропаганда войны должны быть прекращены. Обязательства по территориальной целостности и уважению Россией, международные обязательства должны быть объявлены на самом высоком государственном уровне». Участвуя в телевизионных дебатах в сентябре 2016 года, Явлинский сказал, что считает действия России на Украине «абсолютным и полным позором». Кроме того, он хочет вывести все силы России из Сирии, а также принять меры по нормализации отношений с Европейским союзом и США, поскольку считает Россию политически частью Европы.
Явлинский считает, что любая эскалация напряжённости с Северной Кореей и возможность ядерного конфликта там представляют серьёзную угрозу для России, и поэтому он не поддерживает Дональда Трампа и его действия в отношении Северной Кореи.
Собрал более 180 тысяч подписей из которых 105 тысяч подано в ЦИК.
7 февраля 2018 зарегистрирован кандидатом в президенты.

### Кампании кандидатов, не допущенных до участия в выборах

#### Алексей Навальный
13 декабря 2016 года Навальный объявил, что намерен участвовать в президентских выборах 2018 года, опубликовал основные положения своей предвыборной программы и начал собирать сторонников. 

Логотип президентской кампании Алексея Навального, представляющий собой одновременно букву «Н» (от «Навальный») и восклицательный знак

Он открыл онлайн-регистрацию избирателей, готовых поставить подпись за его выдвижение и набор волонтёров, желающих работать во время кампании, а также начал сбор средств методом краудфандинга. К концу декабря 2017, по данным Навального, за него обещали отдать подпись 704 000 человек, при этом 100 000 заранее предоставили свои паспортные данные. Также, по словам Навального, удалось собрать 242 млн рублей пожертвований и привлечь 190 тысяч волонтёров.
В январе 2017 начальник штаба Навального Леонид Волков сформулировал задачи кампании: подготовка к сбору подписей, подготовка наблюдателей, агитация. Для решения этих задач к концу декабря 2017 года были созданы региональные штабы в 84 городах России, первый открылся 4 февраля 2017 года в Санкт-Петербурге.

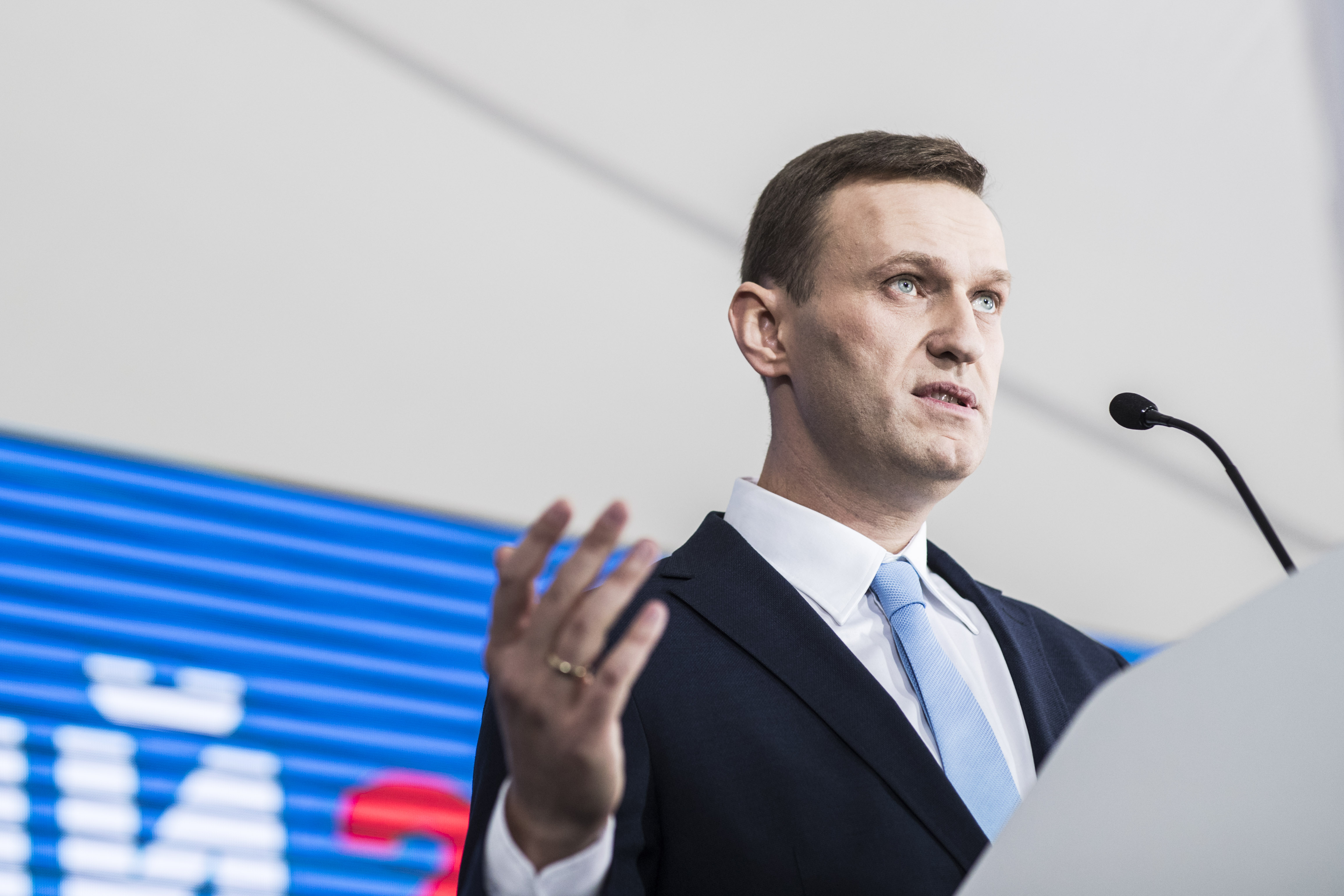
Выступление Навального перед участниками инициативной группы по его выдвижению в Москве, 24 декабря 2017 года

В марте, июне и октябре 2017 года Навальный через систему региональных штабов организовал массовые протесты против коррупции и за свободные выборы. 26 марта 2017 года по призыву Навального во многих городах России состоялись митинги, поводом для их проведения стали, по заявлениям организаторов, требования от власти ответов на расследование ФБК «Он вам не Димон». 12 июня 2017 года более чем в 150 городах России по призыву Навального прошли митинги, в них приняли участие от 50 до 98 тысяч человек, более 1700 человек были задержаны. 4 октября 2017 года Навальный, находясь под арестом, объявил о проведении всероссийской акции протеста 7 октября (в день рождения Владимира Путина) с требованием политической конкуренции и допуска до выборов его самого и любых других кандидатов, способных собрать необходимые 300 000 подписей. Акции состоялись в 79 городах России, в них приняли участие, по разным данным, от 2560 до 21520 человек, из которых, по данным ОВД-Инфо, было задержано 321 человек в 30 городах. Наблюдатели в Санкт-Петербурге и Москве отметили 7 октября меньшую численность митингующих и более мягкие действия полиции по сравнению с антикоррупционными протестами в марте и июне, что, по мнению аналитика Владимира Соловья, связано со снижением динамики протестов и нейтрализацией лиц, способных стать организующим началом (за два дня до митингов был арестован Леонид Волков, задержаны координаторы региональных штабов в нескольких городах).
В сентябре 2017 года Комитет министров Совета Европы (КМСЕ), осуществляющий надзор за выполнением решений ЕСПЧ, решил, что Россия не в полной мере исполнила решение ЕСПЧ по первому приговору в деле «Кировлеса» (см. Дело «Кировлеса»). КМСЕ призвал Россию срочно принять меры для устранения последствий первого приговора; в частности, запрета на то, чтобы Навальный баллотировался на выборах. Минюст заявил, что решение ЕСПЧ было исполнено.

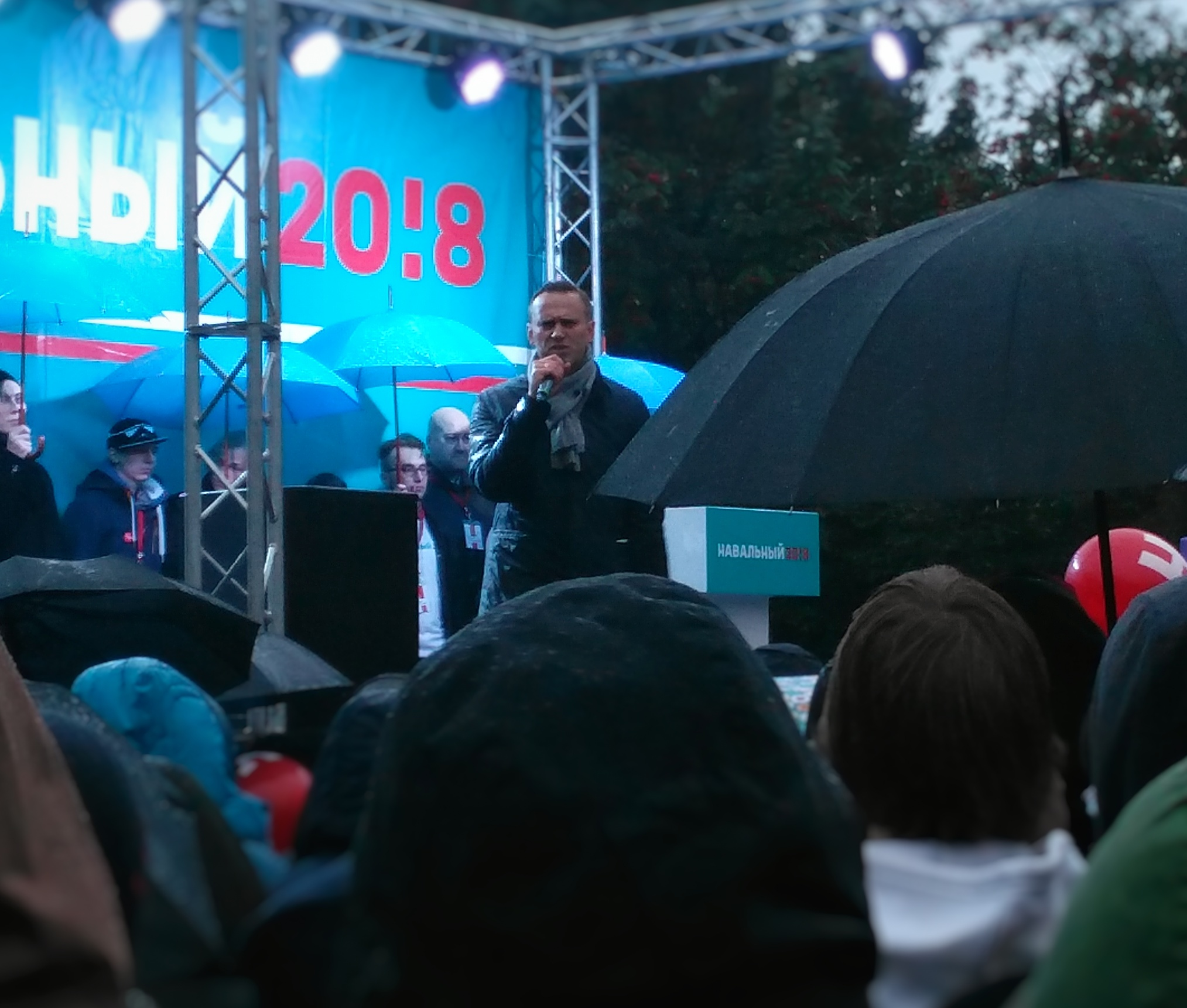
Алексей Навальный в Мурманске, сентябрь 2017 года

Осенью 2017 года Алексей Навальный провёл встречи с потенциальными избирателями в различных городах России. Первый митинг прошёл 15 сентября в Мурманске, всего политик побывал в 27 городах.
Кампания столкнулась с рядом трудностей и препятствий. Каждый пятый день (в сумме 60 суток) своей президентской кампании Навальный провёл в заключении. 27 марта 2017 года по решению Тверского суда Москвы он был подвергнут административному аресту на 15 суток за неповиновение сотрудникам полиции при задержании и оштрафован на 20 тысяч рублей за организацию митинга 26 марта. 12 июня 2017 года Навальный был задержан в подъезде своего дома и привлечён к административной ответственности в виде 30 суток административного ареста (позднее сокращённого до 25 суток) «за размещение в интернете призывов провести несанкционированную протестную акцию на Тверской улице вместо согласованного с мэрией Москвы мероприятия на проспекте Академика Сахарова». 29 сентября 2017 года Алексея Навального задержали в подъезде своего дома, когда он собирался ехать на митинг в Нижнем Новгороде. Сам митинг был согласован, но потом мэрия по телефону «отозвала» согласие и объявила о проведении на его месте фестиваля «Позитивный Нижний». 2 октября Симоновский районный суд Москвы арестовал Навального на 20 суток за «неоднократные призывы к участию в несогласованном публичном мероприятии». Наряду с Навальным неоднократно подвергался задержаниям и арестам глава его штаба Леонид Волков, давление оказывалось и на других активистов.
24 декабря 2017 года в 20 городах России состоялись собрания инициативных групп по выдвижению Навального кандидатом в президенты. 25 декабря 2017 года ЦИК отказала Навальному в регистрации кандидатом на выборах из-за неснятой и непогашенной судимости по делу «Кировлеса». Верховный суд не удовлетворил жалобы Навального на решение ЦИК. Конституционный суд отказался рассматривать жалобу Навального. В ответ Навальный призвал к бойкоту президентских выборов, так как, по его словам, в них участвует «лишь Путин и те кандидаты, которых он лично выбрал, которые не представляют для него ни малейшей угрозы», и к непризнанию их результата.
28 декабря редакция газеты «Ведомости» выбрала Навального политиком года. Редакция отметила, что Навальный оказался фактически единственным политиком, который провёл полноценную избирательную кампанию в предвыборном 2017 году. По мнению редакции, он долгое время оставался ключевой фигурой будущих президентских выборов, по сути формируя их повестку. В издании считают, что Навальному удалось навязать свою повестку другим кандидатам, включая Владимира Путина, а его недопуск до выборов стал рассматриваться как подтверждение опасности политика для Кремля.

## Наблюдение за выборами

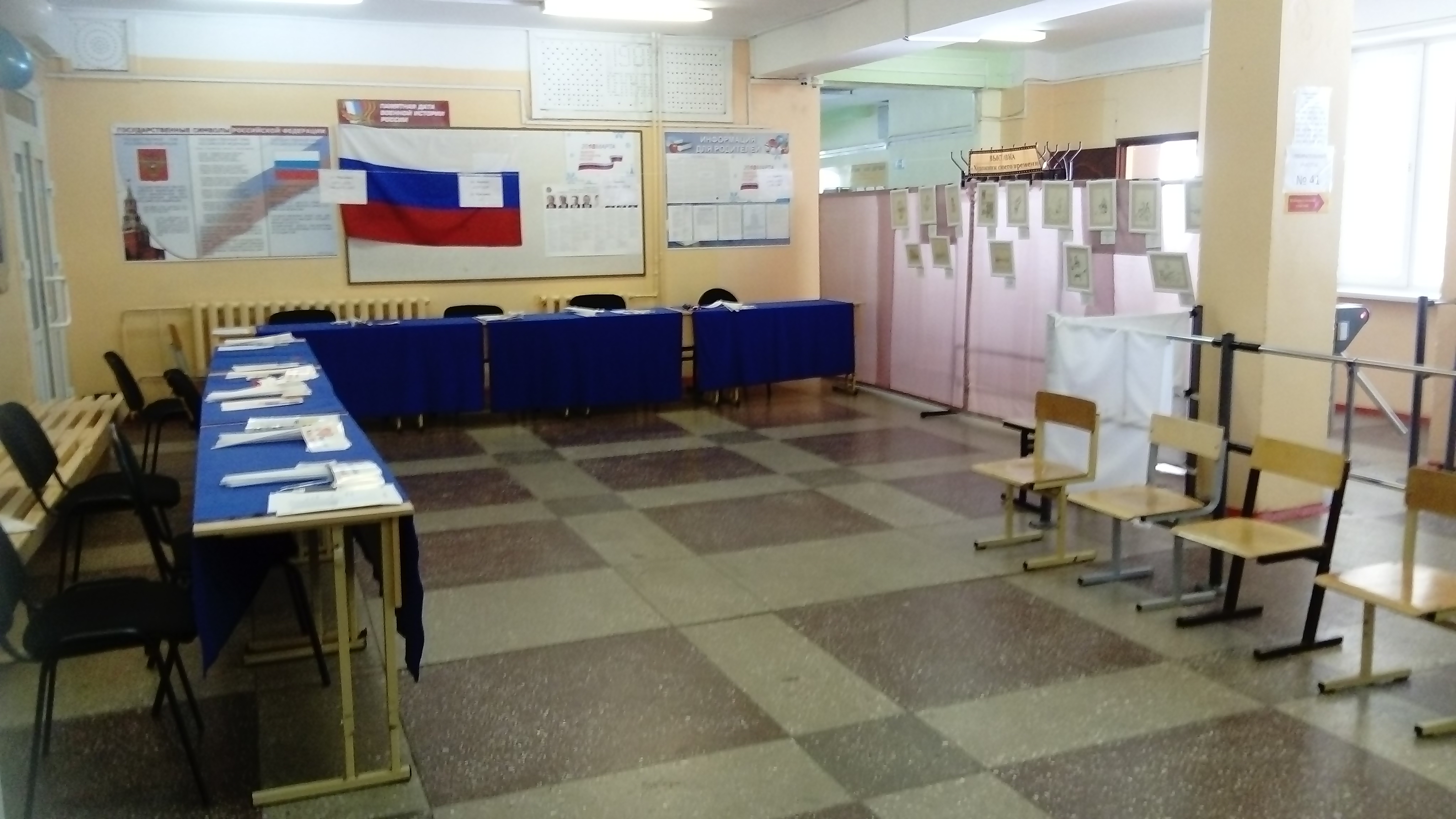
Избирательный участок на территории школы № 40 Петропавловска-Камчатского

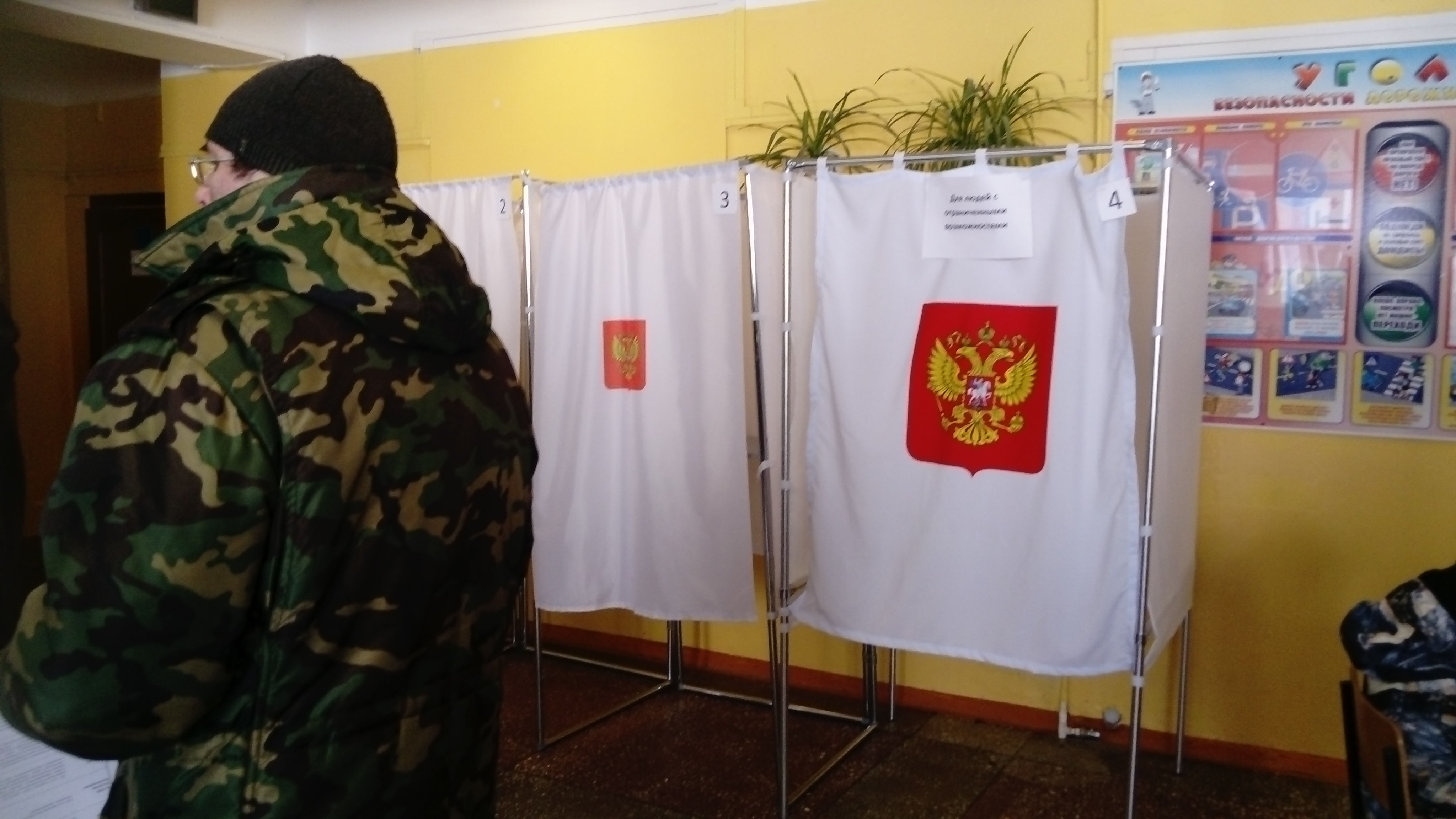
Кабинки для голосования в школе № 40 Петропавловска-Камчатского

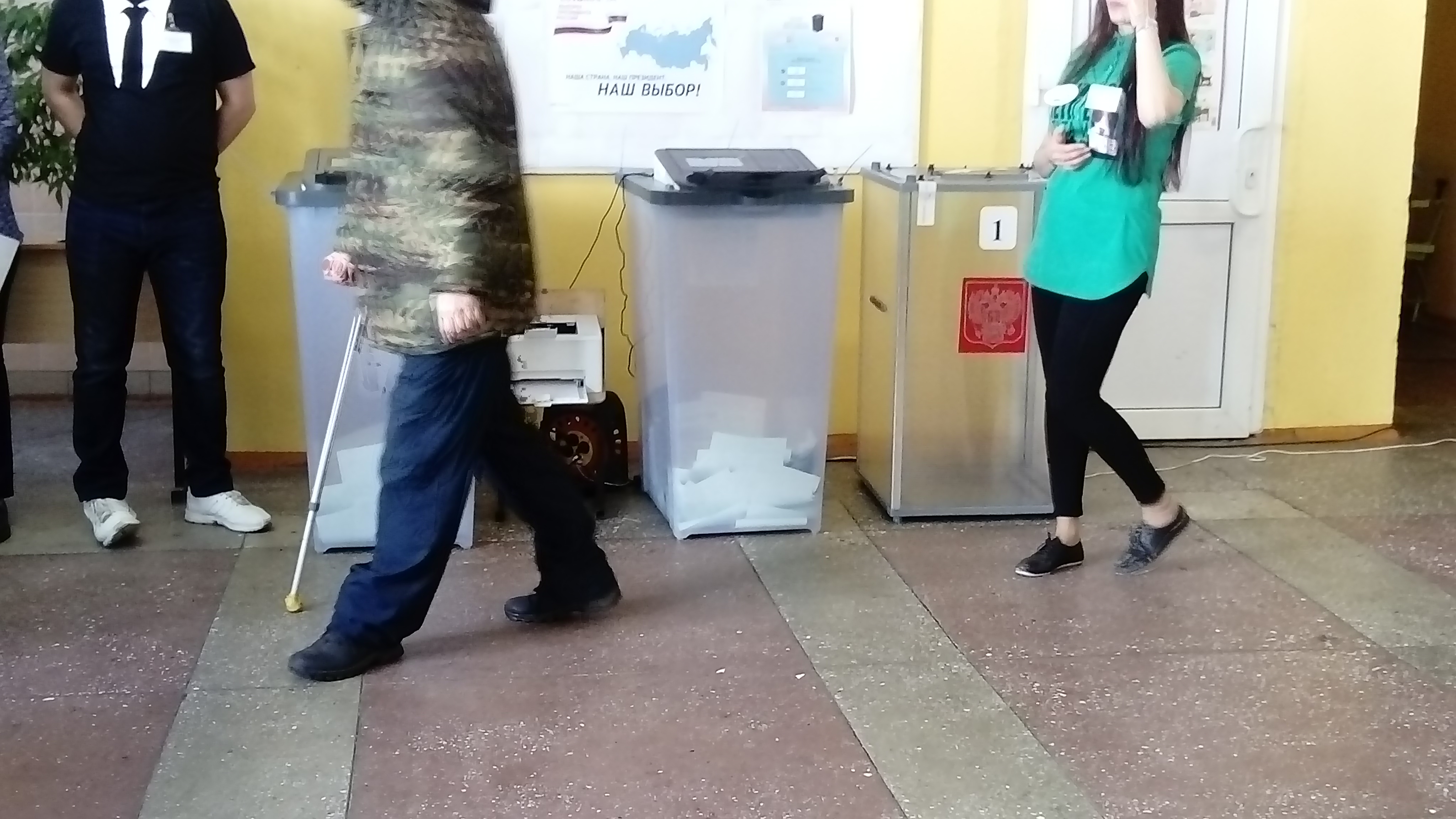
Урны для бюллетеней в школе № 40 Петропавловска-Камчатского

В ночь с 17 на 18 марта сайт ЦИК cikrf.ru подвергся хакерской атаке.
На выборах президента Российской Федерации 18 марта 2018 года миссию наблюдателей от СНГ возглавил заместитель председателя исполкома СНГ В. А. Гуминский.
ОБСЕ также отправила в Россию своих наблюдателей (500 человек). При этом в спорном Крыму миссия не работала.
Европейский парламент не стал отправлять официальных наблюдателей.
Оппозиционер Алексей Навальный призвал сторонников наблюдать за выборами, чтобы не дать властям подделать явку и результаты.
Выборы посетило 474,5 тыс. наблюдателей, 10,5 тыс. сотрудников СМИ и 1513 иностранных наблюдателей приехавших из 115 стран мира.

### Видеонаблюдение
В соответствии с распоряжением Правительства Российской Федерации от 11 ноября 2017 года № 2502-р на выборах президента Российской Федерации 18 марта 2018 года организовано видеонаблюдение процедур голосования и подсчёта голосов избирателей с избирательных участков, а также видеонаблюдение из помещений территориальных избирательных комиссий, где осуществлялось составление и подписание итоговых протоколов.
В этой связи Центральной избирательной комиссией России 20 декабря 2017 года было принято постановление № 116/943-7 «О Порядке применения средств видеонаблюдения и трансляции изображения, трансляции изображения в сети Интернет, а также хранения соответствующих видеозаписей на выборах Президента Российской Федерации 18 марта 2018 года».
Сайт видеонаблюдения nashvybor2018.ru заработал примерно за 100 минут до начала голосования в самых восточных регионах. Сайт был недоступен за границей.
По закону доступ к видеозаписям имеют «зарегистрированный кандидат, политическая партия, выдвинувшая зарегистрированного кандидата, — по любому избирательному участку, где велось наблюдение, а иной участник избирательного процесса — по тому избирательному участку, где он присутствовал в день голосования». Тем не менее 98 заявок на предоставление видеозаписей (из 196 поданных на 4 июля 2018 года)
региональные комиссии посчитали «некорректно оформленными» и отказались их удовлетворить. Как заявил сопредседатель Общественного движения «Голос» Андрей Бузин, так как заявки не публикуются, нет никакой возможности проверить законность отказов, но в известных ему случаях отказы основаны на том, что «не нарушены личные права конкретного заявителя». По мнению Бузина, это является незаконным основанием для отказа.

## Хроника
- 1 июня 2017 года — президент Российской Федерации подписал проект Федерального закона № 114572-7 «О внесении изменений в Федеральный закон „О выборах Президента Российской Федерации“», фактически датой проведения выборов стало 18 марта 2018 года[20]

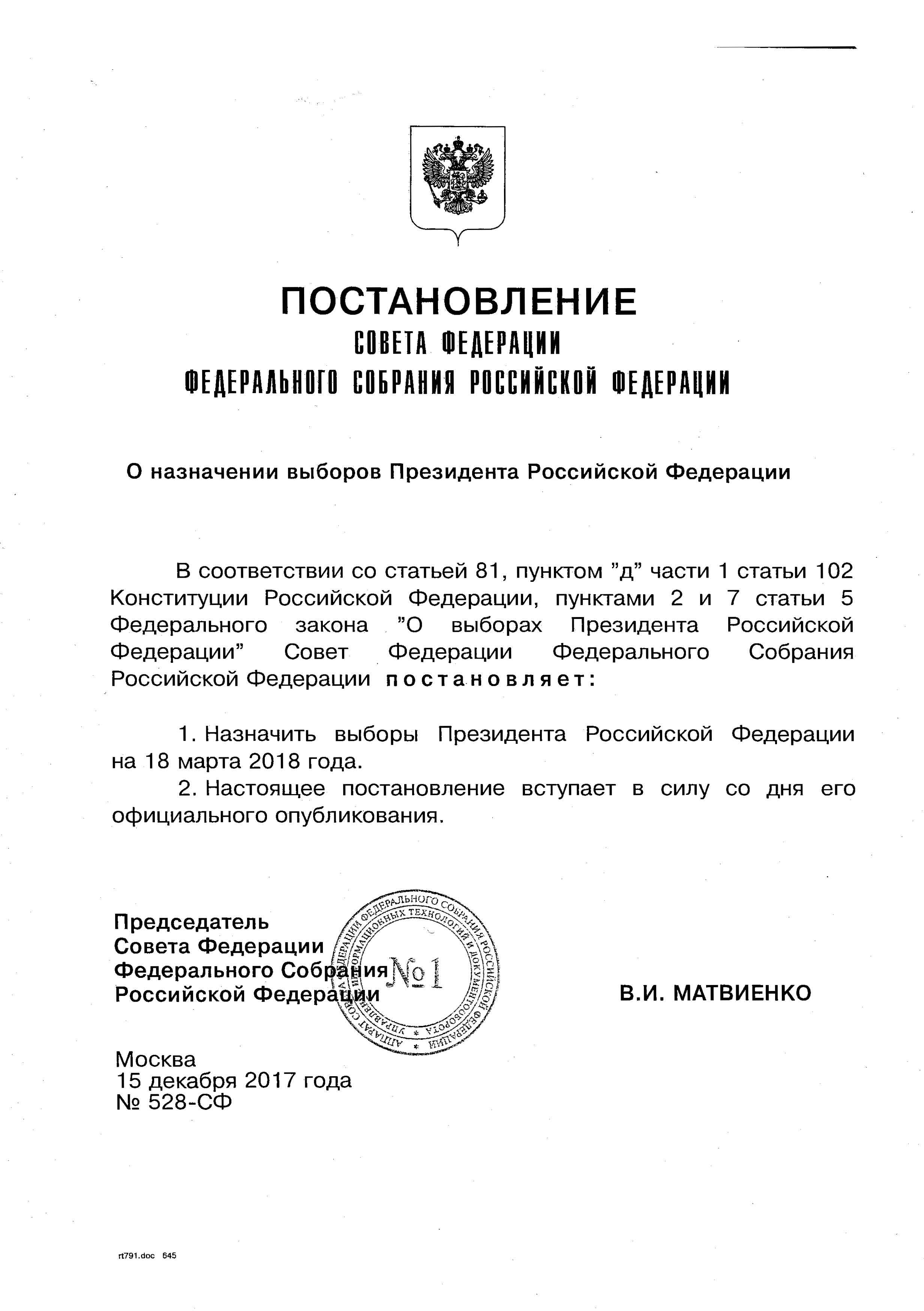
Постановление Совета Федерации № 528-СФ от 15 декабря 2017 года «О назначении выборов президента Российской Федерации»

- 15 декабря 2017 года — Совет Федерации Федерального Собрания Российской Федерации назначил выборы на 18 марта 2018 года[22]
- 18 декабря 2017 года — решение о назначении выборов официально опубликовано, фактический старт президентской кампании[22]
- 20 декабря 2017 года — ЦИК России заявил о получении 28 (29) уведомлений о проведении съездов партий и собраний инициативных групп по выдвижению кандидатов в президенты на предстоящих выборах[86][113][325]
- 20 декабря 2017 года — прошли съезды двух партий, на которых для регистрации были утверждены кандидаты в президенты:
  - Съезд партии ЛДПР — выдвинут Владимир Жириновский[97];
  - Съезд партии «Женский диалог» — выдвинута Елена Семерикова[117]
- 21 декабря 2017 года — ЦИК России заявил о получении 34 уведомлений о проведении съездов партий и собраний инициативных групп по выдвижению кандидатов в президенты на предстоящих выборах[326]
- 21 декабря 2017 года — прошли съезды партий, на которых для регистрации были утверждены кандидаты в президенты:
  - Съезд партии «ЧЕСТНО» — выдвинут Роман Худяков[127];
  - Съезд «Партии роста» — выдвинут Борис Титов[125];
  - Съезд партии «Альянс зелёных» — выдвинута Эльвира Агурбаш[78];
  - Съезд партии «РОТ ФРОНТ» — выдвинута Наталья Лисицына[327]
- 21 декабря 2017 года — Владимир Жириновский и Роман Худяков подали в ЦИК документы по выдвижению кандидатом в президенты[328][329]
- 22 декабря 2017 года — ЦИК России заявил о получении 36 уведомлений о проведении съездов партий и собраний инициативных групп по выдвижению кандидатов в президенты на предстоящих выборах[330]
- 22 декабря 2017 года — прошли съезды партий, на которых для регистрации были утверждены кандидаты в президенты:
  - Съезд партии «Яблоко» — выдвинут Григорий Явлинский[131];
  - Съезд РОС — выдвинут Сергей Бабурин[80]
- 22 декабря 2017 года — ЦИК России зарегистрировал уполномоченных представителей Владимира Жириновского с дозволением открыть ему избирательный банковский счёт[331]
- 22 декабря 2017 года — Борис Титов и Григорий Явлинский подали в ЦИК документы по выдвижению кандидатом в президенты[332]
- 23 декабря 2017 года — прошли съезды партий, на которых для регистрации были утверждены кандидаты в президенты:
  - Съезд КПРФ — выдвинут Павел Грудинин[95];
  - Съезд Монархической партии России — выдвинут Антон Баков[82];
  - Съезд партии «Гражданская инициатива» — выдвинута Ксения Собчак[121];
  - Съезд «Партии социальной защиты» — выдвинут Михаил Козлов[99];
  - Съезд «Партии малого бизнеса России» — выдвинут Юрий Сидоров[119];
  - Съезд «Партии добрых дел» — выдвинута Екатерина Гордон[93];
  - Съезд «Партии социальных реформ — прибыль от природных ресурсов — народу» — выдвинут Станислав Полищук[109]
- 23 декабря 2017 года — Наталья Лисицына подала в ЦИК документы по выдвижению кандидатом в президенты[327]
- 24 декабря 2017 года — прошли съезды партий и собрания инициативных групп, на которых для регистрации были утверждены кандидаты в президенты:
  - Собрания инициативных групп по выдвижению в кандидаты Алексея Навального[333];
  - Собрание инициативной группы по выдвижению в кандидаты Сергея Полонского[334];
  - Собрание инициативной группы по выдвижению в кандидаты Олега Лурье[335];
  - Собрание инициативной группы по выдвижению в кандидаты Александра Чухлебова[336];
  - Собрание инициативной группы по выдвижению в кандидаты Татьяны Воловик[337];
  - Съезд партии «Коммунисты России» — выдвинут Максим Сурайкин[123]
- 24 декабря 2017 года — Сергей Бабурин, Олег Лурье, Алексей Навальный, Сергей Полонский, Елена Семерикова и Максим Сурайкин подали в ЦИК России документы по выдвижению кандидатом в президенты[338]
- 25 декабря 2017 года — ЦИК России заявил о получении 43 уведомлений о проведении съездов партий и собраний инициативных групп по выдвижению кандидатов в президенты на предстоящих выборах[339]
- 25 декабря 2017 года — ЦИК России отказал в регистрации кандидатами Алексею Навальному, Олегу Лурье (обоим из-за наличия непогашенной судимости), Сергею Полонскому (из-за нарушений в процедуре выдвижения от инициативной группы), Елене Семериковой (из-за нарушений в проведении съезда выдвинувшего кандидатом партии), Наталье Лисицыной (согласно заявлению ЦИК России, выдвинувшая кандидатом партия с нарушением сроков уведомила ЦИК России о проведении съезда (за 78 часов, а не за предусмотренные законом 3 дня), а кандидат не представила справку о расходах, по каждой сделке по приобретению земельного участка, другого объекта недвижимости, суммы которых превышают общий доход кандидата за его трёхлетний доход)[105][107][118][340][341]
- 25 декабря 2017 года — ЦИК России зарегистрировал уполномоченных представителей Бориса Титова, Григория Явлинского, Максима Сурайкина с дозволением открыть им избирательные банковские счета[341]
- 25 декабря 2017 года — ЦИК России постановил зарегистрировать уполномоченных представителей партии в количестве 30 человек из 48 выдвинутого кандидата Сергея Бабурина[342]
- 25 декабря 2017 года — прошло собрание инициативной группы по выдвижению Владимира Михайлова в кандидаты в президенты[343]
- 25 декабря 2017 года — Ксения Собчак подала в ЦИК России документы по выдвижению кандидатом в президенты[344]
- 26 декабря 2017 года — ЦИК России заявил о получении 45 уведомлений о проведении съездов партий и собраний инициативных групп по выдвижению кандидатов в президенты на предстоящих выборах[345]
- 26 декабря 2017 года — ЦИК России зарегистрировал уполномоченных представителей Ксении Собчак с дозволением открыть кандидату избирательный банковский счёт[346]
- 26 декабря 2017 года — Александр Чухлебов, Станислав Полищук, Антон Баков и Сираждин Рамазанов подали в ЦИК России документы по выдвижению кандидатом в президенты[109][115][347][348]
- 26 декабря 2017 года — прошли собрания инициативных групп, на которых для регистрации были утверждены кандидаты в президенты:
  - Собрание инициативной группы по выдвижению в кандидаты Владимира Путина[349];
  - Собрание инициативной группы по выдвижению в кандидаты Андрея Яцуна[350]
- 27 декабря 2017 года — уполномоченные представители Владимира Жириновского подали весь комплект документов для регистрации кандидатом[351]
- 27 декабря 2017 года — Владимир Путин и Екатерина Гордон подали в ЦИК документы по выдвижению кандидатом в президенты[352][353]
- 27 декабря 2017 года — прошёл повторный предвыборный съезд партии «РОТ ФРОНТ», выдвинувший Наталью Лисицыну[104]
- 28 декабря 2017 года — ЦИК России заявил о получении 51 уведомления о проведении съездов партий и собраний инициативных групп по выдвижению кандидатов в президенты на предстоящих выборах[354]
- 28 декабря 2017 года — Наталья Лисицына (повторно), Павел Грудинин и Владимир Михайлов подали в ЦИК документы по выдвижению кандидатом в президенты[355][356][357]
- 28 декабря 2017 года — ЦИК России зарегистрировал уполномоченных представителей Романа Худякова и Владимира Путина с дозволением открыть им избирательные банковские счета, у выдвинутых в кандидаты в президенты Станислава Полищука и Антона Бакова были зарегистрированы только уполномоченные представители, у выдвинутого в кандидаты в президенты Александра Чухлебова зарегистрирована инициативная группа избирателей без дозволения открыть избирательный банковский счёт из-за отказа в регистрации уполномоченных представителей по финансовым вопросам[358][359][360]
- 28 декабря 2017 года — Алексей Навальный подал иск в Верховный суд Российской Федерации на решение ЦИК России об отказе в регистрации[361]
- 29 декабря 2017 года — Владимир Жириновский зарегистрирован кандидатом на должность президента РФ[98]
- 29 декабря 2017 года — ЦИК России зарегистрировал уполномоченных представителей Павла Грудинина, Сергея Бабурина и Екатерины Гордон с дозволением открыть им избирательные банковские счета, у выдвинутых в кандидаты в президенты Эльвиры Агурбаш, Сираждина Рамазанова и Натальи Лисициной были зарегистрированы только уполномоченные представители, у выдвинутого в кандидаты в президенты Владимира Михайлова зарегистрирована инициативная группа избирателей без дозволения открыть избирательный банковский счёт[362][363][364][365]
- 29 декабря 2017 года — Сираждин Рамазанов после того, как ЦИК России зарегистрировал уполномоченных представителей, однако отказал в регистрации уполномоченных представителей по финансовым вопросам и, соответственно, не выдал разрешение на открытие избирательного банковского счёта, заявил, что правление выдвинувшей партии приняло решение снять его кандидатуры с президентской гонки[116]
- 30 декабря 2017 года — Верховный суд Российской Федерации признал законным отказ ЦИК России в регистрации инициативной группы избирателей, выдвинувшей в кандидаты на президентский пост Алексея Навального. Юрист Иван Жданов, представляющий интересы Навального, заявил, что на данное решение будет подана апелляция[366]
- 30 декабря 2017 года — прошли съезд партии и собрания инициативных групп, на которых для регистрации были утверждены кандидаты в президенты:
  - Съезд партии «Народ против коррупции» — выдвинута Ирина Волынец[367];
  - Собрание инициативной группы по выдвижению в кандидаты Айны Гамзатовой[92];
  - Собрание инициативной группы по выдвижению в кандидаты Лаки Ли[103]
- 1 января 2018 года — Айна Гамзатова подала в ЦИК России документы по выдвижению кандидатом в президенты[368]
- 2 января 2018 года — ЦИК России заявил о получении 64 уведомлений о проведении съездов партий и собраний инициативных групп по выдвижению кандидатов в президенты на предстоящих выборах[369]
- 2 января 2018 года — ЦИК России зарегистрировал уполномоченных представителей по финансовым вопросам кандидатов Владимира Михайлова, Станислава Полищука, Эльвиры Агурбаш с дозволением открыть им избирательные банковские счета. ЦИК России зарегистрировал 39 уполномоченных представителей партии, которая выдвинула Ксению Собчак. У Михаила Козлова было зарегистрировано пять уполномоченных представителей, но отказано в регистрации его уполномоченным представителям по финансовым вопросам, вследствие чего ему не дозволено открыть избирательный счёт[370]
- 2 января 2018 года — Татьяна Воловик подала в ЦИК документы по выдвижению кандидатом в президенты[371]
- 2 января 2018 года — ЦИК России постановила обратиться в Верховный Суд с административным исковым заявлением об отмене постановления ЦИК России о регистрации инициативной группы избирателей Александра Чухлебова, так как ЦИК России обнаружил у выдвинутого кандидата вид на жительство на территории иностранного государства[370]
- 3 января 2018 года — Алексей Навальный подал апелляцию на решение Верховного суда Российской Федерации от 30 декабря 2017 года об отказе в его жалобе к ЦИК[372]
- 3 января 2018 года — Лаки Ли и Юрий Сидоров подали в ЦИК документы по выдвижению кандидатом в президенты[103][373]
- 4 января 2018 года — Андрей Яцун подал в ЦИК России документы по выдвижению кандидатом в президенты[374]
- 5 января 2018 года — ЦИК России зарегистрировал уполномоченных представителей по финансовым вопросам кандидатов Натальи Лисицыной, Антона Бакова, Михаила Козлова с дозволением открыть им избирательные банковские счета, уполномоченных представителей партии «Альянс зелёных», выдвинувшей Эльвиру Агурбаш. ЦИК России отказал в регистрации групп избирателей для поддержки самовыдвижения Айны Гамзатовой, Татьяны Воловик, Андрея Яцуна и Лаки Ли, уполномоченных представителей «Партии малого бизнеса России», выдвинувшей Юрия Сидорова[87]
- 6 января 2018 года — Апелляционная коллегия Верховного суда Российской Федерации оставила в силе решение Верховного суда Российской Федерации от 30 декабря 2017 года об отказе в жалобе Алексея Навального к ЦИК России[375]
- 6 января 2018 года — Ирина Волынец подала в ЦИК России документы по выдвижению кандидатом в президенты[376]
- 7 января 2018 года — Тристан Присягин, Василий Пугачёв и Виктор Черепнин подали в ЦИК России документы по выдвижению кандидатом в президенты[112][129][377]
- 7 января 2018 года — ЦИК России заявил о получении 67 уведомлений о проведении съездов партий и собраний инициативных групп по выдвижению кандидатов в президенты на предстоящих выборах, в том числе 46 — от кандидатов, решивших баллотироваться в порядке самовыдвижения. Из них только 15 кандидатов подали документы в ЦИК[378]
- В полночь с 7 на 8 января 2018 года истёк срок приёма документов от самовыдвиженцев для участия в выборах президента[379]
- 10 января 2018 года — ЦИК России отказал в регистрации инициативных групп в поддержку Владимира Кузнецова, Сергея Столпака, Тристана Присягина, Виктора Черепнина, Василия Пугачёва, а также в регистрации уполномоченных представителей политической партии, выдвинувшей Ирину Волынец[88]
- 11 января 2018 года — ЦИК России заявил о получении 69 уведомлений о проведении съездов партий и собраний инициативных групп по выдвижению кандидатов в президенты на предстоящих выборах[380]
- 11 января 2018 года — Ирина Гагитэ подала в ЦИК России документы по выдвижению кандидатом в президенты[90][381]
- 12 января 2018 года — Павел Грудинин зарегистрирован кандидатом на должность президента РФ[96]
- 12 января 2018 года — Олег Булаев, Ирина Волынец (повторно), Марина Копёнкина подали в ЦИК России документы по выдвижению кандидатом в президенты[84][100]
- В полночь с 12 на 13 января 2018 года истёк срок приёма документов от кандидатов, выдвинутых политическими партиями для участия в выборах президента. ЦИК России заявил о получении 70 уведомлений о проведении съездов партий и собраний инициативных групп по выдвижению кандидатов в президенты на предстоящих выборах[76]
- 15 января 2018 года — в ходе рассмотрения вопроса о регистрации уполномоченных представителей Российской социалистической партии ЦИК указал на отсутствие необходимых документов, после чего Ирина Гагитэ написала заявление о снятии кандидатуры с выборов[91][382]
- 16 января 2018 года — кандидат от «Коммунистической партии социальной справедливости» Олег Булаев подал заявление в ЦИК России о снятии своей кандидатуры[85]
- 16 января 2018 года — недопущенный до выборов Алексей Навальный подал жалобу о противоречии федерального закона «О выборах …» Конституции страны. Пункт 2 статьи 81 основного закона России гласит: президентом может являться гражданин РФ не моложе 35 лет, постоянно проживающий в РФ не менее 10 лет. В то же время ФЗ-19 устанавливает дополнительные ограничения, например невозможность избрания человека, осужденного за (особо) тяжкое преступление. Такие условия позволили Центризбиркому отказать оппозиционеру в регистрации кандидатом на пост главы государства[383]
- 18 января 2018 года — КС РФ отклонил заявление Навального. В суде сказали, что девятнадцатый закон не идёт врозь с Конституцией, а лишь дополняет её. «Возможность избрания [на должность президента] лица, осужденного к лишению свободы за совершение тяжкого или особо тяжкого преступления и имеющего неснятую и непогашенную судимость за такое преступление, сама по себе создает крайне высокие риски для правовой демократии», — добавили судьи[384]
- 19 января 2018 года — ЦИК России отменил постановления о регистрации уполномоченного представителя по финансовым вопросам и об открытии избирательного счёта Михаила Козлова[385]
- 21 января 2018 года — ЦИК России зарегистрировал уполномоченного представителя по финансовым вопросам Михаила Козлова с дозволением открыть ему избирательный банковский счёт[386]
- 22 января 2018 года — кандидат от партии «ЧЕСТНО» Роман Худяков подал заявление в ЦИК России о снятии своей кандидатуры[128]
- 24 января 2018 года — кандидат от «Монархической партии» Антон Баков подал заявление в ЦИК о снятии своей кандидатуры[83]
- 26 января 2018 года — кандидат от «Партии добрых дел» Екатерина Гордон подала заявление в ЦИК России о снятии своей кандидатуры[387]
- 29 января 2018 года — Владимир Путин сдал в ЦИК России подписные листы с подписями избирателей в поддержку выдвижения[388]
- 30 января 2018 года — Григорий Явлинский, Борис Титов и Сергей Бабурин сдали в ЦИК России подписные листы с подписями избирателей в поддержку выдвижения[389]
- 31 января 2018 года — представители партии «РОТ ФРОНТ» сообщили, что Наталья Лисицына не успела сдать в ЦИК России все подписи, так как 10 тысяч подписей вовремя не доставила Почта России[390]
- 31 января 2018 года — кандидат от «Партии социальной защиты» Михаил Козлов заявил, что ему не удалось собрать подписи избирателей в свою поддержку[391]
- 31 января 2018 года — самовыдвиженец Владимир Михайлов заявил, что не смог собрать нужное количество подписей избирателей в свою поддержку[392]
- 31 января 2018 года — кандидат от «Партии социальных реформ» Станислав Полищук подал заявление в ЦИК России о снятии своей кандидатуры[391]
- 31 января 2018 года — кандидат от «Народной партии России» Ирина Волынец подала заявление в ЦИК о снятии своей кандидатуры[89]
- 31 января 2018 года — в последний день приёма подписей Ксения Собчак и Максим Сурайкин сдали в ЦИК России подписные листы с подписями избирателей в поддержку выдвижения[393]
- 31 января 2018 года — начался приём заявлений от граждан, которые хотят проголосовать не по месту регистрации➤
- 1 февраля 2018 года — представители партии «Альянс зелёных» сообщили, что Эльвира Агурбаш не смогла собрать нужное количество подписей избирателей в свою поддержку[394]
- 6 февраля 2018 года — Владимир Путин зарегистрирован кандидатом на должность президента РФ[114]
- 7 февраля 2018 года — Сергей Бабурин, Борис Титов и Григорий Явлинский зарегистрированы кандидатами на должность президента РФ[221][269][274]
- 7 февраля 2018 года — ЦИК России отказал в регистрации Наталье Лисицыной, Владимиру Михайлову, Михаилу Козлову и Эльвире Агурбаш в связи с отсутствием необходимых документов[79]
- 8 февраля 2018 года — Ксения Собчак и Максим Сурайкин зарегистрированы кандидатами на должность президента РФ[122][124]
- 8 февраля 2018 года — ЦИК России утвердил текст избирательного бюллетеня для голосования на выборах президента Российской Федерации[395]
- 16 февраля 2018 года — АО «Гознак» передало ЦИК России тираж избирательных бюллетеней, предназначенных для использования на избирательных участках за пределами территории Российской Федерации[396]
- 25 февраля 2018 года — началось досрочное голосование на судах, полярных станциях, в труднодоступных и отдалённых местностях[397]
- 26 февраля 2018 года — начало предвыборных дебатов[166]
- 2 марта 2018 года — подписаны соглашения о сотрудничестве ЦИК России с волонтёрскими организациями «РСМ», «Волонтёры-медики», «Ассоциация волонтёрских центров», «Союз молодёжных избирательных комиссий России», «РФСВ»[398]
- 2 марта 2018 года — началось досрочное голосование избирателей, проживающих за рубежом[397]
- 12 марта 2018 года — завершился приём заявлений от граждан, которые хотят проголосовать не по месту регистрации➤
- 13 марта 2018 года — пресс-конференция Председателя ЦИК России Эллы Памфиловой с журналистами ведущих международных СМИ[399]
- 15 марта 2018 года — конец предвыборных дебатов[400]
- 17 марта 2018 года — «день тишины»[401]
- 18 марта 2018 года — день голосования[401]
- 23 марта 2018 года — ЦИК России приняла протокол о результатах выборов[49]
- 23 марта 2018 года — ЦИК России признала выборы состоявшимися[49]

## Результаты

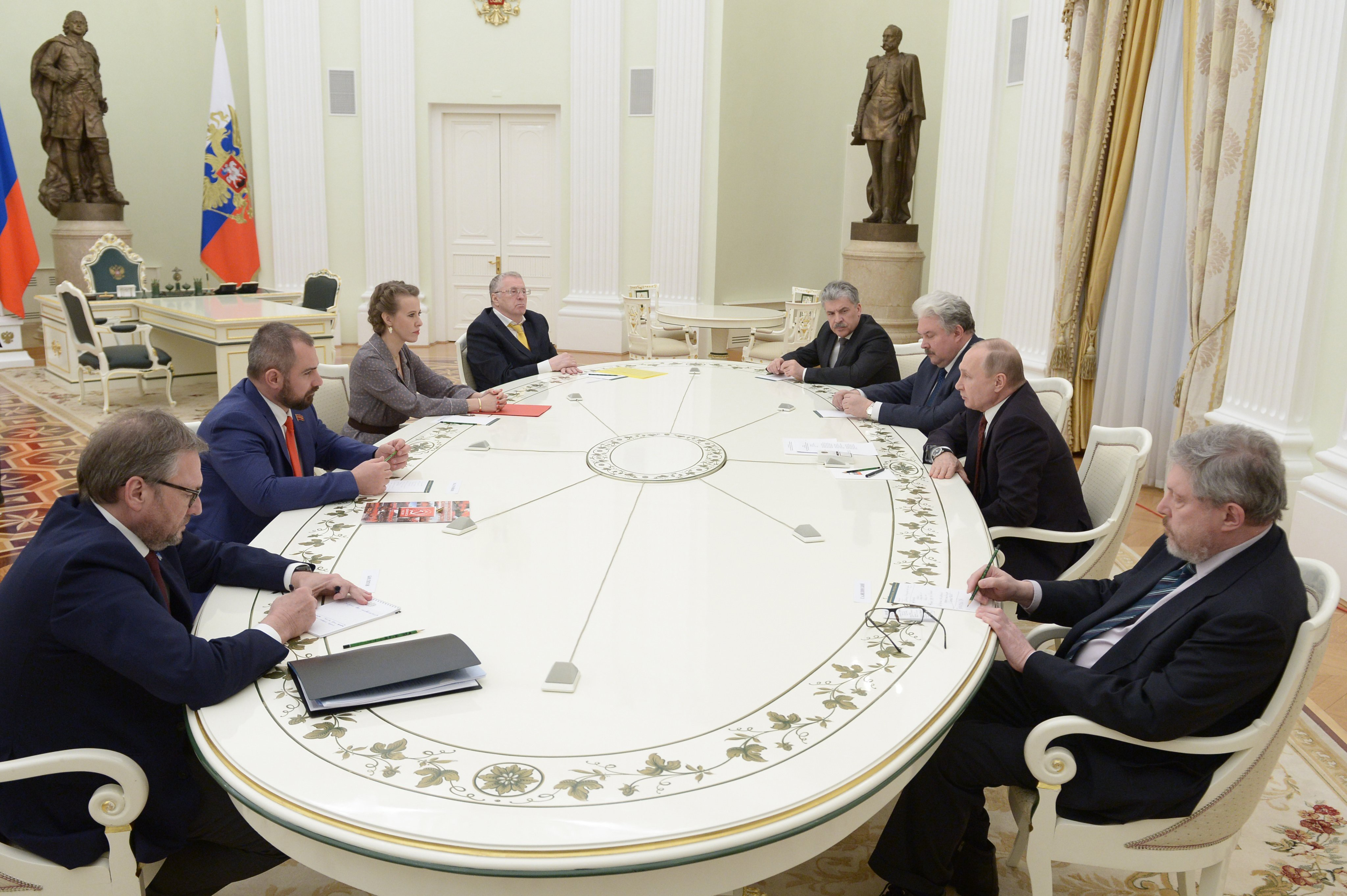
Встреча кандидатов на должность президента Российской Федерации с Владимиром Путиным. Москва, Кремль, 19 марта 2018 года

Выборы президента Российской Федерации прошли на 97,3 тыс. избирательных участков в регионах страны и на 401 участке за рубежом.
По данным ЦИК, победу одержал действующий президент Российской Федерации Владимир Путин, тем самым он был избран на второй срок подряд (или четвёртый, если учитывать его президентские сроки с 2000 по 2008 год). Он получил 56 430 712 голосов избирателей, то есть 76,69 % от принявших участие в голосовании. На 2018 год это его максимальный результат за участие в президентских избирательных кампаниях (в процентном отношении). От общего количества избирателей, включённых в списки, он по официальным данным получил 51,77 % голосов.
Окончательная явка (принявшие участие в выборах) составила 73 629 581 человек (67,54 % от общего количества избирателей, включённых в списки).
| Место                             | Место                             | Кандидат                          | Голосов    | %     |
| --------------------------------- | --------------------------------- | --------------------------------- | ---------- | ----- |
|                                   | 1.                                | Путин, Владимир Владимирович      | 56 430 712 | 76,69 |
|                                   | 2.                                | Грудинин, Павел Николаевич        | 8 659 206  | 11,77 |
|                                   | 3.                                | Жириновский, Владимир Вольфович   | 4 154 985  | 5,65  |
|                                   | 4.                                | Собчак, Ксения Анатольевна        | 1 238 031  | 1,68  |
|                                   | 5.                                | Явлинский, Григорий Алексеевич    | 769 644    | 1,05  |
|                                   | 6.                                | Титов, Борис Юрьевич              | 556 801    | 0,76  |
|                                   | 7.                                | Сурайкин, Максим Александрович    | 499 342    | 0,68  |
|                                   | 8.                                | Бабурин, Сергей Николаевич        | 479 013    | 0,65  |
| Число недействительных бюллетеней | Число недействительных бюллетеней | Число недействительных бюллетеней | 791 258    | 1,08  |

| Критерий                                                                                     | Количество  | +/- (в %) | %      | +/- (в %) |
| -------------------------------------------------------------------------------------------- | ----------- | --------- | ------ | --------- |
| Действительные и недействительные бюллетени                                                  |             |           |        |           |
| Число действительных бюллетеней                                                              | 72 787 734  | ▲2,71     | 98,92  | ▲0,09     |
| Число недействительных бюллетеней                                                            | 791 258     | ▼2,71     | 1,08   | ▼0,09     |
| Проголосовавшие                                                                              |             |           |        |           |
| Число избирателей, принявших участие в голосовании в РФ                                      | 73 094 967  | ▲2,59     | 99,34  | ▼0,03     |
| Число избирателей, принявших участие в голосовании за границей                               | 474 366     | ▲7,34     | 0,64   | ▲0,02     |
| Число избирателей, принявших участие в голосовании в Байконуре                               | 9659        | ▼8,94     | 0,01   | ▬0,00     |
| Число избирателей, принявших участие в голосовании                                           | 73 578 992  | ▲2,62     | 100,00 |           |
| Избиратели                                                                                   |             |           |        |           |
| Число избирателей в РФ                                                                       | 108 509 896 | ▼0,80     | 99,54  | ▼0,03     |
| Число избирателей за границей                                                                | 483 957     | ▲5,29     | 0,44   | ▲0,02     |
| Число избирателей в Байконуре                                                                | 14 575      | ▼3,58     | 0,01   | ▬0,00     |
| Число включённых в список избирателей                                                        | 109 008 428 | ▼0,78     | 100,00 |           |
| Бюллетени                                                                                    |             |           |        |           |
| Число бюллетеней, выданных на участке                                                        | 68 587 926  | ▲4,49     | 93,15  | ▲1,71     |
| Число бюллетеней, выданных вне участка                                                       | 4 822 007   | ▼18,30    | 6,55   | ▼1,67     |
| Число бюллетеней, выданных досрочно                                                          | 219 648     | ▼8,32     | 0,30   | ▼0,03     |
| Число выданных бюллетеней                                                                    | 73 629 581  | ▲2,58     | 100,00 |           |
| Принявшие участие в выборах (явка избирателей) и голосовании (% от общего числа избирателей) |             |           |        |           |
| Число избирателей, принявших участие в выборах                                               | 73 629 581  | ▲2,58     | 67,54  | ▲2,20     |
| Число избирателей, принявших участие в голосовании                                           | 73 578 992  | ▲2,59     | 67,50  | ▲2,23     |

### Результаты по субъектам РФ

Явка по субъектам федерации

- Явка избирателей по регионам РФ составила от 55,70 % (Иркутская область) до 93,66 % (Тыва), за рубежом России явка составила 98,07 %.
- Владимир Путин получил наибольшее количество голосов во всех регионах России, за её пределами, а также в Байконуре. Его результат колебался от 64,38 % (Якутия) до 93,38 % (Кабардино-Балкария).
- Павел Грудинин получил второй по численности результат в 84 из 85 регионов России, уступив второе место Владимиру Жириновскому только в Чукотском автономном округе, также второй показатель у кандидата оказался в Байконуре и за пределами России. Его результат колебался от 2,20 % (Республика Крым) до 27,25 % (Якутия).
- Владимир Жириновский получил третий показатель в 81 из 85 регионах России и в Байконуре, за пределами РФ он уступил третье место Ксении Собчак. Его результат в регионах колебался от 0,25 % (Чечня) до 10,24 % (Республика Коми).
- Ксения Собчак получила четвёртый результат в 79 из 85 регионов РФ, выше четвёртого места её результат оказался только в Санкт-Петербурге, где она обошла Жириновского. Третье место Собчак заняла и за пределами РФ; в Байконуре её показатель был, как и в среднем по стране, четвёртый. Её результат колебался от 0,22 % (Северная Осетия) до 4,33 % (Санкт-Петербург).
- В количественном выражении максимальные показатели всех кандидатов, кроме Максима Сурайкина, были в Москве. У Сурайкина максимальный количественный показатель оказался в Татарстане.
- Показатель недействительных бюллетеней по стране колебался от 0,13 % (Кабардино-Балкария) до 1,72 % (Сахалинская область).

| Регион                  | Явка (в %) | Владимир Путин | Владимир Путин | Павел Грудинин | Павел Грудинин | Владимир Жириновский | Владимир Жириновский | Ксения Собчак | Ксения Собчак | Григорий Явлинский | Григорий Явлинский | Борис Титов | Борис Титов | Максим Сурайкин | Максим Сурайкин | Сергей Бабурин | Сергей Бабурин | Недействительные бюллетени | Недействительные бюллетени |
| Регион                  | Явка (в %) | Голосов        | %              | Голосов        | %              | Голосов              | %                    | Голосов       | %             | Голосов            | %                  | Голосов     | %           | Голосов         | %               | Голосов        | %              | Кол-во                     | %                          |
| ----------------------- | ---------- | -------------- | -------------- | -------------- | -------------- | -------------------- | -------------------- | ------------- | ------------- | ------------------ | ------------------ | ----------- | ----------- | --------------- | --------------- | -------------- | -------------- | -------------------------- | -------------------------- |
| Приморский край         | 61,12      | 589 384        | 65,26          | 193 166        | 21,39          | 63 754               | 7,06                 | 15 079        | 1,67          | 8 019              | 0,89               | 6 676       | 0,74        | 5 814           | 0,64            | 6 605          | 0,73           | 14 571                     | 1,61                       |
| Хабаровский край        | 64,23      | 426 385        | 65,78          | 119 389        | 18,42          | 60 414               | 9,32                 | 11 199        | 1,73          | 5 435              | 0,84               | 5 354       | 0,83        | 4 485           | 0,69            | 4 612          | 0,71           | 10 969                     | 1,69                       |
| Амурская область        | 62,15      | 264 493        | 67,04          | 73 485         | 18,62          | 37 909               | 9,61                 | 4 428         | 1,12          | 2 466              | 0,63               | 2 080       | 0,53        | 1 951           | 0,49            | 2 358          | 0,60           | 5 383                      | 1,45                       |
| Якутия                  | 71,00      | 294 166        | 64,38          | 124 518        | 27,25          | 18 089               | 3,96                 | 7 494         | 1,64          | 2 604              | 0,57               | 2 010       | 0,44        | 1 711           | 0,37            | 1 696          | 0,37           | 4 636                      | 1,01                       |
| Сахалинская область     | 61,22      | 153 289        | 66,92          | 41 201         | 17,99          | 20 075               | 8,76                 | 3 874         | 1,69          | 1 938              | 0,85               | 1 654       | 0,72        | 1 496           | 0,65            | 1 586          | 0,69           | 3 942                      | 1,72                       |
| Камчатский край         | 67,74      | 112 401        | 69,44          | 27 432         | 16,95          | 13 733               | 8,48                 | 2 210         | 1,37          | 1 159              | 0,72               | 1 131       | 0,70        | 966             | 0,60            | 912            | 0,56           | 1 920                      | 1,19                       |
| Магаданская область     | 71,91      | 53 341         | 72,30          | 10 364         | 14,07          | 6 185                | 8,34                 | 1 007         | 1,36          | 491                | 0,67               | 458         | 0,62        | 408             | 0,55            | 417            | 0,57           | 1 108                      | 1,50                       |
| Еврейская АО            | 60,25      | 52 374         | 67,48          | 14 066         | 18,12          | 7 387                | 9,52                 | 771           | 0,99          | 369                | 0,48               | 407         | 0,52        | 404             | 0,52            | 501            | 0,65           | 1 331                      | 1,71                       |
| Чукотский АО            | 82,28      | 22 709         | 82,31          | 1 616          | 5,86           | 2 018                | 7,31                 | 358           | 1,30          | 160                | 0,58               | 180         | 0,65        | 142             | 0,51            | 115            | 0,42           | 293                        | 1,06                       |
| Красноярский край       | 60,34      | 941 151        | 74,28          | 161 925        | 12,78          | 93 628               | 7,39                 | 20 415        | 1,61          | 11 225             | 0,89               | 8 479       | 0,67        | 7 761           | 0,61            | 8 072          | 0,64           | 14 327                     | 1,13                       |
| Иркутская область       | 55,70      | 763 810        | 73,06          | 166 540        | 15,93          | 67 373               | 6,44                 | 12 646        | 1,21          | 7 545              | 0,72               | 5 339       | 0,51        | 5 240           | 0,50            | 5 480          | 0,52           | 11 545                     | 1,10                       |
| Забайкальский край      | 57,99      | 329 911        | 72,03          | 62 375         | 13,62          | 45 804               | 10,00                | 4 750         | 1,04          | 2 095              | 0,46               | 2 111       | 0,46        | 2 772           | 0,61            | 2 450          | 0,53           | 5 767                      | 1,26                       |
| Бурятия                 | 75,20      | 334 381        | 73,72          | 66 876         | 14,74          | 29 087               | 6,41                 | 7 618         | 1,68          | 3 631              | 0,80               | 1 882       | 0,40        | 2 471           | 0,54            | 1 746          | 0,38           | 5 980                      | 1,32                       |
| Хакасия                 | 65,87      | 169 615        | 69,16          | 45 276         | 18,46          | 17 610               | 7,18                 | 3 372         | 1,37          | 1 605              | 0,65               | 1 624       | 0,66        | 1 593           | 0,65            | 1 567          | 0,64           | 2 986                      | 1,22                       |
| Тыва                    | 93,66      | 150 795        | 91,98          | 5 762          | 3,51           | 2 809                | 1,71                 | 1 779         | 1,09          | 451                | 0,28               | 339         | 0,21        | 439             | 0,27            | 406            | 0,25           | 1 160                      | 0,71                       |
| Новосибирская область   | 60,41      | 926 958        | 71,06          | 213 707        | 16,39          | 85 790               | 6,58                 | 21 067        | 1,62          | 14 654             | 1,12               | 9 080       | 0,70        | 8 005           | 0,61            | 8 473          | 0,65           | 16 625                     | 1,27                       |
| Кемеровская область     | 83,23      | 1 422 919      | 85,42          | 101 153        | 6,07           | 83 777               | 5,03                 | 14 002        | 0,84          | 10 471             | 0,63               | 7 213       | 0,43        | 7 556           | 0,45            | 7 972          | 0,48           | 10 657                     | 0,64                       |
| Алтайский край          | 65,40      | 770 278        | 64,66          | 281 978        | 23,67          | 84 785               | 7,12                 | 11 778        | 0,99          | 7 259              | 0,61               | 5 532       | 0,46        | 7 885           | 0,66            | 7 581          | 0,64           | 14 203                     | 1,19                       |
| Омская область          | 60,49      | 624 934        | 67,31          | 189 303        | 20,39          | 57 901               | 6,24                 | 14 282        | 1,54          | 7 592              | 0,82               | 5 832       | 0,63        | 5 653           | 0,61            | 10 496         | 1,13           | 12 487                     | 1,34                       |
| ХМАО — Югра             | 69,72      | 600 404        | 76,23          | 94 785         | 12,02          | 53 569               | 6,79                 | 10 884        | 1,38          | 5 060              | 0,64               | 4 363       | 0,55        | 4 095           | 0,52            | 3 916          | 0,50           | 10 824                     | 1,35                       |
| Тюменская область       | 78,93      | 672 385        | 79,75          | 69 294         | 8,22           | 64 376               | 7,63                 | 11 723        | 1,39          | 4 808              | 0,57               | 4 577       | 0,54        | 4 249           | 0,50            | 4 543          | 0,54           | 7 152                      | 0,85                       |
| Томская область         | 59,27      | 328 296        | 71,23          | 70 163         | 15,22          | 31 466               | 6,83                 | 10 091        | 2,19          | 5 886              | 1,28               | 3 986       | 0,86        | 2 757           | 0,60            | 2 976          | 0,65           | 5 307                      | 1,15                       |
| Ямало-Ненецкий АО       | 91,90      | 291 409        | 85,54          | 19 448         | 5,72           | 19 409               | 5,70                 | 2 394         | 0,70          | 1 367              | 0,40               | 1 154       | 0,34        | 1 794           | 0,53            | 1 052          | 0,31           | 2 616                      | 0,77                       |
| Республика Алтай        | 64,77      | 72 674         | 70,62          | 21 259         | 20,66          | 5 376                | 5,22                 | 929           | 0,90          | 483                | 0,47               | 340         | 0,33        | 431             | 0,42            | 446            | 0,43           | 974                        | 0,95                       |
| Свердловская область    | 62,35      | 1 555 532      | 74,60          | 241 365        | 11,58          | 141 683              | 6,79                 | 44 258        | 2,12          | 27 144             | 1,30               | 19 428      | 0,93        | 13 317          | 0,64            | 15 154         | 0,73           | 27 282                     | 1,31                       |
| Башкортостан            | 75,45      | 1 784 626      | 77,69          | 277 797        | 12,09          | 115 635              | 5,03                 | 28 983        | 1,26          | 19 390             | 0,84               | 15 891      | 0,69        | 20 429          | 0,89            | 15 845         | 0,69           | 18 506                     | 0,81                       |
| Челябинская область     | 66,41      | 1 275 822      | 73,00          | 227 134        | 12,99          | 121 670              | 6,96                 | 31 326        | 1,79          | 21 573             | 1,23               | 16 181      | 0,93        | 13 243          | 0,76            | 13 468         | 0,77           | 27 234                     | 1,56                       |
| Пермский край           | 66,51      | 993 076        | 75,35          | 138 977        | 10,55          | 90 132               | 6,84                 | 28 963        | 2,20          | 16 918             | 1,28               | 11 859      | 0,90        | 10 154          | 0,77            | 9 624          | 0,73           | 18 203                     | 1,38                       |
| Оренбургская область    | 66,09      | 731 838        | 72,97          | 155 156        | 15,47          | 67 777               | 6,76                 | 11 539        | 1,15          | 5 748              | 0,57               | 6 003       | 0,60        | 7 846           | 0,78            | 6 137          | 0,61           | 10 938                     | 1,09                       |
| Удмуртия                | 63,27      | 571 623        | 76,23          | 84 981         | 11,33          | 50 859               | 6,78                 | 11 518        | 1,54          | 5 142              | 0,69               | 6 188       | 0,83        | 5 301           | 0,71            | 4 958          | 0,66           | 9 308                      | 1,24                       |
| Курганская область      | 61,74      | 318 703        | 73,30          | 59 425         | 13,67          | 38 002               | 8,74                 | 4 590         | 1,06          | 2 313              | 0,53               | 2 178       | 0,50        | 3 020           | 0,69            | 2 682          | 0,62           | 3 873                      | 0,89                       |
| Татарстан               | 77,42      | 1 854 119      | 82,09          | 204 618        | 9,06           | 67 929               | 3,01                 | 29 951        | 1,33          | 19 643             | 0,87               | 13 361      | 0,59        | 37 969          | 1,68            | 13 030         | 0,58           | 18 045                     | 0,80                       |
| Самарская область       | 66,90      | 1 234 759      | 75,82          | 189 314        | 11,63          | 98 007               | 6,02                 | 32 392        | 1,99          | 17 892             | 1,10               | 12 324      | 0,76        | 11 543          | 0,71            | 10 805         | 0,66           | 21 460                     | 1,32                       |
| Саратовская область     | 66,49      | 987 373        | 78,33          | 148 585        | 11,79          | 66 254               | 5,26                 | 15 067        | 1,20          | 9 268              | 0,74               | 7 485       | 0,59        | 8 326           | 0,66            | 7 436          | 0,59           | 10 736                     | 0,85                       |
| Волгоградская область   | 68,14      | 929 541        | 77,55          | 140 708        | 11,74          | 69 909               | 5,83                 | 14 403        | 1,20          | 10 242             | 0,85               | 6 851       | 0,57        | 8 116           | 0,68            | 8 040          | 0,67           | 10 850                     | 0,91                       |
| Пензенская область      | 73,75      | 625 928        | 79,98          | 78 135         | 9,98           | 43 823               | 5,60                 | 9 048         | 1,16          | 4 697              | 0,60               | 4 037       | 0,52        | 5 614           | 0,72            | 4 616          | 0,59           | 6 740                      | 0,86                       |
| Ульяновская область     | 64,33      | 477 654        | 74,27          | 94 809         | 14,74          | 40 028               | 6,22                 | 7 146         | 1,11          | 3 567              | 0,55               | 4 197       | 0,65        | 4 752           | 0,74            | 3 972          | 0,62           | 7 023                      | 1,09                       |
| Астраханская область    | 60,42      | 342 195        | 76,95          | 64 047         | 14,40          | 19 339               | 4,35                 | 5 060         | 1,14          | 2 504              | 0,56               | 2 233       | 0,50        | 2 823           | 0,63            | 2 185          | 0,49           | 4 340                      | 0,97                       |
| Калмыкия                | 69,45      | 114 833        | 81,66          | 16 399         | 11,66          | 2 734                | 1,94                 | 2 117         | 1,51          | 937                | 0,67               | 632         | 0,45        | 675             | 0,48            | 502            | 0,36           | 1 790                      | 1,27                       |
| Нижегородская область   | 65,98      | 1 334 417      | 77,27          | 183 465        | 10,62          | 111 744              | 6,74                 | 27 728        | 1,61          | 16 107             | 0,93               | 14 053      | 0,81        | 12 320          | 0,71            | 12 037         | 0,70           | 15 107                     | 0,87                       |
| Кировская область       | 62,72      | 465 948        | 70,41          | 90 650         | 13,70          | 63 771               | 9,64                 | 11 034        | 1,67          | 6 303              | 0,95               | 5 784       | 0,87        | 5 655           | 0,85            | 5 157          | 0,78           | 7 455                      | 1,13                       |
| Чувашия                 | 76,22      | 539 036        | 77,29          | 85 780         | 12,30          | 36 890               | 5,29                 | 9 500         | 1,36          | 3 878              | 0,56               | 3 950       | 0,57        | 4 907           | 0,70            | 3 710          | 0,53           | 9 763                      | 1,40                       |
| Мордовия                | 77,86      | 406 480        | 85,35          | 33 894         | 7,12           | 20 758               | 4,36                 | 3 561         | 0,75          | 1 726              | 0,36               | 1 636       | 0,34        | 2 781           | 0,58            | 1 863          | 0,39           | 3 549                      | 0,75                       |
| Марий Эл                | 66,43      | 263 725        | 73,99          | 51 873         | 14,55          | 24 516               | 6,88                 | 4 821         | 1,35          | 2 144              | 0,60               | 2 128       | 0,60        | 2 028           | 0,57            | 2 013          | 0,56           | 3 146                      | 0,88                       |
| Краснодарский край      | 77,87      | 2 564 012      | 81,35          | 316 316        | 10,04          | 144 008              | 4,57                 | 30 697        | 0,97          | 16 461             | 0,52               | 21 413      | 0,68        | 17 100          | 0,54            | 15 876         | 0,50           | 26 090                     | 0,83                       |
| Ростовская область      | 64,77      | 1 641 189      | 78,97          | 236 287        | 11,37          | 106 905              | 5,14                 | 23 036        | 1,11          | 13 761             | 0,66               | 13 046      | 0,63        | 14 121          | 0,68            | 11 741         | 0,56           | 18 200                     | 0,88                       |
| Республика Крым         | 71,55      | 994 569        | 92,15          | 23 773         | 2,20           | 19 506               | 1,81                 | 17 764        | 1,65          | 5 138              | 0,48               | 2 785       | 0,26        | 2 267           | 0,21            | 2 098          | 0,19           | 11 395                     | 1,06                       |
| Севастополь             | 71,44      | 218 303        | 90,19          | 8 698          | 3,59           | 6 988                | 2,89                 | 3 083         | 1,27          | 903                | 0,37               | 896         | 0,37        | 569             | 0,24            | 576            | 0,24           | 2 040                      | 0,84                       |
| Дагестан                | 87,48      | 1 295 128      | 90,76          | 103 942        | 7,28           | 3 830                | 0,27                 | 3 741         | 0,26          | 2 465              | 0,17               | 5 379       | 0,38        | 4 395           | 0,31            | 1 781          | 0,12           | 6 265                      | 0,44                       |
| Ставропольский край     | 73,85      | 1 118 523      | 80,55          | 157 345        | 11,33          | 58 778               | 4,23                 | 11 656        | 0,84          | 6 130              | 0,44               | 6 985       | 0,50        | 8 008           | 0,58            | 7 593          | 0,55           | 13 559                     | 0,98                       |
| Чечня                   | 91,54      | 593 806        | 91,44          | 30 012         | 4,62           | 1 631                | 0,25                 | 3 531         | 0,54          | 4 848              | 0,75               | 3 285       | 0,51        | 2 093           | 0,32            | 7 679          | 1,18           | 2 497                      | 0,38                       |
| Северная Осетия         | 89,99      | 377 648        | 81,51          | 51 026         | 11,01          | 13 954               | 3,01                 | 1 034         | 0,22          | 1 017              | 0,22               | 5 699       | 1,23        | 8 398           | 1,81            | 1 071          | 0,23           | 3 470                      | 0,75                       |
| Кабардино-Балкария      | 91,80      | 452 480        | 93,38          | 20 133         | 4,15           | 5 006                | 1,03                 | 1 121         | 0,23          | 1 171              | 0,24               | 1 658       | 0,34        | 1 141           | 0,24            | 1 222          | 0,25           | 628                        | 0,13                       |
| Адыгея                  | 74,31      | 203 095        | 81,17          | 28 711         | 11,48          | 8 923                | 3,57                 | 2 060         | 0,82          | 1 197              | 0,48               | 1 088       | 0,43        | 1 317           | 0,53            | 1 165          | 0,47           | 2 647                      | 1,06                       |
| Карачаево-Черкесия      | 87,41      | 223 534        | 87,64          | 17 819         | 6,99           | 7 076                | 2,77                 | 1 132         | 0,44          | 747                | 0,29               | 454         | 0,18        | 2 533           | 0,99            | 676            | 0,27           | 1 101                      | 0,43                       |
| Ингушетия               | 81,96      | 149 488        | 83,17          | 10 187         | 5,67           | 6 570                | 3,66                 | 2 974         | 1,65          | 4 251              | 2,37               | 3 304       | 1,84        | 677             | 0,38            | 1 580          | 0,88           | 710                        | 0,40                       |
| Москва                  | 59,94      | 3 201 257      | 70,87          | 563 670        | 12,48          | 211 995              | 4,69                 | 184 285       | 4,08          | 143 039            | 3,17               | 70 323      | 1,56        | 32 664          | 0,72            | 43 317         | 0,96           | 66 626                     | 1,49                       |
| Московская область      | 63,60      | 2 758 911      | 74,49          | 476 897        | 12,88          | 203 869              | 5,50                 | 78 893        | 2,13          | 49 664             | 1,34               | 36 133      | 0,98        | 24 523          | 0,66            | 26 448         | 0,71           | 48 175                     | 1,30                       |
| Владимирская область    | 65,01      | 546 042        | 73,65          | 93 649         | 12,63          | 58 822               | 7,93                 | 10 777        | 1,45          | 6 147              | 0,83               | 6 098       | 0,82        | 5 075           | 0,68            | 5 440          | 0,73           | 9 351                      | 1,26                       |
| Тульская область        | 68,66      | 648 117        | 79,20          | 77 552         | 9,48           | 48 748               | 5,96                 | 11 689        | 1,43          | 7 537              | 0,92               | 5 331       | 0,65        | 5 379           | 0,66            | 5 692          | 0,70           | 8 333                      | 1,02                       |
| Тверская область        | 57,58      | 459 198        | 74,55          | 77 050         | 12,51          | 43 421               | 7,05                 | 10 144        | 1,65          | 5 635              | 0,91               | 4 846       | 0,79        | 4 902           | 0,80            | 4 718          | 0,77           | 6 027                      | 0,98                       |
| Ярославская область     | 64,12      | 472 666        | 71,84          | 85 256         | 12,96          | 49 621               | 7,54                 | 15 607        | 2,37          | 11 738             | 1,78               | 6 710       | 1,02        | 4 377           | 0,67            | 5 329          | 0,81           | 6 636                      | 1,01                       |
| Брянская область        | 79,71      | 636 087        | 81,60          | 68 375         | 8,77           | 43 940               | 5,64                 | 7 463         | 0,96          | 3 524              | 0,45               | 4 175       | 0,54        | 4 265           | 0,55            | 4 472          | 0,57           | 7 177                      | 0,92                       |
| Рязанская область       | 65,14      | 458 882        | 76,34          | 76 023         | 12,65          | 37 091               | 6,17                 | 7 777         | 1,29          | 4 068              | 0,68               | 3 654       | 0,61        | 3 731           | 0,62            | 4 094          | 0,68           | 5 756                      | 0,96                       |
| Ивановская область      | 58,55      | 338 335        | 71,37          | 70 211         | 14,81          | 37 408               | 7,89                 | 7 772         | 1,64          | 4 142              | 0,87               | 3 696       | 0,78        | 3 526           | 0,74            | 4 286          | 0,90           | 4 663                      | 0,98                       |
| Смоленская область      | 61,27      | 347 859        | 73,49          | 62 351         | 13,17          | 36 894               | 7,79                 | 6 724         | 1,42          | 3 426              | 0,72               | 3 304       | 0,70        | 3 519           | 0,74            | 3 894          | 0,82           | 5 399                      | 1,14                       |
| Калужская область       | 68,17      | 414 027        | 76,16          | 59 802         | 11,00          | 37 905               | 6,97                 | 8 070         | 1,48          | 5 071              | 0,93               | 4 200       | 0,77        | 3 943           | 0,73            | 4 197          | 0,77           | 6 425                      | 1,18                       |
| Орловская область       | 72,17      | 349 743        | 76,77          | 55 482         | 12,18          | 27 617               | 6,06                 | 5 777         | 1,27          | 2 698              | 0,59               | 3 187       | 0,70        | 3 187           | 0,70            | 3 210          | 0,70           | 4 670                      | 1,03                       |
| Костромская область     | 60,51      | 221 449        | 68,71          | 52 135         | 16,18          | 29 834               | 9,26                 | 4 852         | 1,51          | 3 106              | 0,96               | 2 879       | 0,89        | 2 309           | 0,72            | 2 665          | 0,83           | 3 048                      | 0,95                       |
| Воронежская область     | 64,56      | 952 642        | 78,88          | 136 435        | 11,30          | 64 905               | 5,37                 | 13 024        | 1,08          | 7 561              | 0,63               | 7 277       | 0,60        | 8 561           | 0,71            | 7 830          | 0,65           | 9 435                      | 0,78                       |
| Белгородская область    | 73,24      | 711 392        | 79,71          | 93 102         | 10,43          | 49 685               | 5,57                 | 8 474         | 0,95          | 4 445              | 0,50               | 4 835       | 0,54        | 6 534           | 0,73            | 5 218          | 0,58           | 8 749                      | 0,98                       |
| Курская область         | 64,48      | 482 257        | 81,01          | 56 948         | 9,57           | 33 326               | 5,60                 | 5 631         | 0,95          | 2 527              | 0,42               | 2 640       | 0,44        | 3 316           | 0,56            | 3 421          | 0,57           | 5 207                      | 0,87                       |
| Липецкая область        | 72,18      | 542 199        | 80,83          | 67 299         | 10,03          | 33 739               | 5,03                 | 6 714         | 1,00          | 3 494              | 0,52               | 3 259       | 0,49        | 3 994           | 0,60            | 3 834          | 0,57           | 6 225                      | 0,93                       |
| Тамбовская область      | 72,04      | 494 966        | 81,81          | 55 183         | 9,12           | 31 418               | 5,19                 | 5 311         | 0,88          | 3 210              | 0,53               | 2 521       | 0,42        | 3 593           | 0,59            | 3 137          | 0,52           | 5 652                      | 0,93                       |
| Архангельская область   | 59,20      | 407 190        | 75,27          | 51 868         | 9,59           | 46 925               | 8,67                 | 10 588        | 1,96          | 6 239              | 1,15               | 4 982       | 0,92        | 3 842           | 0,71            | 4 448          | 0,82           | 4 880                      | 0,90                       |
| Вологодская область     | 66,20      | 453 576        | 72,41          | 75 644         | 12,08          | 54 556               | 8,71                 | 13 365        | 2,13          | 8 048              | 1,28               | 5 333       | 0,85        | 4 567           | 0,73            | 5184           | 0,83           | 6 090                      | 0,97                       |
| Республика Коми         | 60,40      | 290 716        | 71,44          | 46 094         | 11,33          | 41 680               | 10,24                | 8 179         | 2,01          | 4 080              | 1,00               | 3 809       | 0,94        | 3 215           | 0,79            | 3 234          | 0,79           | 5 908                      | 1,45                       |
| Мурманская область      | 66,36      | 303 796        | 76,37          | 35 240         | 8,86           | 31 434               | 7,90                 | 8 931         | 2,25          | 4 660              | 1,17               | 3 426       | 0,86        | 2 578           | 0,65            | 2 827          | 0,71           | 4 915                      | 1,24                       |
| Карелия                 | 57,20      | 216 899        | 73,04          | 33 693         | 11,35          | 23 254               | 7,83                 | 6 777         | 2,28          | 5 215              | 1,76               | 3 201       | 1,08        | 1 927           | 0,65            | 2 343          | 0,79           | 3 656                      | 1,23                       |
| Ненецкий АО             | 63,62      | 17 863         | 71,15          | 3 397          | 13,53          | 2 482                | 9,89                 | 448           | 1,78          | 158                | 0,63               | 172         | 0,69        | 135             | 0,54            | 185            | 0,74           | 267                        | 1,06                       |
| Санкт-Петербург         | 63,87      | 1 735 236      | 75,01          | 209 112        | 9,04           | 94 569               | 4,09                 | 100 059       | 4,33          | 73 532             | 3,18               | 36 254      | 1,57        | 15 295          | 0,66            | 20 450         | 0,88           | 28 951                     | 1,25                       |
| Ленинградская область   | 66,89      | 703 423        | 79,01          | 78 545         | 8,82           | 48 465               | 5,44                 | 18 715        | 2,10          | 10 719             | 1,20               | 8 129       | 0,91        | 5 655           | 0,64            | 6 136          | 0,69           | 10 539                     | 1,18                       |
| Калининградская область | 62,30      | 379 875        | 76,35          | 50 755         | 10,20          | 29 893               | 6,01                 | 12 640        | 2,54          | 7 299              | 1,47               | 4 772       | 0,96        | 3 319           | 0,67            | 3 395          | 0,68           | 5 627                      | 1,13                       |
| Псковская область       | 65,34      | 258 584        | 75,05          | 39 407         | 11,44          | 23 688               | 6,87                 | 5 794         | 1,86          | 5 533              | 1,61               | 2 656       | 0,77        | 2 782           | 0,81            | 2 952          | 0,86           | 3 165                      | 0,92                       |
| Новгородская область    | 57,30      | 209 286        | 72,65          | 36 661         | 12,73          | 22 000               | 7,64                 | 5 303         | 1,84          | 4 143              | 1,44               | 2 456       | 0,85        | 2 420           | 0,84            | 2 345          | 0,81           | 3 448                      | 1,20                       |
| Байконур                | 66,27      | 7 568          | 78,35          | 1 026          | 10,60          | 628                  | 6,50                 | 130           | 1,35          | 70                 | 0,72               | 50          | 0,52        | 51              | 0,53            | 32             | 0,33           | 104                        | 1,08                       |
| За пределами РФ         | 98,07      | 403 306        | 85,02          | 23 871         | 5,03           | 8 224                | 1,73                 | 19 203        | 4,05          | 7 433              | 1,57               | 3 079       | 0,65        | 1 439           | 0,30            | 2 010          | 0,42           | 5 801                      | 1,22                       |
| Всего                   | 67,54      | 56 430 712     | 76,69          | 8 659 206      | 11,77          | 4 154 985            | 5,65                 | 1 238 031     | 1,68          | 769 644            | 1,05               | 556 801     | 0,76        | 499 342         | 0,68            | 479 013        | 0,65           | 791 258                    | 1,08                       |

Карты результатов кандидатов по субъектам федерации
Владимир Путин
Павел Грудинин
Владимир Жириновский
Ксения Собчак
Григорий Явлинский
Борис Титов
Максим Сурайкин
Сергей Бабурин

### Локальные успехи и провалы кандидатов
- Павел Грудинин за рубежом одержал победу на избирательном участке в иранском городе Решт (УИК № 8109), там он получил 68,18 % голосов избирателей (75 человек), Владимир Путин получил 29,09 % голосов избирателей (32 человека). Это единственная УИК за границей, где победитель выборов проиграл[404][405].
- Внутри самой РФ Грудинин одержал победу на УИК № 1305 и УИК № 1306, находящихся на территории посёлка совхоза имени Ленина, где Грудинин возглавляет ЗАО «Совхоз имени Ленина». Там он получил 61,10 %, в то время как Путин — 33,69 % голосов[404][406][407]. По утверждениям представителей КПРФ, победу в этом населённом пункте он одержал вопреки тому, что на территории совхоза «приписалось более 600 чужаков»[408]. Также он победил в двух сёлах Республики Алтай: Ело (48,20 % избирателей, 214 человек) и Мариинск (44,59 % голосов избирателей, 33 человека)[409]. Лучший результат по муниципальным образованиям у Грудинина был в Усть-Алданском районе Якутии, там получил 39,89 % голосов избирателей (4141 человек)[8][410].
- Из 20 участков, где Ксения Собчак получила наивысший для себя процент, 18 приходится на заграничные УИК. В топ-3, где она получила высокие результаты в голосовании (в относительном выражении), заняв тем самым второе место, входят УИКи в Амстердаме (УИК № 8239; 27,00 % голосов избирателей, 293 человека); в Лондоне (УИК № 8061; 23,42 % голосов избирателей, 868 человек); в Эдинбурге (УИК № 8063; 21,88 % голосов избирателей, 56 человека)[404][411].
- На 306 участках Путин набрал меньше половины голосов (многие из этих участков находятся на Дальнем Востоке), а на 205 УИК — 100 % голосов избирателей (из них 47 участков — в Дагестане, 26 — в Санкт-Петербурге)[404].

## Инаугурация

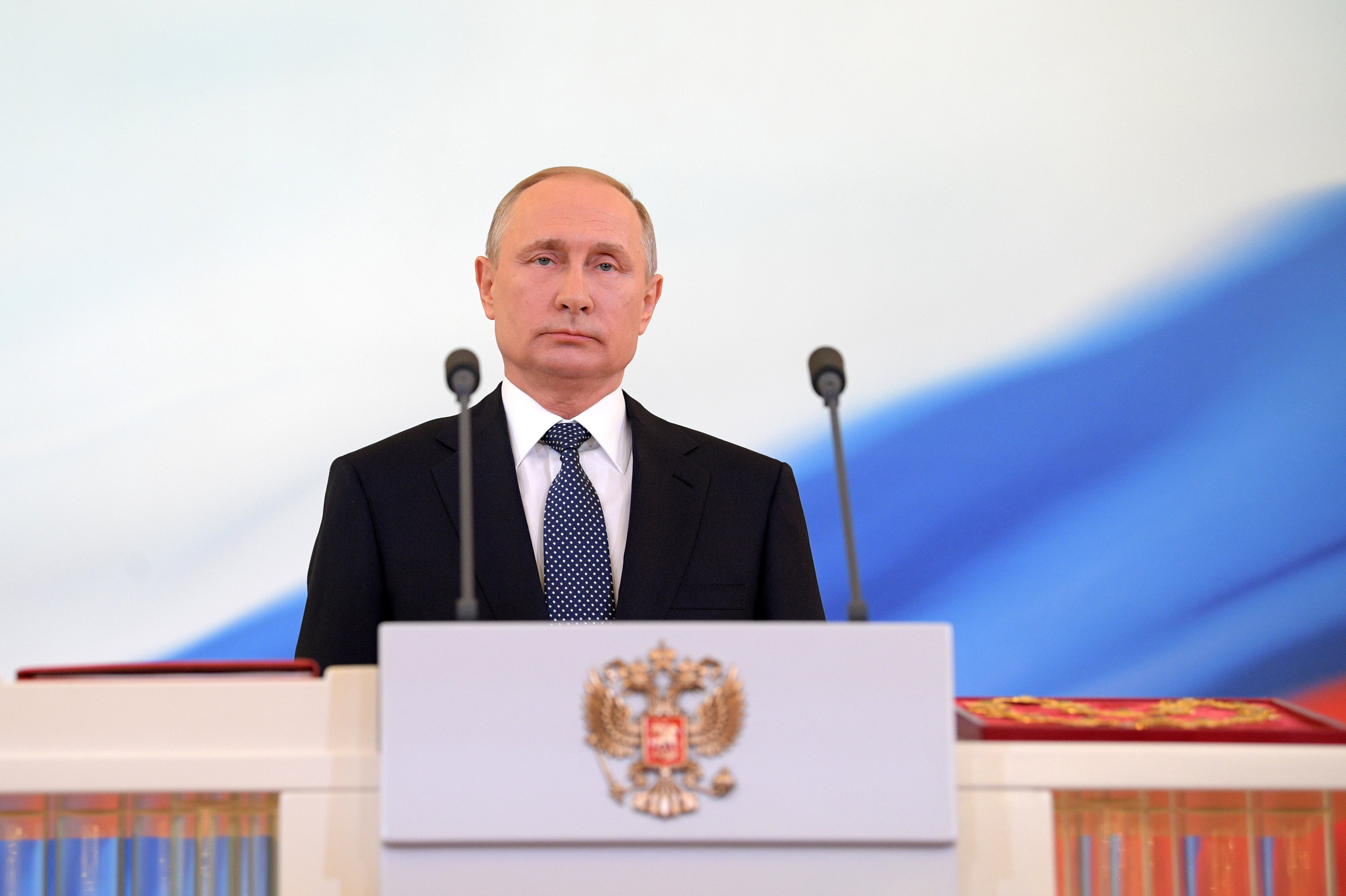
Владимир Путин только что вступил в должность президента

3 апреля 2018 года председатель ЦИК РФ Элла Памфилова вручила Владимиру Путину удостоверение избранного президента.
Церемония инаугурации (вступления в должность Президента) Путина состоялась 7 мая 2018 года в Андреевском зале Кремля.

## Критика

### Недопуск Алексея Навального

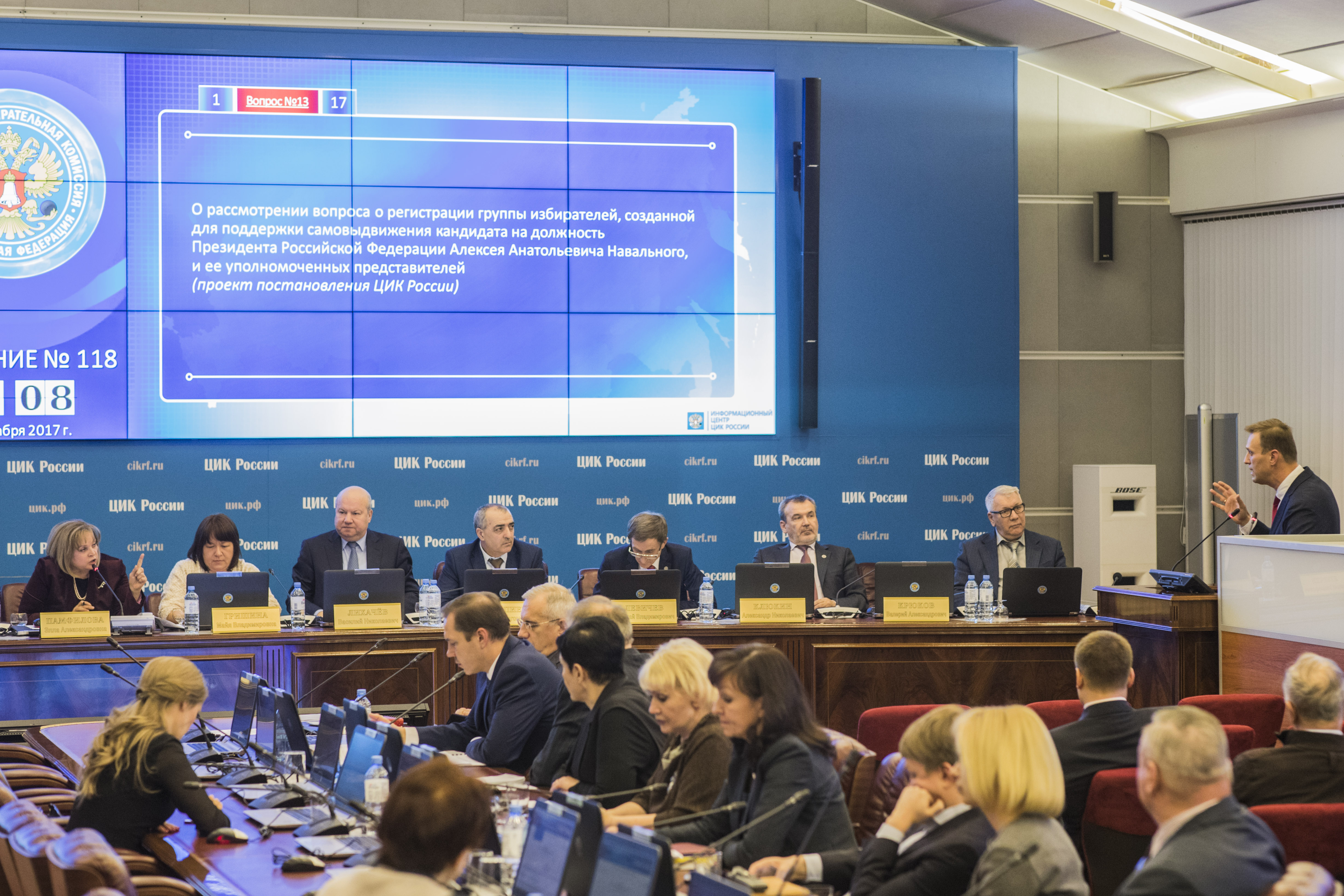
Выступление Алексея Навального в ЦИК РФ 25 декабря 2017 года

26 декабря 2017 года Европейская служба внешних дел заявила, что отказ ЦИК зарегистрировать Алексея Навального кандидатом ставит под серьёзное сомнение наличие политического плюрализма в России и демократичность выборов, которые пройдут в 2018 году. ЕСВД подчеркнула, что ЕСПЧ признал нарушение права Навального на справедливое судебное разбирательство по тем же обвинениям в 2013 году. По мнению ЕСВД, продиктованные политическими соображениями обвинения не должны использоваться как предлог для недопуска лица к участию в политической деятельности. ЕСВД рассчитывает, что российские власти обеспечат равные условия политической деятельности для всех субъектов, в том числе и в контексте проведения президентских выборов 18 марта. МИД РФ счёл реакцию Брюсселя необоснованной, так как после решения ЕСПЧ был вынесен новый приговор по делу Кировлеса. Представитель Государственного департамента США выразил обеспокоенность в связи с отказом Навальному в регистрации и призвал правительство России провести честные выборы. Мария Захарова назвала реакцию Госдепа вмешательством во внутренние дела государства и процесс выборов.
В ответ на недопуск к выборам Навальный призвал к их бойкоту, так как, по его словам, в них участвует «лишь Путин и те кандидаты, которых он лично выбрал, которые не представляют для него ни малейшей угрозы», и к непризнанию их результата. По его призыву 28 января 2018 года в городах России прошли митинги с призывами не идти на выборы.

### Низкая конкуренция
«Комитет гражданских инициатив» Алексея Кудрина заключил, что конкуренция на выборах 2018 года оказалась рекордно низкой (для сравнения выборов использовался индекс Лааксо — Таагеперы).

### Дата выборов
Дата проведения выборов была перенесена с 11 марта на 18 марта. Эта дата совпала с годовщиной аннексии Крыма Российской Федерацией. По мнению ряда экспертов, перенос даты выборов именно на этот день сделан намеренно с целью увеличения явки и количества голосов за Владимира Путина, так как с ним будет ассоциироваться поддерживаемое россиянами аннексия Крыма, что даст электоральный бонус действующему президенту.

### Внешний вид бюллетеней

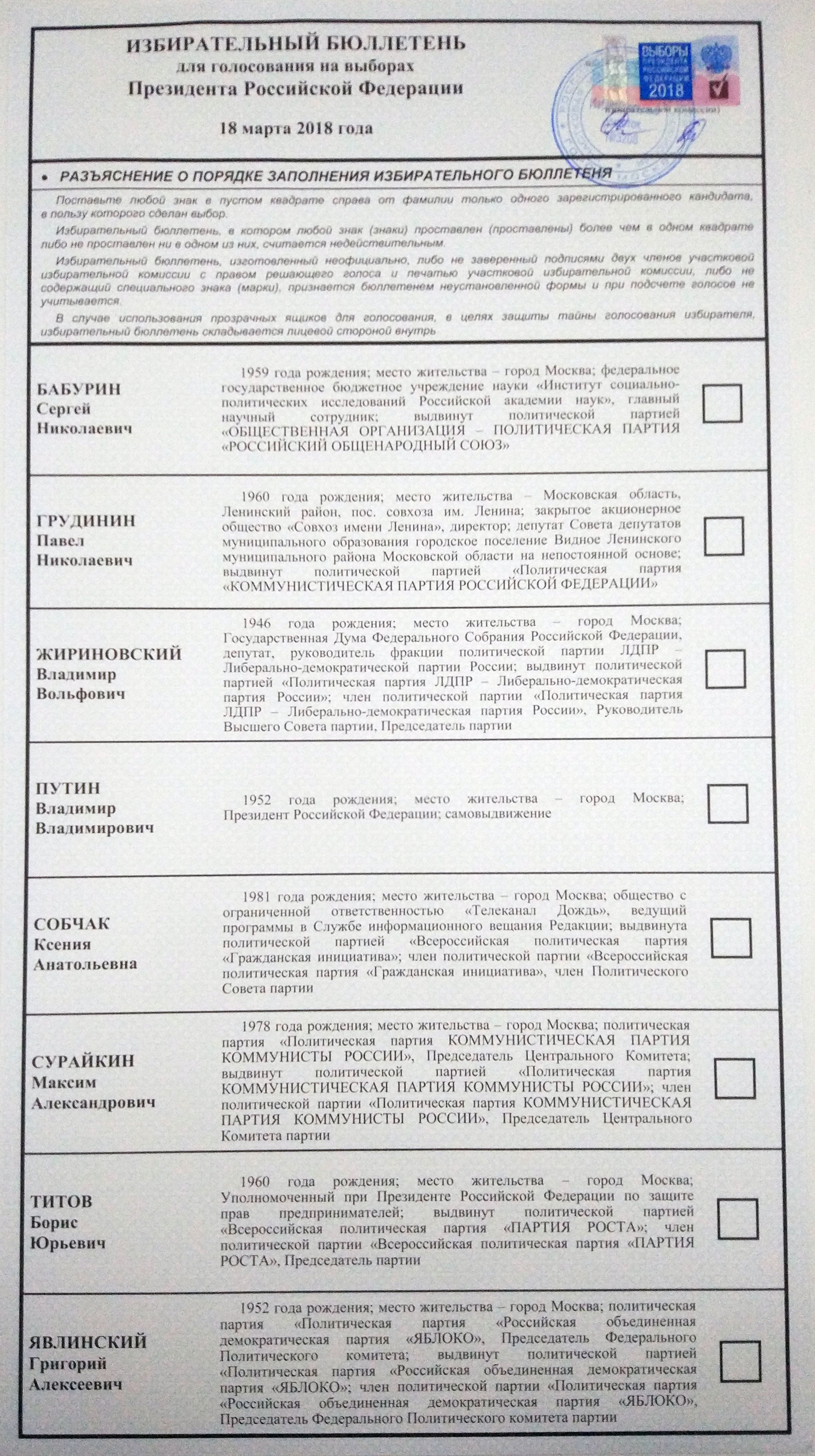
Избирательный бюллетень президентских выборов 2018 года

Критиковался внешний вид избирательного бюллетеня: у семи кандидатов поля с биографией были густо заполнены текстом, из-за чего содержавшая гораздо меньше информации графа действующего президента Владимира Путина визуально выделялась.

### Реакция на проведение выборов в Крыму
Украинские власти выразили резкое недовольство по поводу проведения выборов в Крыму, рассматриваемом ими как часть Украины, и подчеркнули, что если голосование в Крыму и Донбассе (см. война на Донбассе) на президентских выборах 2018 года состоится, то Украина не допустит россиян, проживающих на Украине, в дипломатические учреждения РФ для голосования на выборах, что и было осуществлено впоследствии, кроме того был озвучен призыв ввести против привлечённых к выборам президента РФ в Крыму санкции и не допустить мониторинг данных выборов. Прокуратура административно-территориальной единицы Украины АР Крым открыла уголовное дело по факту «организации незаконных выборов президента Российской Федерации на территории аннексированного Крыма». Председатель Меджлиса крымскотатарского народа Рефат Чубаров заявил, что «крымские татары не будут принимать участия в незаконных выборах 18 марта 2018, проводимых во временно оккупированном Крыму».
О непризнании и осуждении выборов президента РФ на территории Крыма заявили: «Большая семёрка», Европейский союз, Австрия, Бельгия, Германия, Латвия, Норвегия, Канада, Польша, Румыния, США, Франция, Эстония, Япония. Украина также не признала выборы в Крыму, отказавшись вместе с тем от непризнания выборов в целом, так как таковое подорвало бы возможность Украины контактировать с Россией по «защите национальных интересов Украины».

### Нарушения в день голосования

#### Подкуп избирателей
На избирательном участке 1398 (Москва, Лефортово) депутат обнаружил, что в одном из предприятий общепита выдают отрывные талоны-заявления, после чего получившие их идут на избирательный участок, голосуют, и затем получают деньги в другом кафе. Выдача талонов и денег была записана на видео, наряд полиции смог задержать одного из организаторов. Потенциально, зафиксированный на многих других участках большой поток голосующих не по месту жительства, может иметь схожие причины. Видео и показания переданы в УВД для возбуждения дела.

#### Вбросы бюллетеней
На выборах были зафиксированы различные нарушения. На некоторых участках были замечены вбросы бюллетеней в урны для голосований.
Например, в городе Люберцы Московской области результаты выборов были отменены из-за вброса бюллетеней.
Вбросы бюллетеней были зафиксированы также в Волгоградской области, Карачаево-Черкесии, Башкортостане, Дагестане, Адыгеи, Тамбовской, Свердловской области, Краснодарском крае и других регионах. По мнению движения «Голос», вбросов могло быть больше.
По данным совместного проекта «Движения в защиту прав избирателей „Голос“» и АО «Газета. Ру», по поводу федеральных выборов 18 марта 2018 года, на сайт «Карта нарушений на выборах» поступило 3246 сообщений.
Ассоциация наблюдателей Татарстана (по данным на 22 сентября 2018 года) обнаружила 77 участков с значительными расхождениями (более 50 человек) между числом проголосовавших, подсчитанных анализом записей с веб-камер, установленных на избирательных участках, и числом избирательных бюллетеней в урнах по официальным данным. Всего на этих 77 участках было зафиксировано 63 800 человек, которые опустили бюллетени в урны, в то время как по официальным данным в урнах оказалось 113 043 бюллетеня.

#### Оценка масштабов нарушений при помощи электоральной статистики

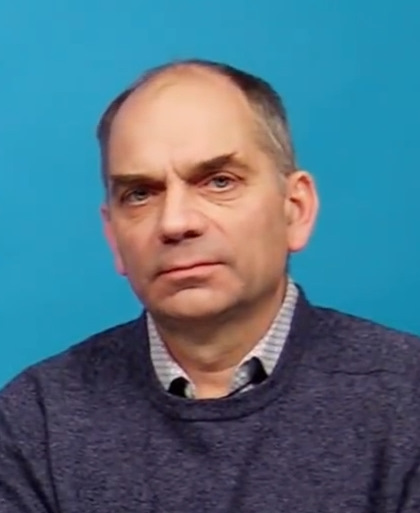
Сергей Шпилькин

По оценке исследователя электоральной статистики математика Сергея Шпилькина, на этих выборах было 10 миллионов подозрительных голосов из 73 миллионов, что, по его мнению, занимает промежуточное положение между выборами 2004 и 2012 годов. Наибольшие аномалии в распределение голосов встречается в Чеченской Республике, республике Кабардино-Балкария, республиках Тыве, Карачаево-Черкесии, Дагестане, в Кемеровской области, в республиках Башкортостане, Адыгее, Татарстане, Калмыкии, Мордовии, Ямало-Ненецком автономном округе, Ставропольском и Краснодарском краях, а также в Саратовской, Тюменской, Брянской, Липецкой, Пензенской и Тамбовской областях. С другой стороны, Сергей Шпилькин отметил, что по сравнению с президентскими выборами 2012 года результаты перестали фальсифицировать в Курской, Курганской, Московской, Нижегородской, Омской областях, Приморском крае, Республике Коми, Республике Марий Эл, Тульской области и Санкт-Петербурге (хотя даже в Петербурге остались подозрительные пики). В Москве распределение голосов практически идеально соответствует нормальному. В целом по стране распределение голосов по участкам ближе к нормальному, чем на думских выборах 2016 года. По предварительным оценкам Шпилькина реальная явка составила около 62 % (а не 67 %), а за Путина проголосовало около 67 % (а не 76 %).

#### Наблюдатели в Чечне
На этих выборах в Чечне впервые присутствовали независимые наблюдатели, которые зафиксировали большое расхождение результатов на участках с наблюдателями и на участках без наблюдателей: в Грозном совокупная явка на участках с наблюдателями составила 55 % (на некоторых участках она была около 33 %), а на участках без наблюдателей она составила 89 % (по всей Чечне официальная явка — 91,54 %). Средний результат Путина на участках с наблюдателями составил 75 %, а без наблюдателей 88 %. На прошлых президентских выборах не было такого разброса по данным Избиркома: и явка, и результат Путина на всех участках в Чечне в 2012 году были близки к 99,5 %.

#### Прочие нарушения
По мнению депутата Госдумы от КПРФ Валерия Рашкина помимо нарушений в ходе предвыборной кампании, имели место серьёзные нарушения во время выборов:
- выдавались бюллетени избирателям, зарегистрированным по другому адресу;
- массовый характер носило включение в дополнительные списки граждан, не открепившихся по своему месту жительства;
- имели место массовые подвозы избирателей, «карусели» и вбросы[482];
- на Кавказе, в частности в Дагестане, в ВУЗах, школах и бюджетных организациях голосовали под контролем руководителей; избирателей фотографировали (для отчёта перед начальством), студентам угрожали провалом на экзаменах и зачётах[483].

Одним из главных замечаний было то, что вопреки требованиям о пересчёте вручную результатов подсчёта КОИБов (которое выполняли и в начале их внедрения, и позднее при Чурове), такой пересчёт в 2018 году не проводился. Более того, на московском УИК № 667 члена избиркома Ивана Егорова, потребовавшего провести пересчёт, избили и сломали ему ногу. За год, в процессе судебного разбирательства, пострадавший Егоров был переквалифицирован судьёй в свидетеля; суд отказался рассматривать видеозапись событий; а дело было квалифицировано как «мелкое хулиганство». Зюганов сказал, что контроль за КОИБами осуществляется исключительно представителями власти, и потому результаты, полученные с их помощью, не заслуживают доверия. Отказ в ручном пересчёте является нарушением п. 32 ст. 68 закона № 67-ФЗ (не менее 3 избирательных участков в пределах одной территориальной комиссии). Представитель «Яблока» (Б. Г. Мисник) также заявил, что при подсчёте КОИБами и ГАС «Выборы» результат может быть запрограммирован (как на думских выборах в Саратове в 2016 году: на 140 избирательных участках был получен абсолютно одинаковый результат), и федеральный политический комитет «Яблока» не признал объявленные ЦИК результаты как реальные результаты выборов. На президентских выборах 2004 года уже был зафиксирован подобный случай, виновного наказали штрафом. В то же время, по оценкам Левичева, на выборах 18 марта с помощью КОИБов проголосует порядка 30 млн избирателей (то есть — более 40 % избирателей).

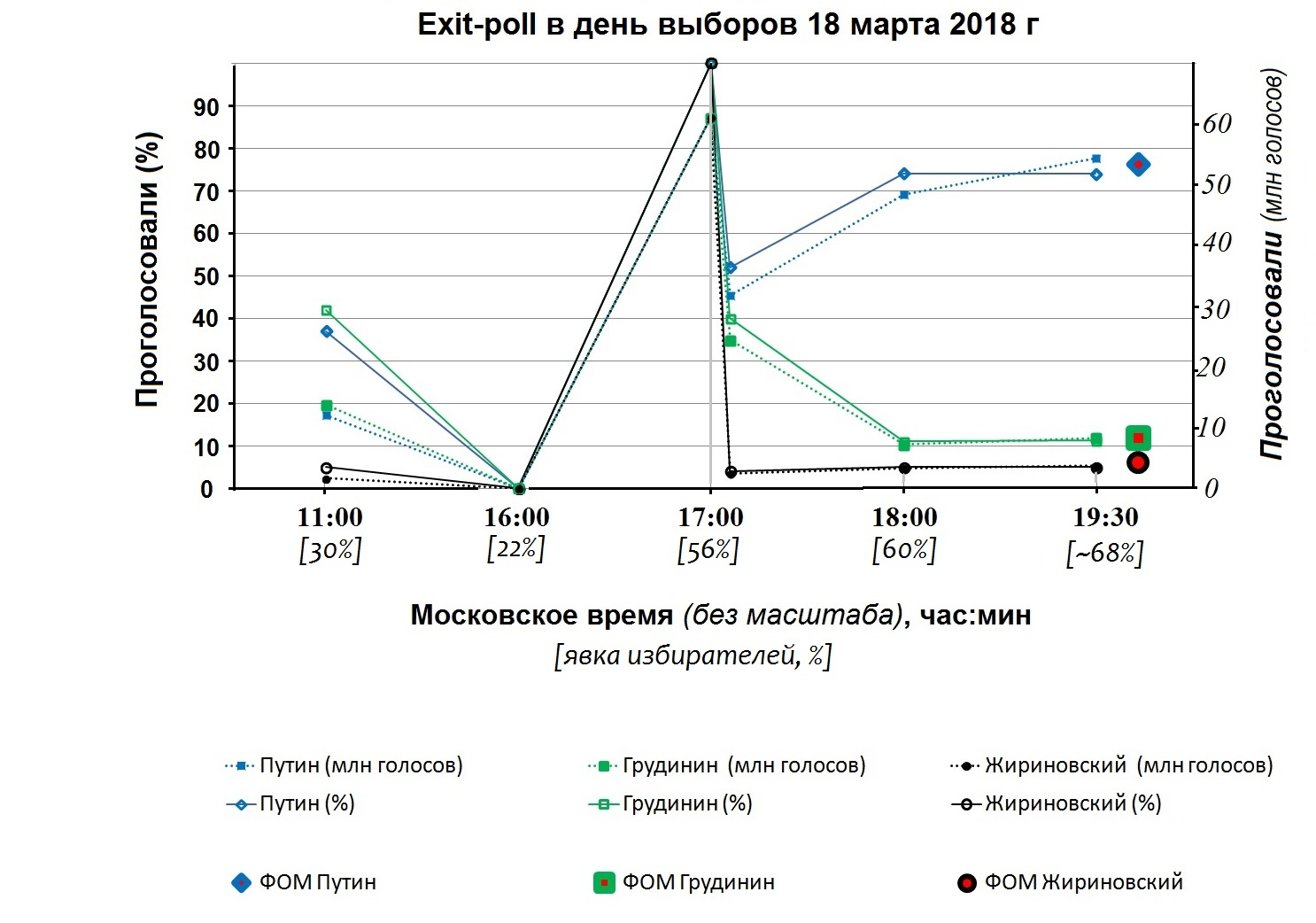
Результаты опросов в день голосования с сайта ЦИК. С 11:00 доля и абсолютное число проголосовавших за Грудинина снижались. Маркеры с красным центром — данные ФОМ

Алексей Брагин, в своей статье в газете «Правда Москвы» (МГК КПРФ) также выражает недоверие и критикует отдельные моменты прошедших выборов: утверждалось, что число голосующих на дому было значительно выше, чем можно успеть обойти с урной реально; что в УИК № 3093 дважды фиксировался сбой в работе КОИБа, и председатель этой УИК отказался проводить пересчёт вручную; что в нарушение закона № 67 «Об основных гарантиях избирательных прав и права на участие в референдуме граждан Российской Федерации» на этом участке не использовался резервный ящик.
По мнению В. Жириновского, имели место нарушения в 47 регионах, в том числе с использованием ГАС «Выборы».
Представитель КПРФ в ЦИК Евгений Колюшин в своём особом мнении отметил, что в ходе предвыборной кампании и во время самих выборов имели место многочисленные нарушения: несправедливое распределение эфирного времени в СМИ; некорректное и неравноправное участие кандидатов в дебатах и т. п.; государство искусственно стимулировало повышение явки избирателей на выборы так, что фактически для многих работников бюджетной сферы этот день стал рабочим (без соответствующих выплат); В. Путин находился в привилегированном положении по сравнению с другими кандидатами в отношении информирования избирателей на телеканалах; не проводились предусмотренные законом дискуссии и круглые столы, что ограничило конституционное право граждан на доступ к информации; имели место отказы в назначении по одному члену избирательной комиссии с правом совещательного голоса — от партий, от которых были зарегистрированы кандидаты; не проводился контрольный пересчёт бюллетеней при широкомасштабном использовании КОИБов; ЦИК не проводил добросовестного и объективного рассмотрения жалоб на нарушения. На основании изложенного Колюшин заключил, что результаты выборов, объявленные ЦИК, получены в том числе, за счёт нарушения принципа свободных выборов.

### Непризнание выборов различными организациями
Руководитель предвыборного штаба Грудинина Геннадий Зюганов заявил, что его штаб не признает итоги выборов по Кемеровской области, Мордовии, Кабардино-Балкарии и в ряде районов Московской области и будет проводить комплексное расследование по фактам всех нарушений.
Общественно-политические организации Ставропольского края (ПДС НПСР, «Яблоко», «РОТ Фронт», штаб Навального, «Левый фронт») заявили, что из-за большого числа нарушений закона они (совместно) не признают результаты выборов, объявленные ЦИКом.
Реакция ПДС НПСР на работу ЦИК оказалась наиболее резкой и критичной; а координатор В. Филин заявил, что будет рассмотрен вопрос о допустимости признания выборов состоявшимися и легитимными. 26 марта было опубликовано заявление о большом числе нарушений законов и, вследствие этого, о непризнании результатов выборов, объявленных ЦИК; а также о сборе материалов для Генеральной Прокуратуры о преступлениях, совершённых рядом представителей действующей власти в ходе избирательной кампании (26 видов нарушений).
Представитель «Яблока» в Псковской области Елена Маятникова, член комиссии с правом решающего голоса, выявила нарушения части 2 статьи 32 Конституции РФ (право граждан выбирать), и проголосовала против утверждения протокола по итогам выборов этой области (население свыше 600 тыс. человек).
Член московской городской избирательной комиссии заявила, что многочисленные нарушения, вплоть до зафиксированного на видео выдачу проголосовавшим (УИК № 1398 в Лефортово) денежных средств, не позволяют достоверно определить результат выборов по г. Москве.

### Митинги оппозиции после выборов

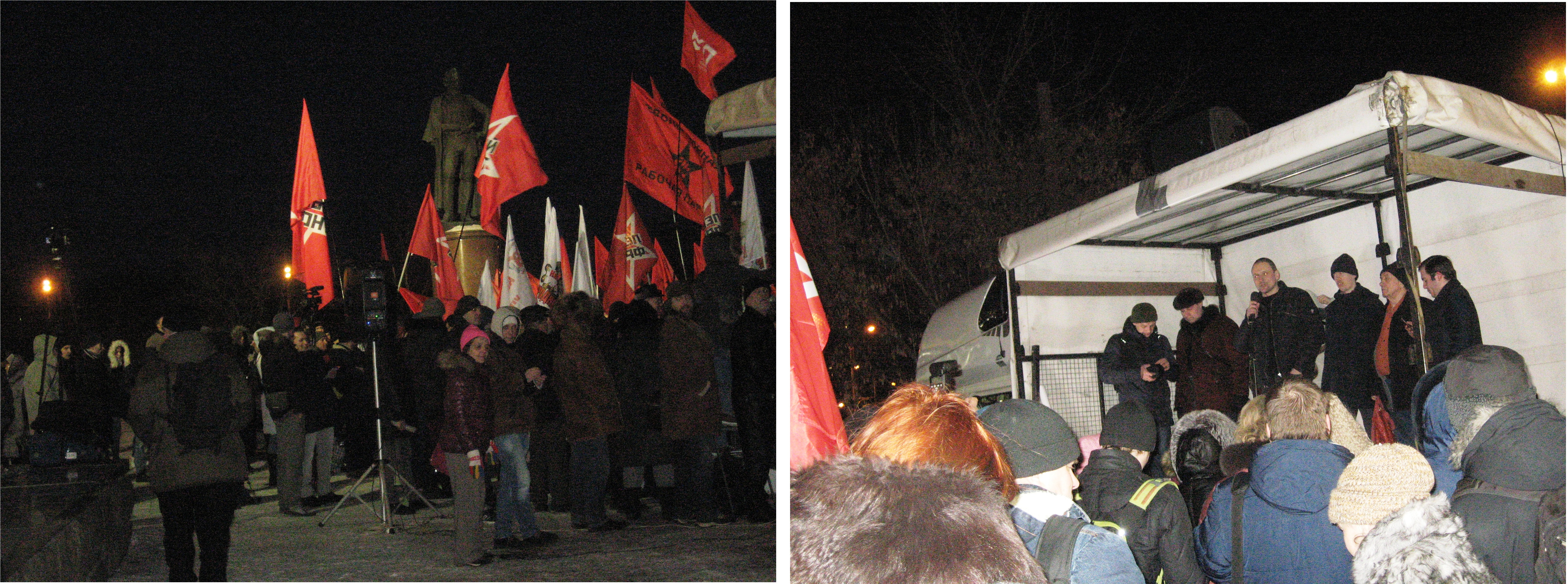
Митинг 19 марта 2018 г.

19 марта 2018 года в Москве состоялся согласованный митинг «Левого Фронта» и других оппозиционных сил по итогам выборов. Как пишут сами представители «Левого Фронта», «участники митинга однозначно заявили о том, что не считают прошедшие президентские выборы равноправными, конкурентными, законными и не признают их итогов».

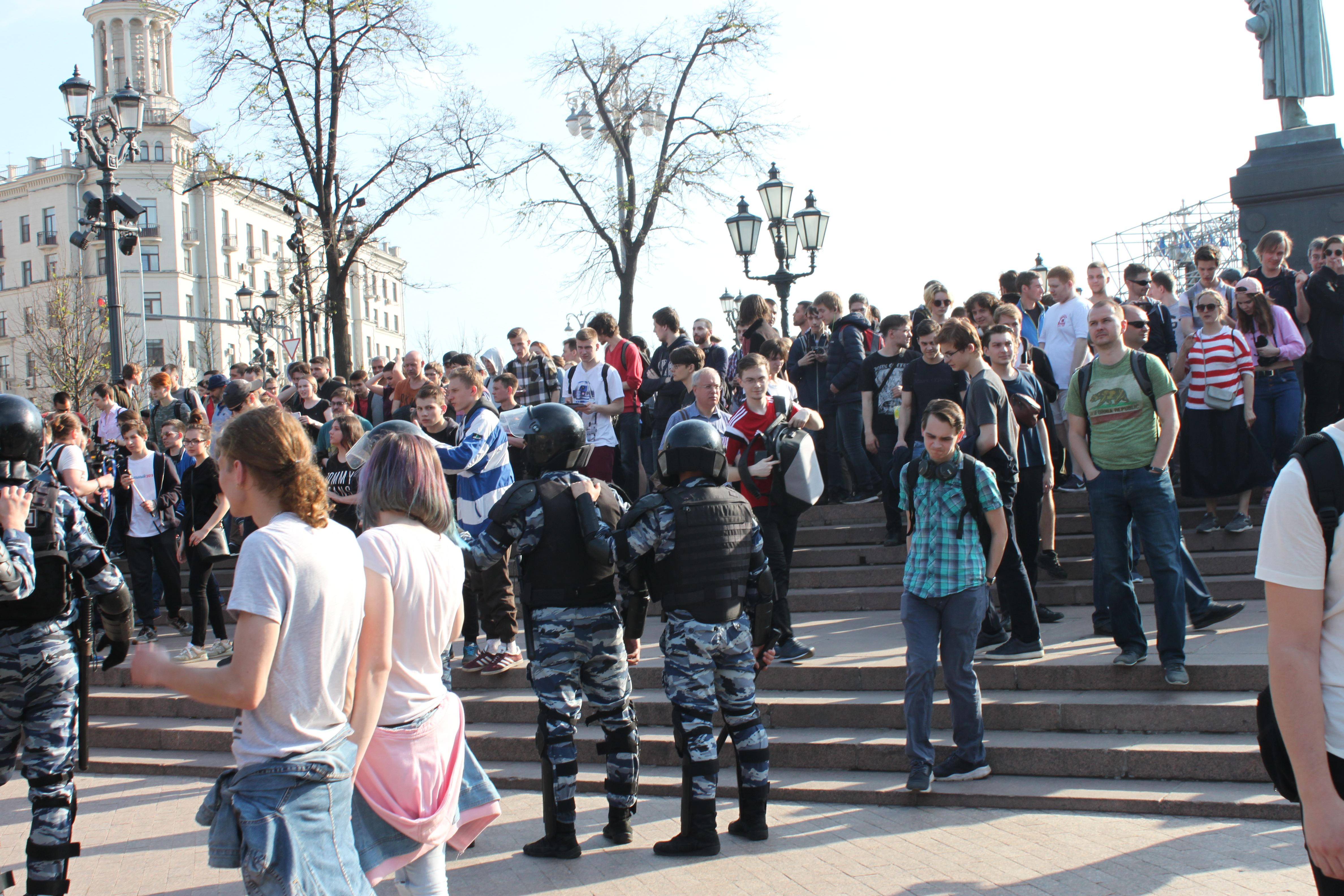
Протесты 5 мая 2018 г.

5 мая 2018 года в десятках городов России прошли антипутинские митинги (как согласованные с властями, так и нет) под лозунгом «Он нам не царь», организованные оппозиционером Алексеем Навальным и приуроченные к инаугурации президента Российской Федерации 7 мая 2018 года.
6 мая в Москве, на Суворовской площади, прошёл митинг против фальсификации результатов выборов и антисоциальной политики правительства. Участвовало несколько сотен человек.

## Социологические опросы
«Левада-центр» заявил, что не будет публиковать данные своих социологических опросов по теме президентских выборов, поскольку такие ограничения на него накладывает юридический статус «иностранного агента». При этом, традиционно уровень поддержки власти по данным «Левады-центра» был несколько ниже, чем у ВЦИОМ, который контролируется российским государством. Журналистки Елена Мухаметшина, Светлана Бочарова и Ольга Чуракова считают, что отсутствие «независимой» социологии будет негативно сказываться на качестве всего рынка.

### Экзитполы
| Опрос проводил | Выборка |        |          |             |        |           |       |         |          | Недействительные бюллетени |
| Опрос проводил | Выборка | Путин  | Грудинин | Жириновский | Собчак | Явлинский | Титов | Бабурин | Сурайкин | Недействительные бюллетени |
| -------------- | ------- | ------ | -------- | ----------- | ------ | --------- | ----- | ------- | -------- | -------------------------- |
| Опрос проводил | Выборка |        |          |             |        |           |       |         |          | Недействительные бюллетени |
| ВЦИОМ          | 162 601 | 73,9 % | 11,2 %   | 6,7 %       | 2,5 %  | 1,6 %     | 1,1 % | 1 %     | 0,8 %    | 1,2 %                      |
| ФОМ            | 112 700 | 76,3 % | 11,9 %   | 6 %         | 2 %    | 1 %       | 0,7 % | 0,6 %   | 0,7 %    |                            |

### Опросы в день выборов и после выборов
В день выборов ФОМ и ВЦИОМ проводили опросы избирателей, покидавших участки после голосования. С 8:00 до 19:00 (до 17:00 в сёлах) по местному времени ФОМ опросил 112 700 избирателей из 737 населённых пунктов 83 регионов РФ (1127 участков, по 100 избирателей в каждом). ВЦИОМ опросил 162 601 избиратель в 68 субъектах РФ на 1200 участках. Предполагалось, что результаты опросов будут отображаться в реальном масштабе времени на сайте ЦИК с обновлением каждый час.
Однако отображаемые в реальном масштабе времени результаты, зафиксированные Образцовой, не совпали с результатами, опубликованными организациями, изучавшими общественное мнение (диаграмма). Образцова зафиксировала снижение абсолютного числа проголосовавших за Грудинина, и сильные отклонения, которые невозможно объяснить достоверным отображением результатов опросов.
После выборов, по данным опроса общественного мнения (3000 респондентов, 73 субъекта РФ, 207 населенных пунктов), проведённого ФОМ, 77 % опрошенных сочли прошедшие выборы честными, и 22 % считают, что «были случаи мошенничества, подлога, фальсификации».

## Международная реакция
Список государств, представители которых отправили поздравительные послания Путину в связи с переизбранием:
1. Австрия
2. Азербайджан
3. Алжир
4. Аргентина
5. Армения
6. Афганистан
7. Бангладеш
8. Беларусь
9. Болгария
10. Боливия
11. Босния и Герцеговина
12. Бразилия
13. Бурунди
14. Венгрия
15. Венесуэла
16. Вьетнам
17. Гайана
18. Гватемала
19. Гвинея
20. Гвинея-Бисау
21. Германия
22. Греция
23. Демократическая Республика Конго
24. Джибути
25. Египет
26. Израиль
27. Иордания
28. Ирак
29. Иран
30. Исландия
31. Испания
32. Италия
33. Казахстан
34. Камбоджа
35. Камерун
36. Кипр
37. Китай
38. КНДР
39. Куба
40. Кувейт
41. Кыргызстан
42. Лаос
43. Латвия
44. Люксембург
45. Мадагаскар
46. Македония
47. Малайзия
48. Мали
49. Марокко
50. Мексика
51. Молдова
52. Монголия
53. Мьянма
54. Непал
55. Никарагуа
56. Норвегия
57. Индия
58. ОАЭ
59. Оман
60. Палестина
61. Португалия
62. Руанда
63. Саудовская Аравия
64. Сенегал
65. Сербия
66. Сингапур
67. Сирия
68. Словения
69. Судан
70. США
71. Сьерра-Леоне
72. Таджикистан
73. Туркменистан
74. Турция
75. Узбекистан
76. Филиппины
77. Финляндия
78. Франция
79. Хорватия
80. ЦАР
81. Чад
82. Чехия
83. Швейцария
84. Шри-Ланка
85. Эритрея
86. Эстония
87. Эфиопия
88. Республика Корея
89. Южно-Африканская Республика
90. Япония

### Комментарии
1. ↑  Был проведён повторный съезд, изначально кандидат выдвинут 21 декабря 2017.
2. ↑  Данный список не является исчерпывающим.
3. ↑  3 октября 2018 года президент России Владимир Путин подписал закон о повышении пенсионного возраста. Дата обращения: 24 октября 2018. Архивировано 4 октября 2018 года.
4. ↑  Согласно статье 81 Конституции России, один и тот же гражданин не имеет права занимать должность президента страны более двух сроков подряд. Владимир Путин был президентом два срока подряд — с 2000 по 2004 и с 2004 по 2008, затем четыре года возглавлял правительство, а в 2012 году снова занял пост главы государства. При этом к выборам 2012 года срок президентства был увеличен с четырёх до шести лет.
5. 1 2 3 4  В 2014 году по итогам референдума состоялся переход территории АР Крым и г. Севастополя от Украины к Российской Федерации. Власти Украины расценивают это событие как российскую оккупацию, власти России — как результат свободного волеизъявления крымчан (подробнее см. Аннексия Крыма Российской Федерацией, Проблема принадлежности Крыма).
6. 1 2 3  Город в Казахстане, арендован Россией до 2050 года.